# Religião na Grécia Antiga

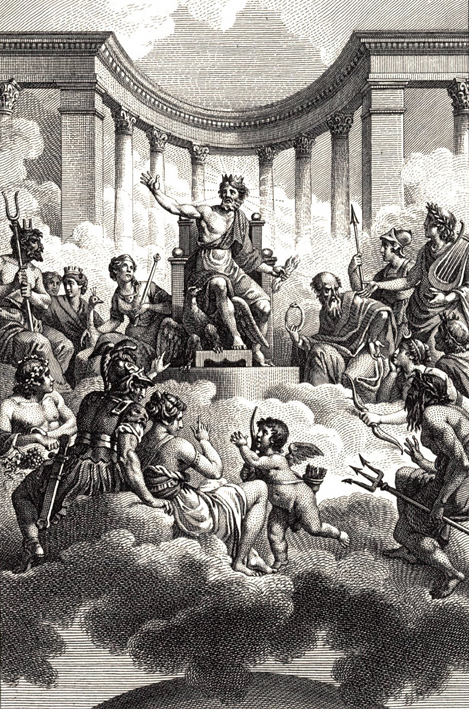
Zeus presidindo a assembleia dos deuses olímpicos, gravura de Nicolas-André Monsiau

Religião na Grécia antiga diz respeito a um conjunto de crenças que se modificou ao longo dos períodos Minoico, Micênico, arcaico e clássico do mundo grego antigo e apresentou diversos aspectos. Até onde se sabe, os gregos não possuíam nenhum livro sagrado como a Bíblia. Nesse sentido, a religião na Grécia antiga é que não possuía dogmas, textos ou sacerdotes que orientassem ou monopolizassem a interpretação espiritual. Há autores, por outro lado, que afirmam haver profissões de fé individuais, que atribuíam um tom particular e característico no estudo da Religião grega. Cada pólis tinha preferência por certas divindades em seus cultos e ritos, mas compartilhavam com outras pólis algumas práticas em comum, como a realização de grandes festas, como as Dionisíacas. Os gregos valorizavam os rituais, pois acreditavam que deles dependia a sorte dos humanos. Os ritos giravam em torno do altar de sacrifícios, que tinham um caráter festivo — a própria palavra sacrifício, em grego antigo, significava também festa religiosa —, acompanhados de músicas, cânticos, jogos e competições. As relações de poder pertenciam ao núcleo da religiosidade grega e também se manifestavam nos rituais.
A religião era uma cosmogonia em que a vivência espiritual dos gregos se sustentava em crenças formuladas a partir de fenômenos que o homem não conseguia explicar. Nessa cosmogonia, os deuses não teriam criado o universo, mas seriam parte dele. O início do universo teria acontecido com o surgimento espontâneo do Caos, da Terra, do Deus inferior Tártaro e de Eros, força que possibilitava a união entre os seres. Na sequência, teriam nascido o Escuro e a Noite e seus filhos, o Brilho e a Luz. Da Terra, surgem o Céu, a Montanha e o Mar. Os doze Titãs, três Ciclopes e três hecatônquiros nascem do cruzamento entre o Céu e a Terra. É importante compreender que a religião na Grécia Antiga possuía conexão e ligação com todos os aspectos da vida das pessoas, seja na sociedade ou na política, cumprindo um papel para o indivíduo e outro para a vida coletiva. Nesse sentido, a religião contribuiu no desenvolvimento da literatura, na construção de santuários, na instalação de jogos e nas panegíricas pan-helênicas.
Outro aspecto importante sobre o conhecimento religioso diz respeito à questão do valor da poesia enquanto fonte puramente literária ou religiosa. A transmissão do mundo dos deuses entre os gregos, principalmente no período Arcaico, se apresentava pelo canto dos poetas, com apoio musical de um instrumento. O poeta pode fazer modificações ou interpretar de várias formas a revelação que recebe dos deuses, mas não faz isso de maneira aleatória, seguindo uma coerência imaginativa no âmbito do mito. Assim, insere-se na questão religiosa a mitologia, com sua ampla explicação do mundo e da natureza, rituais, ensinamentos morais e fatos políticos, mostrando a complexidade religiosa da Grécia antiga.
Quando se pensa em religião na Grécia antiga, é importante ter consciência de que a Grécia não era um país ou Estado — com fronteiras delimitadas, capital, idioma nacional, entre outros fatores. Na época, a Grécia era formada por várias organizações regionais e pólis, que costumavam concorrer entre si e que tinham semelhanças e diferenças, inclusive religiosas. Não existia um conjunto de crenças estruturadas e organizadas de maneira homogênea e praticada por todos os gregos. Apesar disso, é possível listar elementos que contribuíram para a formação do padrão religioso da Grécia antiga. São eles os elementos indo-europeus, tais como o culto a pedras, árvores e animais; os elementos pré-helênicos, principalmente minoicos e micênicos como, por exemplo, a infância de Júpiter e Ártemis caçadora; e os elementos orientais, tais como as figuras de Apolo, Afrodite, Hefesto e de muitos outros deuses menores. É importante ressaltar que o início dos jogos olímpicos, em 776 a.C., marca a presença religiosa na cultura grega.

## Noções fundamentais

### A religiosidade grega e a tradição mítica

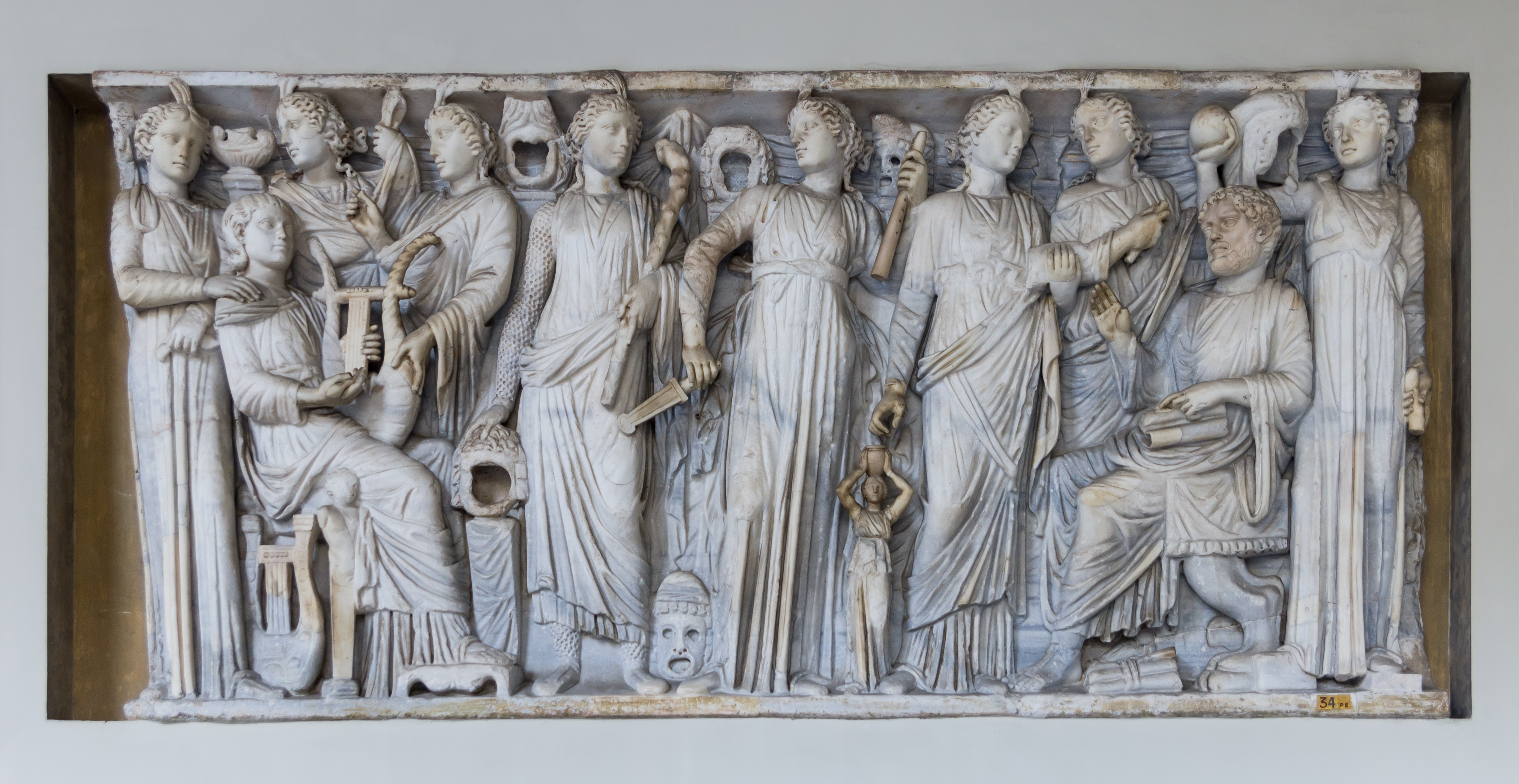
Relevo de sarcófago mostrando as musas ao lado do poeta

O mito é o discurso capaz de explicar fenômenos, até mesmo os impalpáveis, trazendo-os para uma concepção concreta, de forma que acabe construindo um sistema de figuração do mundo, ou seja, transformando os elementos da natureza em divindades. Isto pode ser observado na Teogonia de Hesíodo, em que o Céu e a Terra aparecem como seres conscientes. O noção de sagrado existiu na Grécia antiga muito antes de haver uma sistematização das crenças através do mito. A cultura do mito trouxe os templos, os cultos da pólis e os cultos privados. Além disso, formou-se uma nova relação do homem para com o sagrado e o divino, pois este caminhava para uma melhor compreensão do mundo, que ditava ser o homem responsável pela adoração e pelo respeito à vontade das divindades, trazendo uma relação de certo e errado para a concepção humana e os conceitos de piedade e impiedade.
A conexão entre os homens e deuses se inicia com o intermédio do poeta entre o mundo terreno e o das Musas — mensageiras dos deuses. A invocação das musas dá início à tradição épica. Os cantores ou poetas épicos carregam as mensagens das Musas após a invocação, acreditando serem inspirados por elas. O papel dessas deusas olímpias é trazer a verdade. Esta verdade é garantida pelas próprias Musas por serem elas testemunhas de todos os acontecimentos. A concepção de poesia inspirada se apresenta constantemente na poesia arcaica, principalmente em Hesíodo e Homero. A conexão entre o poeta e os deuses moldou a cosmovisão grega e suas tradições, pois se acreditava que o poeta trazia a verdade. Portanto, o poeta possuía a função de interagir e se comunicar com os deuses, tornando-se responsável por passar adiante os valores, costumes e situações características da sociedade por meio do canto. Devido a essa oralidade, as explicações dos mitos também poderiam variar de um lugar para outro.

### Aspectos do sagrado
Hierós significa “sagrado” em grego antigo e pode ser traduzido como “aquilo que não se pode tocar”. O sagrado é concebido após o homem se deparar com as forças da realidade e as que a superam, para, a partir daí, dividir a realidade entre terrena e transcendente. A partir dessa divisão, o mundo se divide entre hierós (sagrado) e não-hierós (profano). O hierós nasce como algo presente na natureza, representava as forças presentes no mundo e não estava ligado com a ideia de deuses ou pessoas. Afinal, o hierós não se tratava de uma divindade e sim de uma força presente no todo. Depois do aparecimento do mito, o hierós acaba sendo limitado e definido, o sagrado passa a ter valor simbólico concreto, como, por exemplo, em Hesíodo ao citar o monte Hélicon como algo sagrado.
Alguns estudiosos relatam que nas Histórias, de Heródoto, a palavra hierós ocorre 313 vezes, sempre correspondendo a algo sagrado ou santo. Por meio dessa trajetória que se modifica desde seu nascimento como força da natureza até o surgimento de uma visão que identifica o hierós como sagrado, o homem passa a se distanciar ainda mais do inexplicável, de forma a usar o mito como uma narrativa para explicar os fenômenos e para entender o real. Portanto, aos poucos, o hierós deixa de ser um todo para transformar-se no sagrado em seu sentido mais literal, definindo se algo é ou não sagrado.
Da mesma forma, no vocábulo grego, temos a palavra hósios para indicar de que maneira o homem deve se portar ou se dirigir diante os deuses. Platão, no diálogo Éutifron, refere-se a hósios como o sentimento que conduz o homem a se relacionar com o religioso. Platão traz hósios como um problema jurídico, sendo que hósios é empregado para apontar um ato de ofensa aos deuses, uma postura não harmoniosa e que não está de acordo com a moral vigente. Assim, quem comete um crime de hósios o é acusado de asebeia — impiedade —, podendo ser levado a julgamento.

### A piedade grega
O termo piedade — eusebeia — remete à conduta dos seres humanos em relação aos deuses em que acreditam. É associado ao que conhecemos hoje por moralidade. Seria um conjunto de percepções coletivas, propagadas na família e na sociedade.

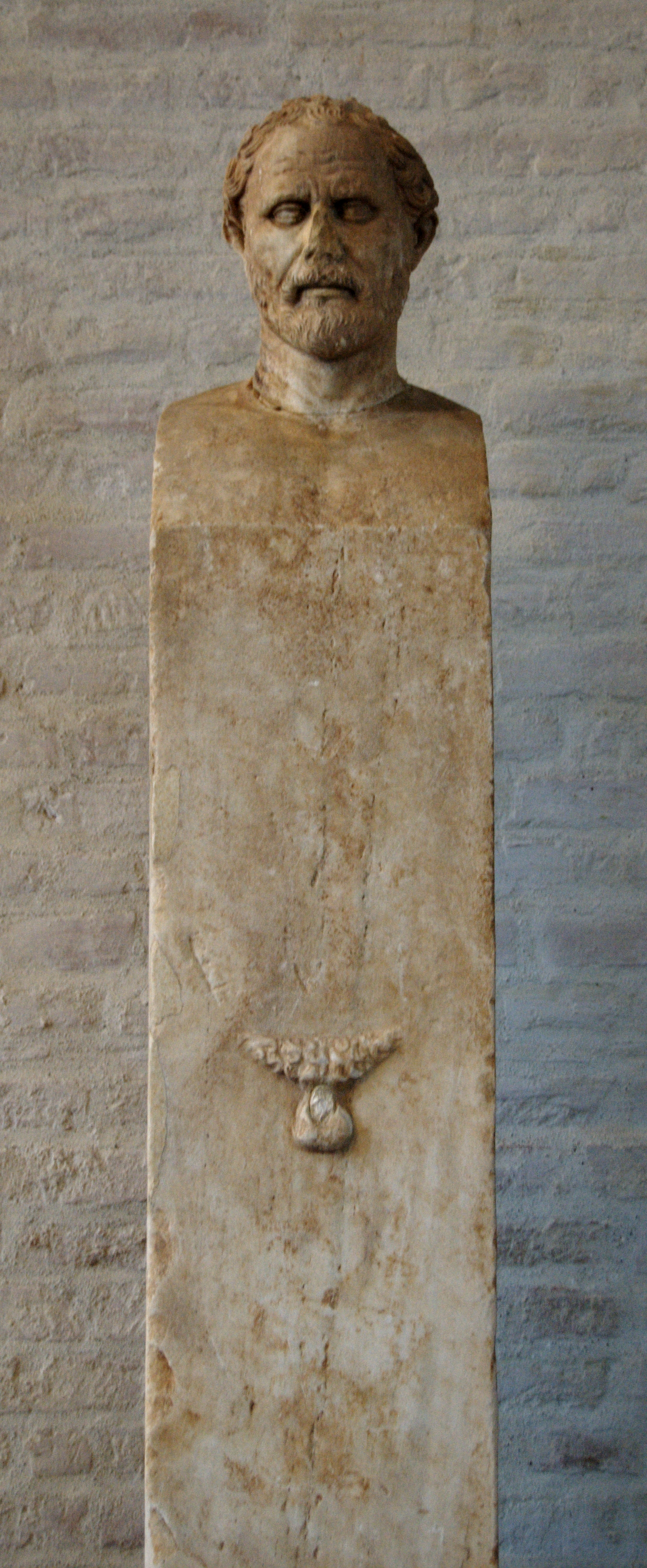
Estátua de Hermes

Para Eutífron, personagem dos escritos de Platão, a piedade seria uma ação agradável aos olhares dos deuses, sendo por estes amada. Entretanto, Sócrates, personagem que dialoga com Eutífron, questiona-o, abordando que, se cada um dos deuses da mitologia presente na Atenas do século V a.C. possuíam visões diferentes sobre os atos humanos, a concepção de piedade seria variável para cada deus. A visão de Sócrates sugeria que uma ação poderia ser ao mesmo tempo piedosa ou impiedosa.
Impiedade — asebéia — seria o antônimo de piedade, ou seja, aquilo que não é bom aos olhos dos deuses. Mas para Aristóteles, o mesmo termo tomaria um significado maior, com a impiedade vista enquanto uma ação reprovável tanto na visão divina quanto na visão social, uma quebra dos limites que são necessários à vida coletiva. O crime da impiedade era punido com a morte. A pólis, assim, se precavia do pior, pois acreditava que um ato de impiedade que não fosse punido resultaria no castigo de toda a cidade pelos deuses.
Diversas ações poderiam ser consideradas como crime de impiedade, sendo julgadas de acordo com o entendimento dos próprios juízes. Essa questão possuiu grande influência na vida de algumas figuras que colaboraram para o debate reflexivo das virtudes e para o pensamento filosófico da antiguidade clássica, como Sócrates. Diversos autores trabalham com a hipótese de que o conceito jurídico de impiedade na Grécia antiga era definido, mas a ausência de fontes dificulta a precisão deste estudo. Em geral, admite-se a pluralidade do conceito de impiedade.
Um dos mais significativos atentados contra a ordem da piedade na Grécia antiga fora a mutilação das estátuas de Hermes, que existiam em diversos pontos da cidade, em frente às casas dos cidadãos. Essas estátuas possuíam um valor de proteção contra as más visões, a inveja e a cobiça, ou seja, contra as impurezas do “mau-olhado”. Tal situação resultou em um longo processo que julgou vários indivíduos por impiedade.
Para alguns estudiosos, durante o século V a.C., os processos de impiedade se tornaram poderosa ferramenta política, principalmente por inimigos do governo de Péricles. Por meio da aprovação do Decreto de Diopites — o qual tornava réu quem não acreditasse nos deuses da pólis ou quem pregasse algo em desacordo com a crença da época — vários intelectuais começaram a ser perseguidos, punidos e exilados por suas ideias. Entretanto, outros pesquisadores se contrapõem a essa colocação, alegando que pensar o processo de impiedade como uma manobra política é racionalizar a antiguidade com uma visão atual, enquanto tal processo era, diferentemente, fruto de uma crença bastante enraizada e suficiente para explicar o surgimento de novas medidas e decretos.

##### O processo de Sócrates
O filósofo Sócrates foi um dos grandes afetados pela acusação de impiedade. Foi acusado por Meleto, figura que trabalhava a mando de outros políticos influentes da época, de cometer o delito de negar os deuses da cidade, de introduzir novos deuses e de corromper a juventude por meio de seu discurso filosófico. Para alguns autores, a acusação mais significativa foi a última, em virtude da mutilação das estátuas de Hermes na pólis, em que se suspeitava de jovens arruaceiros, que foram supostamente induzidos por seu mentor — Sócrates — a questionar as tradições. Em outras palavras, Sócrates fora acusado de propagar um pensamento que não condizia com a crença tradicional de sua instância social.
Há um grande debate sobre Sócrates ter possuído algum tipo de crença religiosa. Existem pesquisas, baseadas nas proposições que Platão e Xenofonte atribuíram a Sócrates, que defendem que Sócrates acreditava nos deuses e aceitava as orientações oraculares.
Além disso, através dos escritos de Platão, salienta-se que o julgamento de Sócrates como corruptor da juventude ateniense, como ateu ou mesmo como credor de outros deuses é incoerente, pois o filósofo não tinha a intenção de destruir o tradicionalismo religioso da época e exercia práticas comuns aos indivíduos considerados religiosos. Seus discursos, presentes nas obras platônicas, não traziam um fim de negação para os questionamentos desenvolvidos, mas foram chamados “aporéticos”, pois várias das indagações que iniciava com seus ouvintes ficavam com respostas em aberto, devido à complexidade de se chegar a uma verdade. Logo, mostra-se que Sócrates via em sua finalidade de alcançar a Ideia de Bem um atributo divino, uma missão a qual não poderia se negar a exercer.
Entretanto, outros pensadores defendem que não havia uma religiosidade demarcada, assim como também não existia uma total falta de crença pelos filósofos da antiga Grécia. O que se aborda nesta teoria é que no constante trabalho do método racional eles interrogavam as práticas religiosas e alguns costumes, que colocavam em risco a crença teológica e sua estrutura.
Além disso, durante o processo de Sócrates, este se defende da acusação de ateísmo deixando claro que sua consciência não estaria limpa caso suas ações estivessem em desacordo com a vontade dos deuses, assim como fala que suas reflexões são inteiramente voltadas à busca pela virtude.
Condenado por uma diferença de 30 votos, o filósofo negará a proposta de largar a filosofia e seus ensinamentos, repudiando a pena de exílio  e preferindo a morte à desordenação de sua missão divina pelos homens. Sócrates passou cerca de um mês recebendo amigos na prisão, recusou propostas de fuga e ao final de seus dias, tomou o veneno cicuta, deixando a vida de forma rápida e indolor.

### Lugares sagrados
O período entre os século XI a.C. e século VIII a.C. é caracterizado pelas mudanças em diversos segmentos da vida cotidiana na Grécia, que possibilitou o surgimento da pólis, trazendo influência direta sobre a religião, que passou a possuir um caráter cívico. Este caráter cívico caracterizou-se na união das pessoas em um único espaço e no desenvolvimento de uma literatura épica, além de um fortalecimento no plano religioso através de tradições lendárias e rituais festivos.
Neste tempo, que remete ao período arcaico, há o nascimento dos templos, que passam a ser considerados as primeiras construções aos deuses para além da moradia do humano; a relação entre público e privado acaba tornando explícita a delimitação entre  um espaço sagrado e outro profano. O templo passa a ser a moradia de determinado deus, sendo a ordem pública da cidade detentora do santuário, afirmando, assim, sua posse total sobre o território.

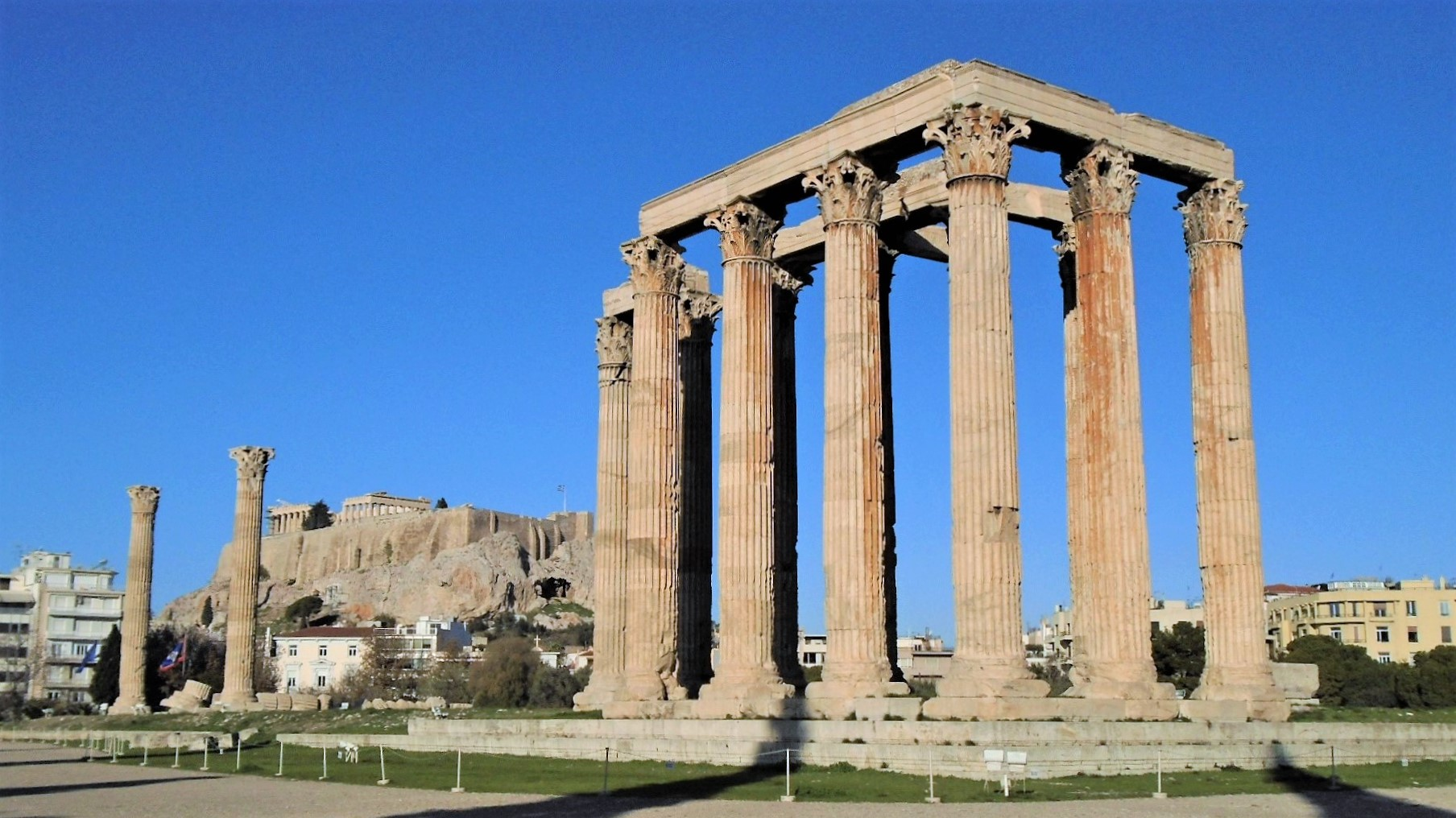
Ruínas do Templo de Zeus Olímpico em Atenas

Já no século V a.C., quando as guerras entre os gregos e os persas chegaram ao fim, o governante Péricles propôs a reconstrução dos templos perdidos em batalhas. O grande patrocínio ao florescimento cultural dado por ele, sobretudo em Atenas, garantiu à cidade templos como o Partenon, o Erekhtheion, o Propileu e o templo de Atena de Nike.
Os templos gregos não eram um espaço onde os fiéis adentravam para a celebração de ritos religiosos. Eram lugares restritos aos sacerdotes e que  abrigavam a estátua do deus cultuado, que podia ser olhada de fora pelos fiéis de determinada divindade. O culto propriamente dito, cerimônias de sacrifício, por exemplo, aconteciam, geralmente, ao ar livre, em lugares altos e isolados, características geográficas favoráveis à localização dos templos. Tais espaços eram considerados sagrados.
Alguns autores apresentam a ideia de que a natureza da própria religião na Grécia era definida como um fenômeno de culto regional. Ou seja, em cada província haveria suas próprias divindades e rituais. O culto a heróis locais e ancestrais também era recorrente. Do mesmo modo, ainda podemos perceber alguns aspectos em comum entre os templos. A presença de fontes d’água indicam que aquele seria um santuário destinado à purificação. Há também o uso de árvores como atributos de identificação, como Zeus (carvalho), Atena (oliveira) e Apolo (louro).
Segundo as descrições de Vitrúvio, principal fonte escrita da arquitetura da Antiguidade,  sabe-se que a ordem dórica se originou nos primeiros templos construídos em madeira, representando a força, a graça e a proporção do corpo masculino. Assim, os elementos desta ordem seriam um equivalente escultórico de uma representação esculpida em madeira, pois, gradativamente, os templos de madeira de elevada importância em relação ao sagrado, foram sendo reconstruídos em mármore. Notadamente, viu-se a necessidade de preservar as formas que julgavam estar “carregadas de santidade” e, mais tarde, ao surgirem novos templos de pedra, as cópias foram novamente transcritas, criando-se uma fórmula comum a ser seguida.

#### Heródoto e os espaços sagrados
Tomando a percepção grega do mundo no século V a.C. como ponto de partida, estabelece-se uma tipologia atribuída, mais tarde, aos espaços culturalmente sagrados. Quando as primeiras teorias sobre a terra plana começam a surgir, estas servem de base para que Heródoto adote uma série de elementos textuais à sua narrativa para a delimitação do espaço. Essa tipologia vem sendo estudada por alguns pensadores por meio de uma análise das palavras que denominavam os espaços, sua expressividade e suas substantivações. Heródoto, viajante do mundo antigo e considerado hoje como o “pai da História”, demonstrava, em seus relatos sobre os lugares pelos quais passava, a preocupação em delimitar os espaços e a cultura de cada povo.
Alguns autores classificam as características representativas do espaço de Heródoto entre: 1 - Os acidentes geográficos que dariam contorno à terra; 2 - A nomenclatura das regiões integrantes do mundo; 3 - As fronteiras culturais; 4 - Os espaços sagrados pertencentes ao povo.
Heródoto deposita a maior parte de sua atenção aos templos, que, para o autor, são o maior sinal de culturalização de um lugar, antes normal como qualquer outro, mas agora profundamente atrelado a uma determinada crença regional. Ressaltam-se também outros aspectos dominados pela sacralização, como bosques, florestas, rios e montanhas, geralmente considerados sagrados. Resumidamente, Heródoto busca registrar as manifestações do Hierós enumerando templos e outros lugares sagrados e estabelecendo análises entre culturas e religiões.

#### O Partenão

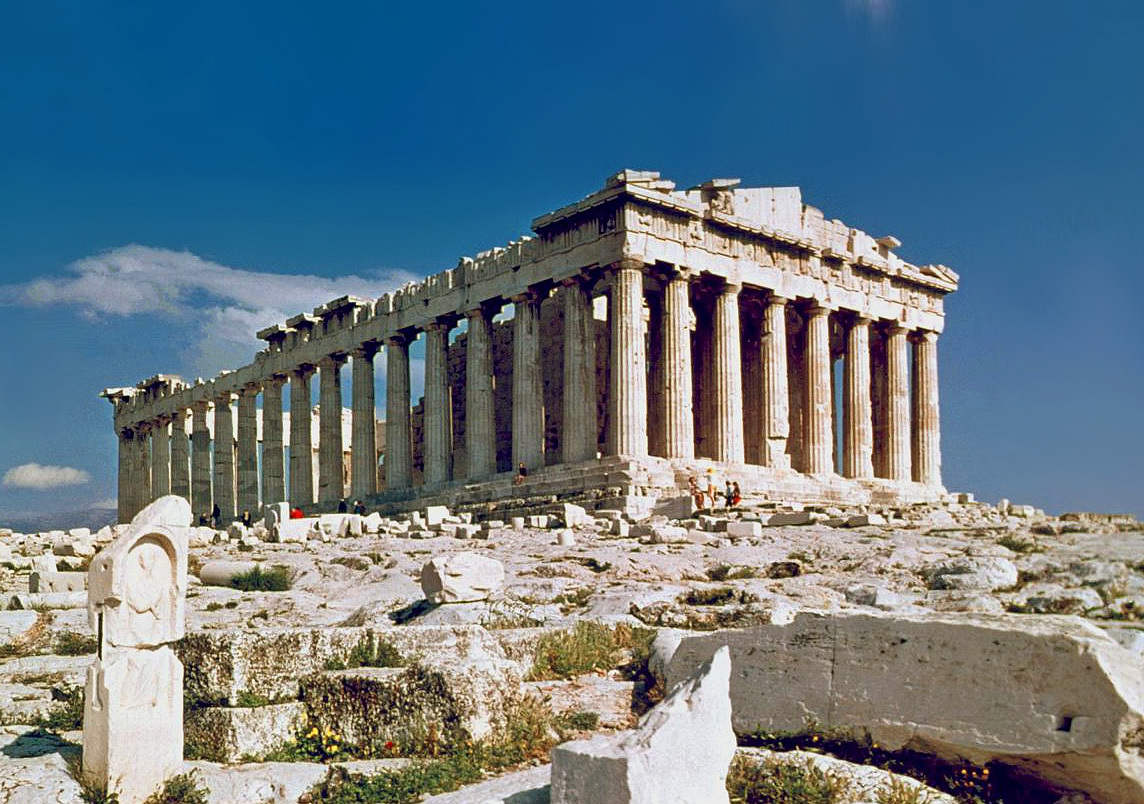
O Partenão

O Partenão é o monumento religioso mais importante da pólis ateniense, reflete os traços de um século caracterizado pelo florescimento cultural patrocinado por Péricles. Construído no século V a.C., ele é dedicado à deusa patrona da cidade, Atena. Um fato marcante é que no Partenão não há qualquer indício da existência de um altar exterior, como era o costume geral das cidades, em que ocorreriam os cultos sagrados. Por isso, alguns historiadores defendem que o templo, por conter objetos preciosos direcionados a deusa, seria na verdade uma oferenda a ela.
O Partenão, além de seu aspecto religioso, serviu como uma maneira para afirmar o poder da cidade de Atenas, que saiu vitoriosa da guerra contra os persas, de modo que todos os cidadãos atenienses pudessem partilhar dessa glória.
Em sua arquitetura, a matemática utilizada nas proporções do monumento é de uma precisão incrível, criando uma verdadeira sensação de perfeição em suas medidas. Outra peculiaridade do Partenão está em seu tamanho, notoriamente maior do que os templos comuns. Um templo dórico teria normalmente seis colunas por largura e treze por comprimento, enquanto o Partenão possui oito e dezessete colunas, respectivamente.

### Símbolos Apotropaicos
Os símbolos apotropaicos são objetos, imagens ou representações que têm a função de proteger sobre qualquer tipo de malefício — afastar o “mau-olhado” —, e de trazer sorte àqueles que possuíam os amuletos. Na Grécia antiga, por exemplo, existiam as representações do deus Príapo, que chegou à região vindo da Ásia Menor por meio de relações de comércio e cultura, possibilitadas pelo domínio helenístico neste território. Príapo tem como característica marcante ser possuidor de um grande membro genital e  teve sua gênese nas festas dionisíacas, em que o falo era conduzido durante as faloforias.
Em princípio, século III a.C. e século II a.C. — época helenística —, Príapo era representado em locais públicos e sua imagem não tinha uma delimitação específica. Era utilizada por marinheiros, agricultores e também no espaço urbano da pólis. Neste mesmo período, ocorre uma mudança, em que o deus começou a ser figurado nos jardins da cidade. A partir daí, foi dada uma significação diferente às suas capacidades, relacionando-as com hortas, pomares, plantas, vinhedos, assim como outras colheitas e plantações. Neste contexto, há o afloramento da visão apotropaica de Príapo ou de seu membro separadamente, que dava vigor ao crescimento das plantas e trabalhava como protetor das plantações, decaindo um período de azar sobre aqueles que tentassem invadir ou roubar os frutos que não lhe pertenciam. Além disso, devido a esse valor de proteção que lhe foi atribuído, Príapo e seu membro ereto se tornaram peça principal de amuletos, representações em casas e até mesmo edificações oficiais.

### Prostituição sagrada
A prostituição sagrada é uma denominação genérica para as práticas sexuais que envolviam elementos ou motivações divinas, como o serviço temporário ou permanente nos templos, a participação em festas religiosas e rituais sacros.
Muitas incertezas rondam esse costume. Embora a maioria dos autores concordem que essa prática surgiu no Oriente Próximo, onde era oferenda às deusas do amor, pouco se sabe sobre a forma e o contexto que era praticada. Há controvérsias entre os estudiosos sobre a sua existência no mundo grego. No entanto, há diversos documentos históricos da época, como os textos de Estrabão e de Píndaro, que afirmam ou sugerem a prostituição, em fase de desenvolvimento, nos templos e festas sagradas, admitindo grande relevância na vida civil e econômica da cidade.
Corinto é a cidade em que melhor aparece a prática da prostituição e era onde se localizava o templo de Afrodite. Nesta cidade, as prostitutas teriam servido à deusa no templo por meio de relações sexuais, além de tomarem parte dos rituais de hospitalidade, participando de banquetes e sendo oferecidas como presentes aos estrangeiros que chegavam. Afrodite é sempre associada ao erotismo e à sexualidade. É a única deusa feminina adúltera do panteão. No ato sexual, se expressa o poder de Afrodite. Por isso, as prostitutas eram consideradas suas principais devotas.
No poema de Píndaro, Xenofonte oferece cem donzelas em oferenda à deusa Afrodite pela sua vitória nos Jogos Olímpicos, o que sugere que este tipo de oferta religiosa poderia ocorrer na sociedade. Outra possibilidade é a de que a ligação entre religião e prostituição se dava com a prostituição laica que acontecia em festas religiosas — neste caso, as mulheres não exercem suas funções no templo, mas utilizam-se dos grandes eventos para oferecer seus serviços. Acredita-se que é a este tipo de prostituição que o Apóstolo Paulo se refere em sua primeira carta aos recentes convertidos ao Cristianismo em Corinto.
Em outras regiões do mundo grego e do mediterrâneo, os indícios da prática da prostituição sagrada são mais escassos, encontrando-se geralmente em regiões periféricas, como Chipre e Locros Epicefírios, na Magna Grécia. Nesta última, no século V a.C., as mulheres teriam sido oferecidas pela cidade ao fazer um voto à Afrodite para conseguir o favor divino na guerra contra os Régios. No entanto, em pouco tempo, o voto foi desfeito e, quando Dionísio II tenta repeti-lo no século IV a.C., encontra forte oposição. Votos individuais ainda eram praticados, mas esse costume não era amplamente difundido nessa sociedade.
Ao longo dos mais de quatrocentos anos, a prática do culto de Afrodite na Grécia sofreu grandes modificações. Isso, aliado à escassez de fontes e de seu caráter ambíguo, torna-se um grande desafio para a compreensão plena desse fenômeno e de suas particularidades locais na Grécia Antiga.

### Mitologia e religião
Mitologia é o conceito utilizado para abordar os relatos e as lendas de um povo. Na cultura grega, a religião se apóia na mitologia, pois esta trata de seres supra-humanos e traz um modo de explicar as coisas do mundo e da natureza humana. A mitologia se baseia em um conjunto de epopeias que dão sentido aos rituais e às crenças da religião, criando, assim, uma íntima relação entre as duas.

#### A noção grega de Deus
A palavra grega theós/theoí possui como tradução do grego antigo o significado de  "deus". Porém, tal significação é adotada por falta de melhor palavra que identifique a relação que os gregos antigos possuíam com a religiosidade, ou seja, as concepções antigas possuem uma visão completamente diferente sobre o que se entende atualmente como deus. Na atualidade, deus se caracteriza como um ser superior que está nas coisas e em cada um dos indivíduos. Porém, para os gregos, os deuses seriam a força da natureza expressa nos homens e no meio, os aspectos fundamentais que possibilitavam a existência humana, não estando representados em um ser, mas eram aquilo que explicava as coisas e as forças naturais.
A noção grega trata como deuses os seres que são relacionados a coisas não físicas — sentimentos, sensações — e coisas físicas — céu, terra, oceano —, que influenciavam na vida, nas ações e no pensamento humano. O poder de fundamento divino fora expresso na própria nominação dos deuses, em que Gaia significa Terra e Ouranós traduz-se como Céu. Basicamente, são forças naturais, antropomorfizadas, superiores ao ser humano, dotados de vida e imortalidade, mas que também possuem qualidades e defeitos humanos.

#### Deuses do Olimpo

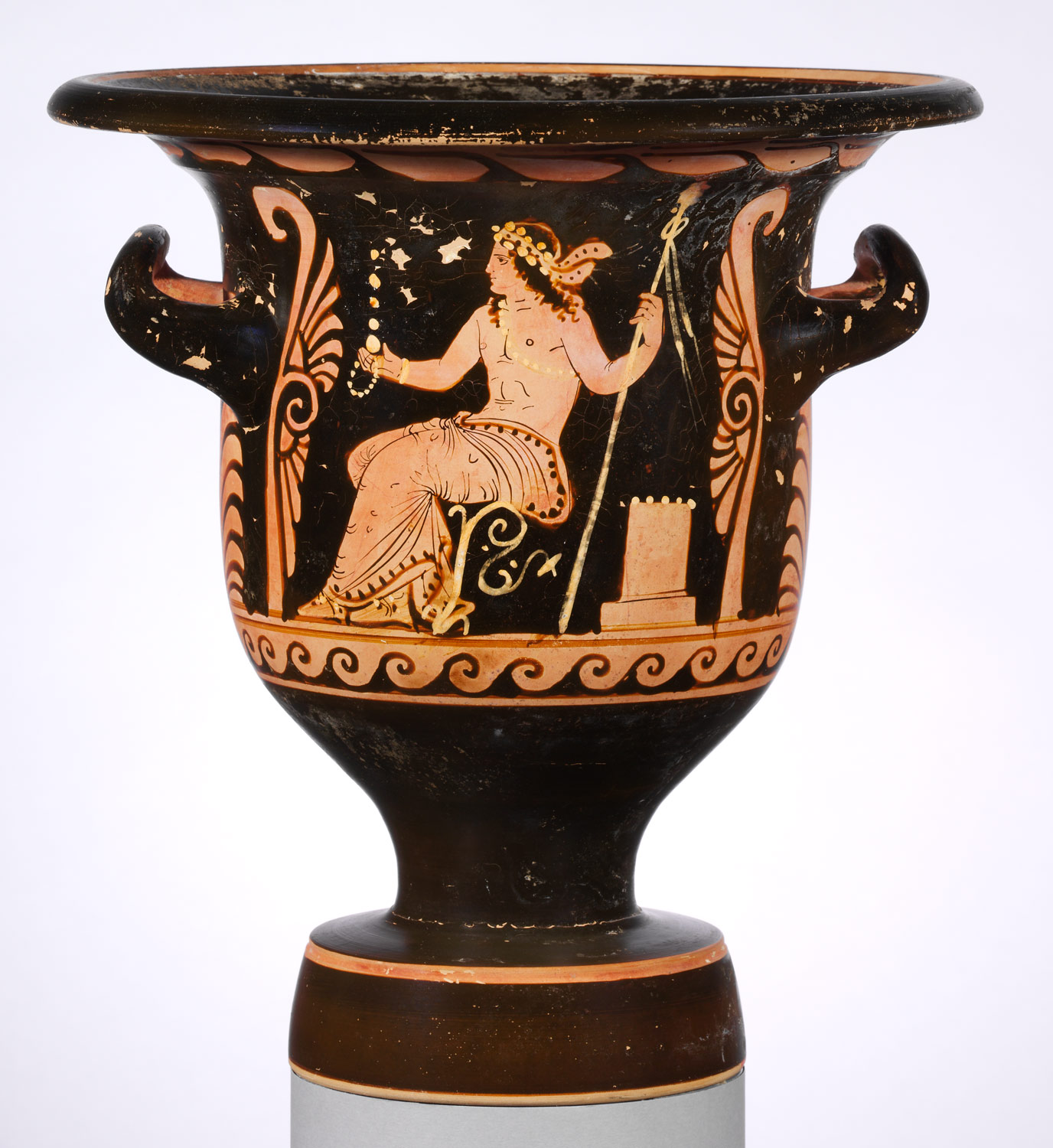
Dioniso
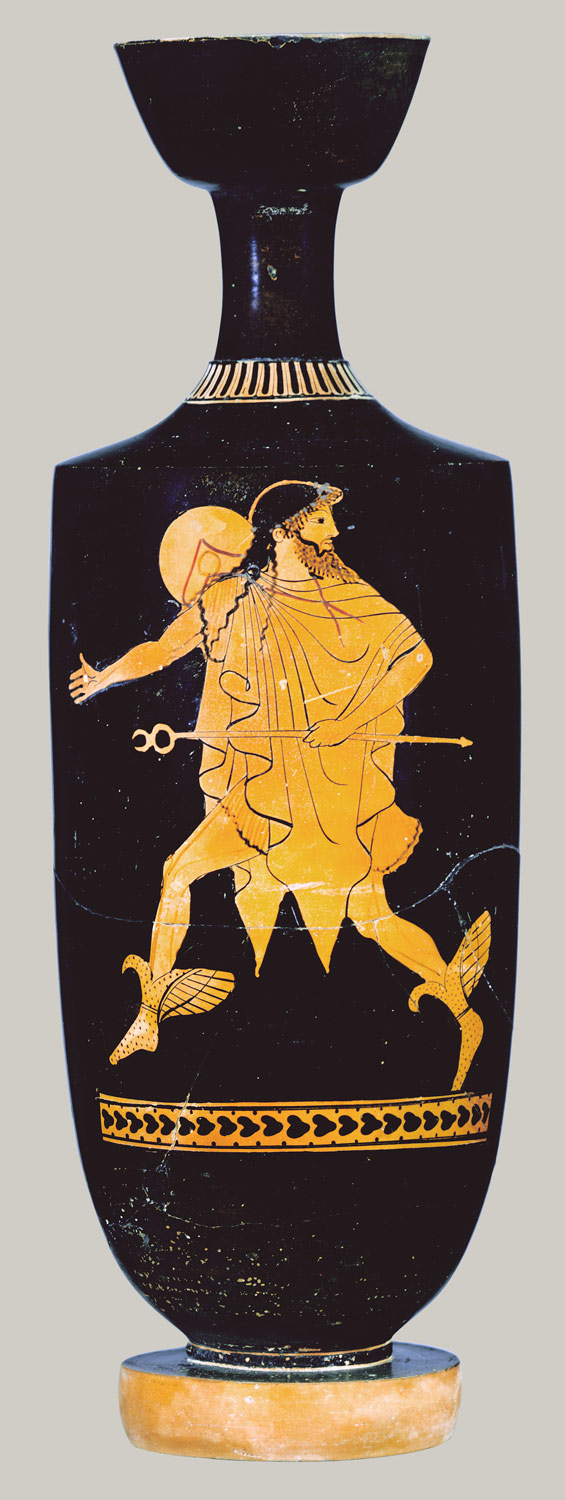
Hermes
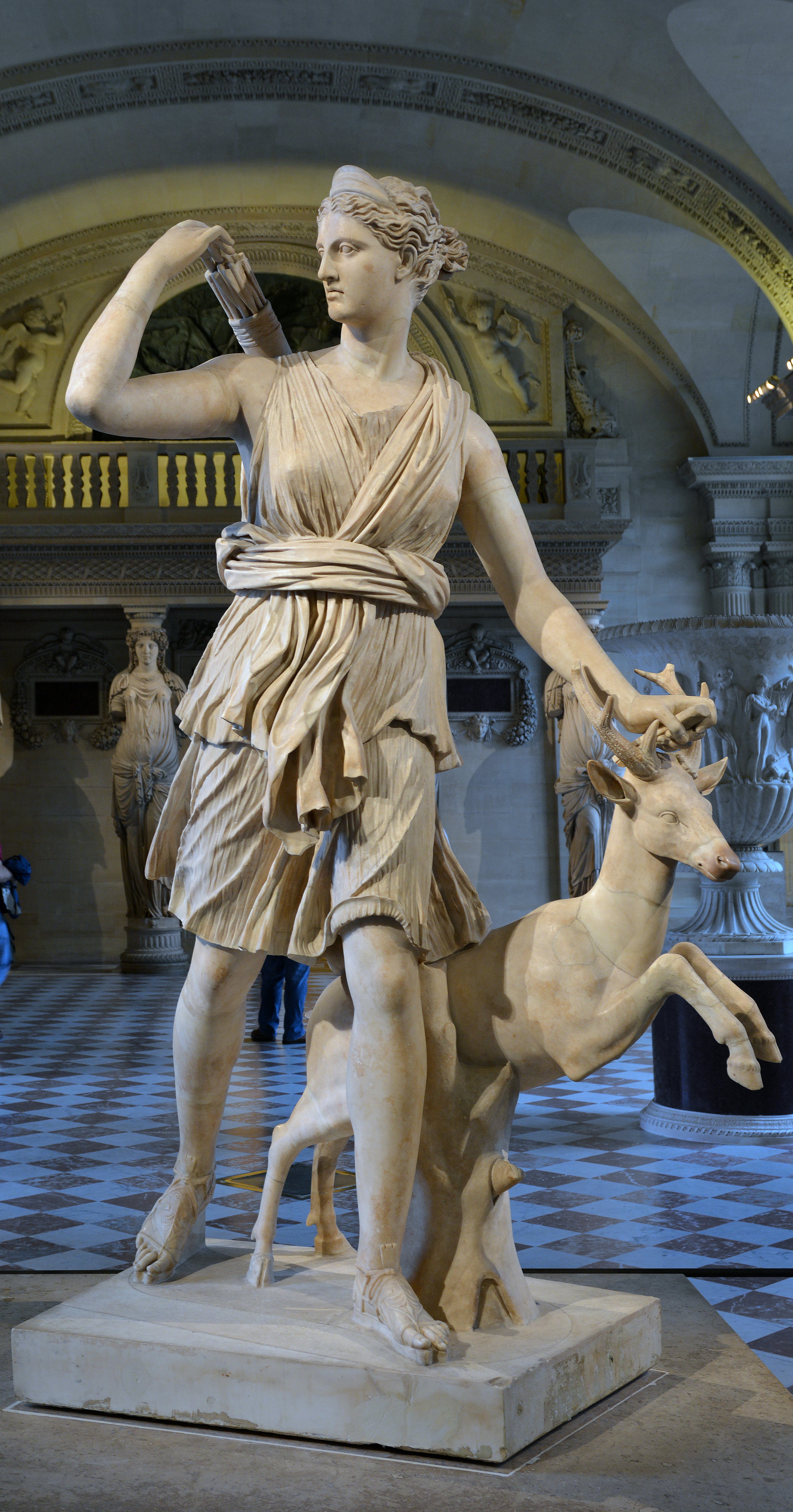
Ártemis
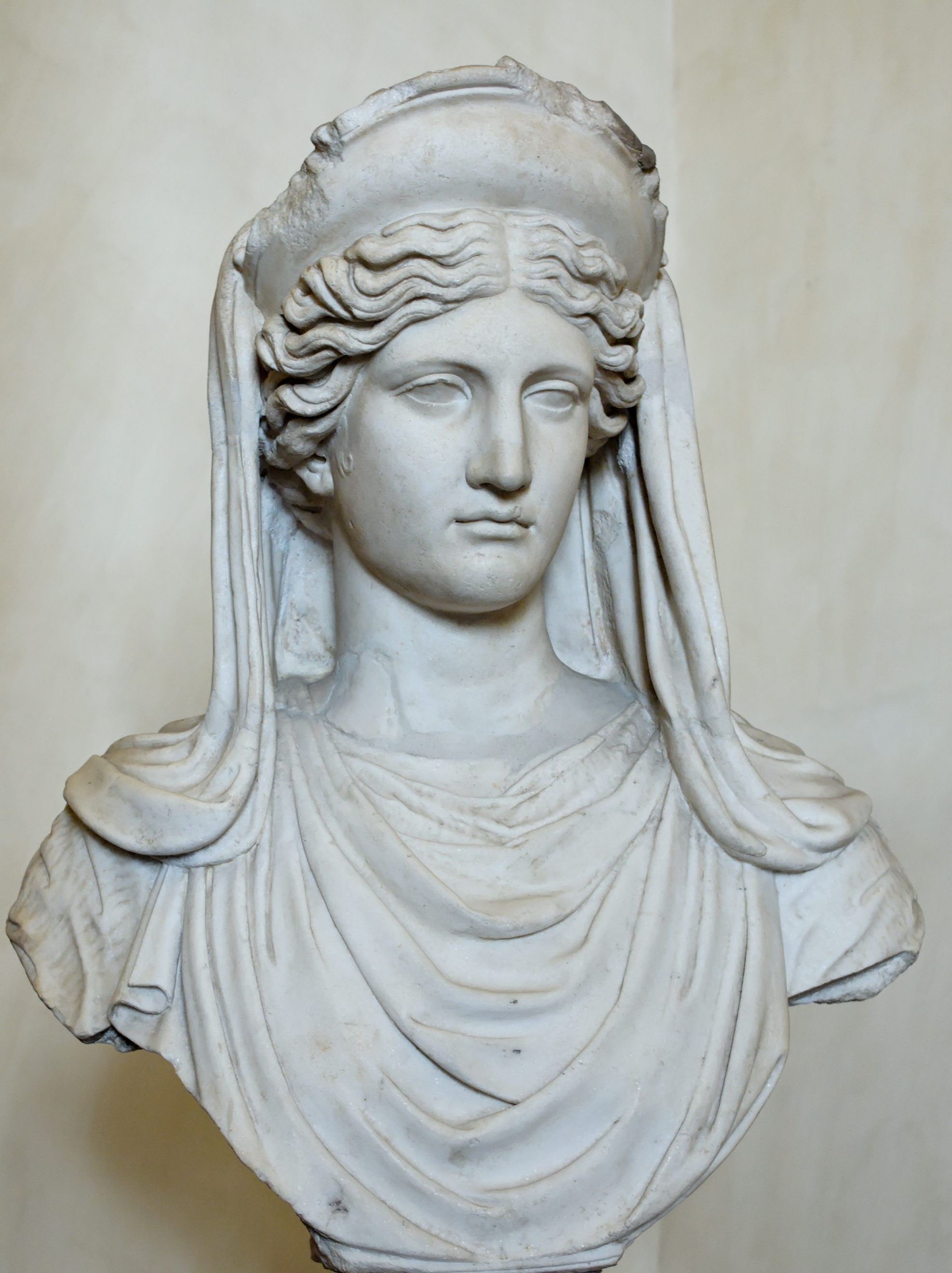
Deméter
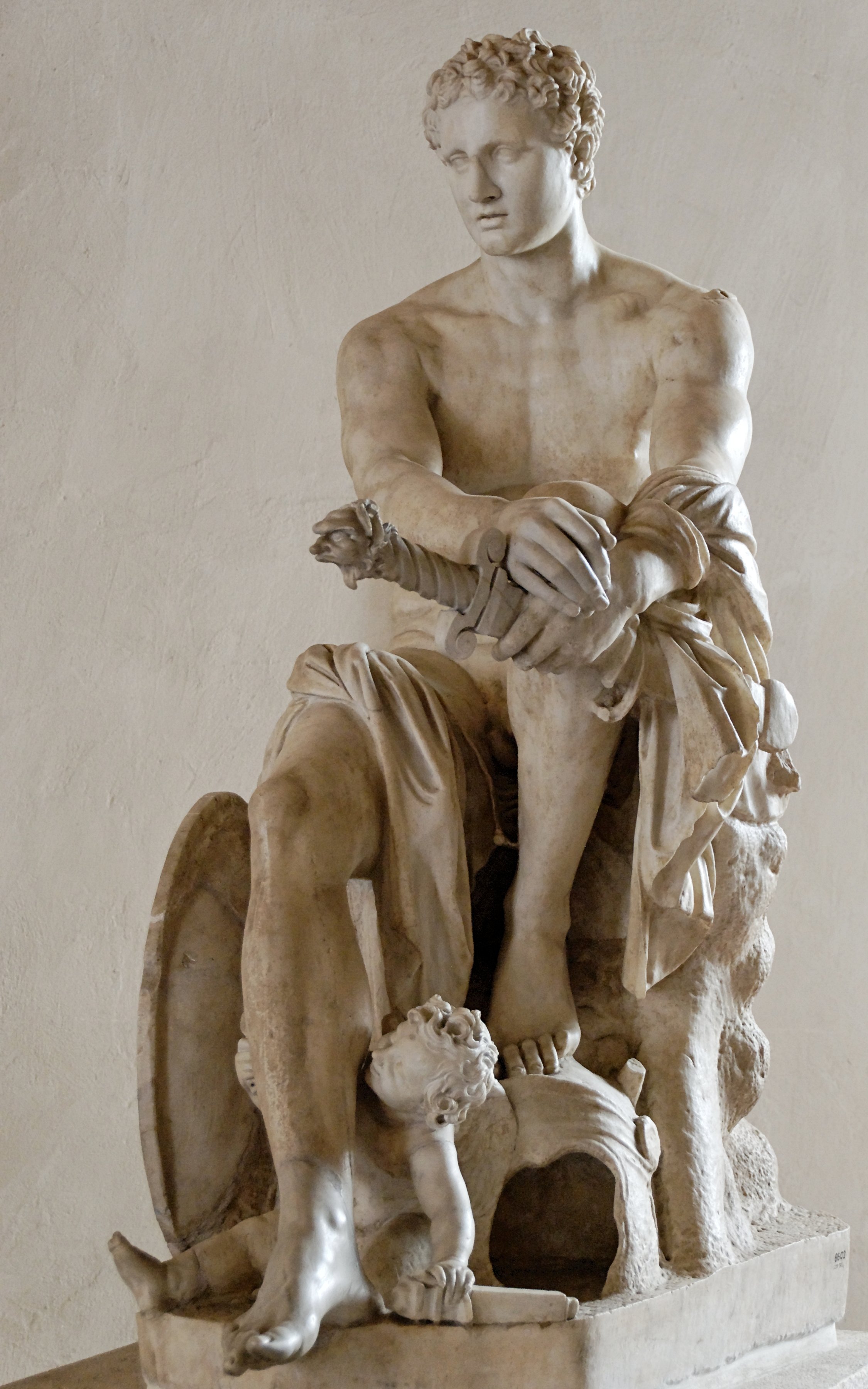
Ares
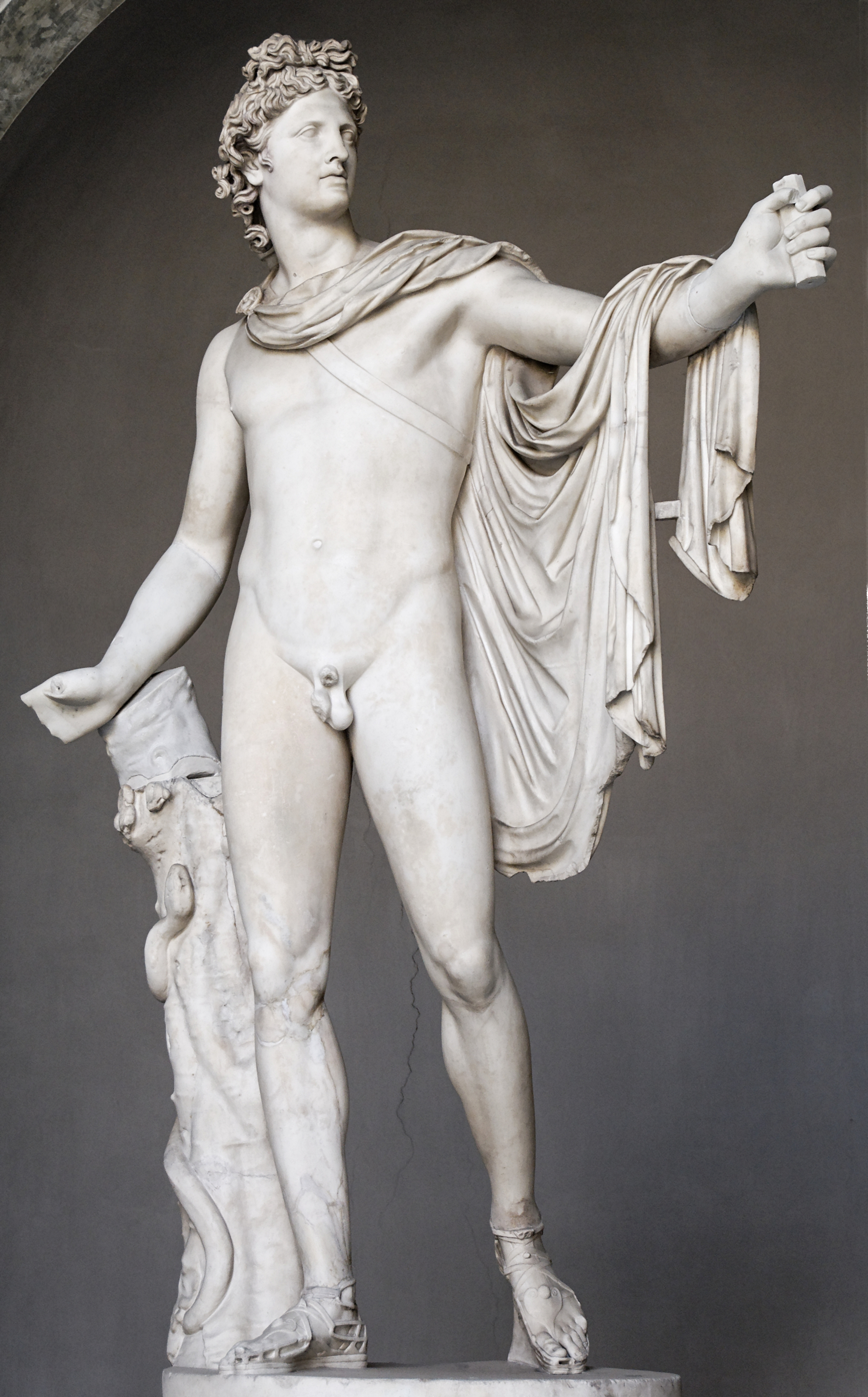
Apolo
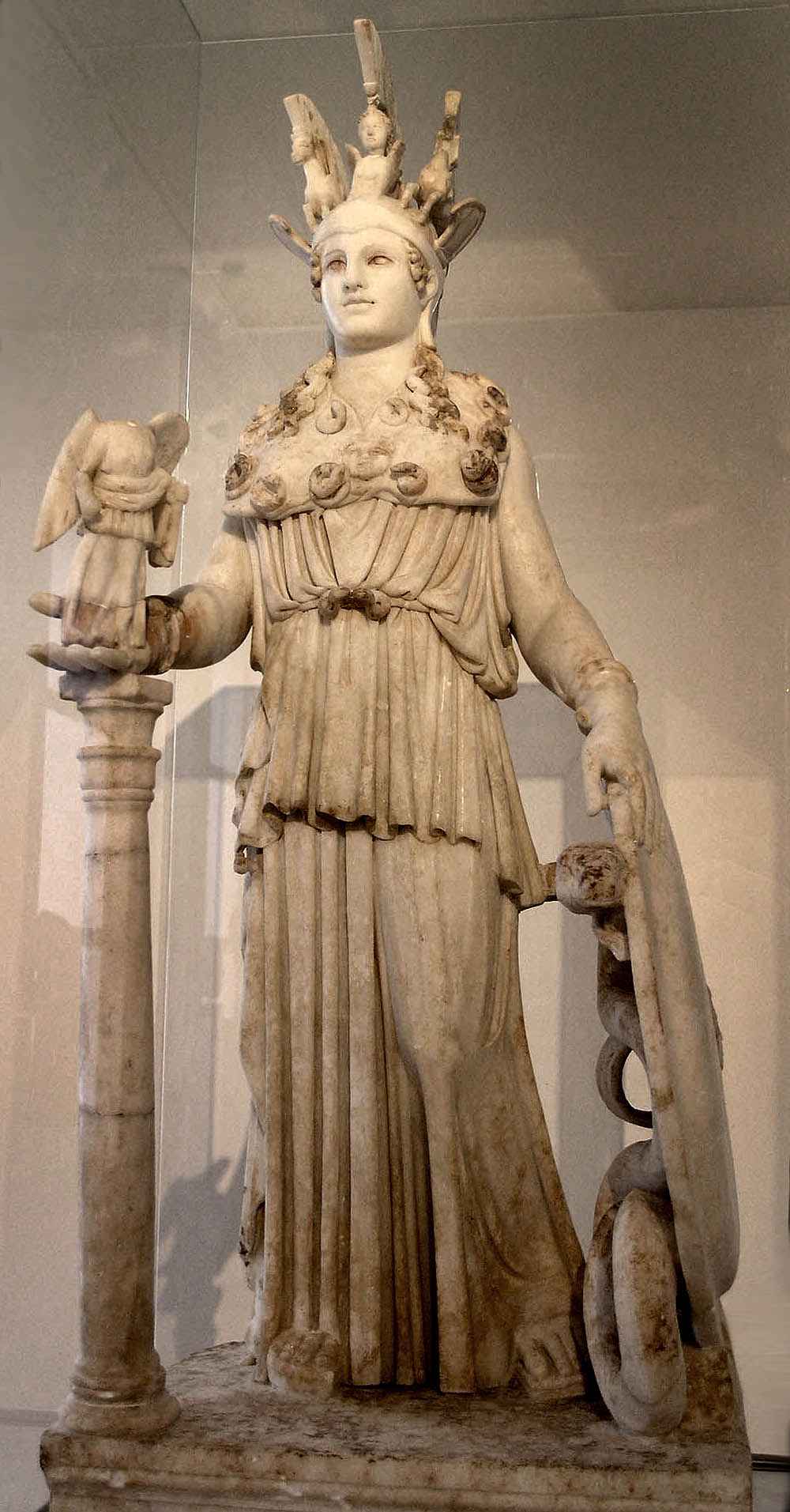
Atena
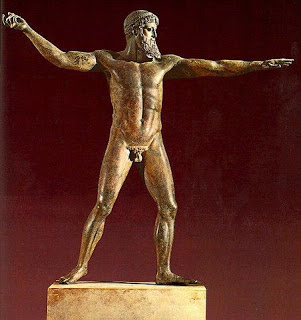
Zeus
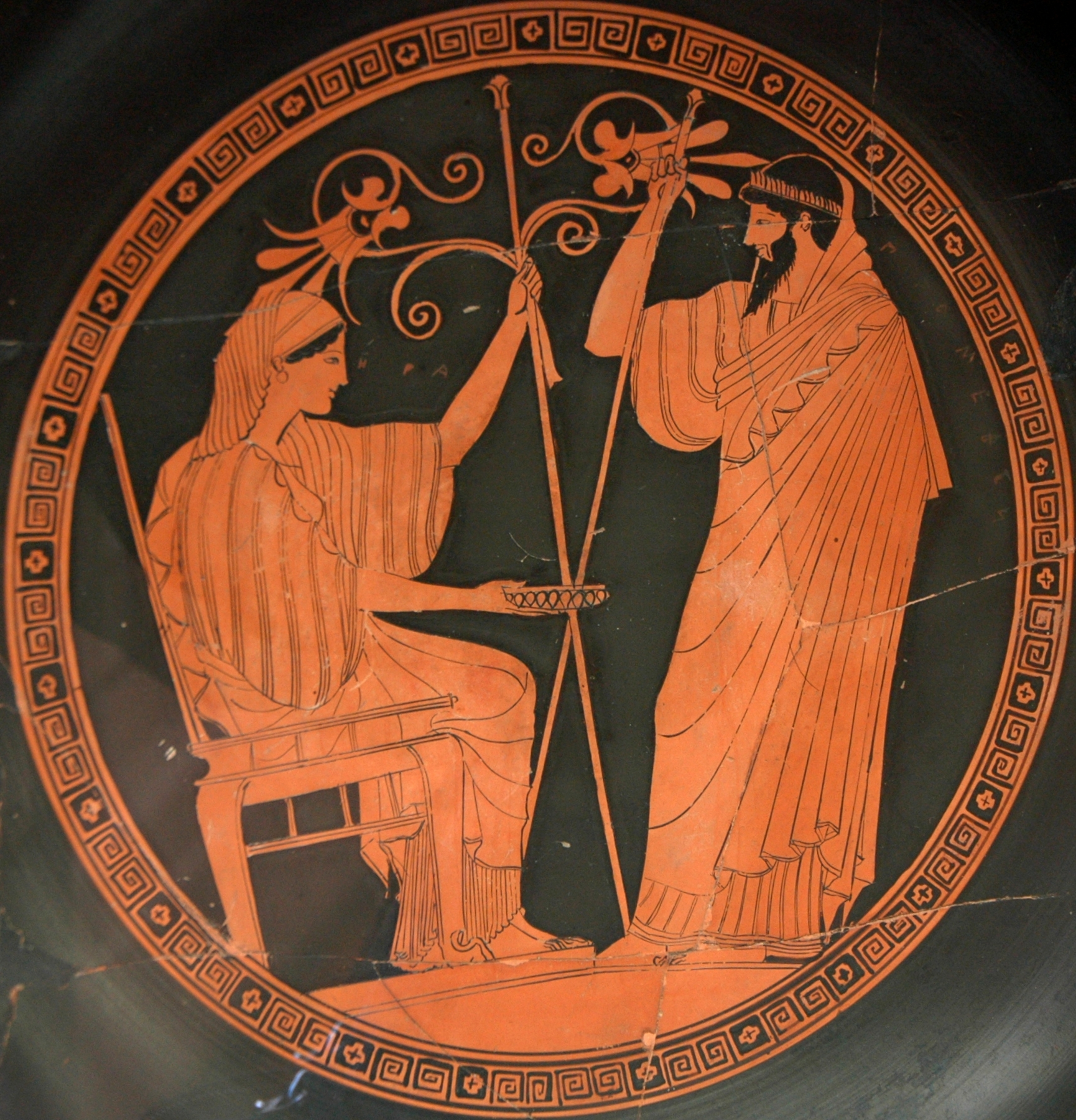
Hera
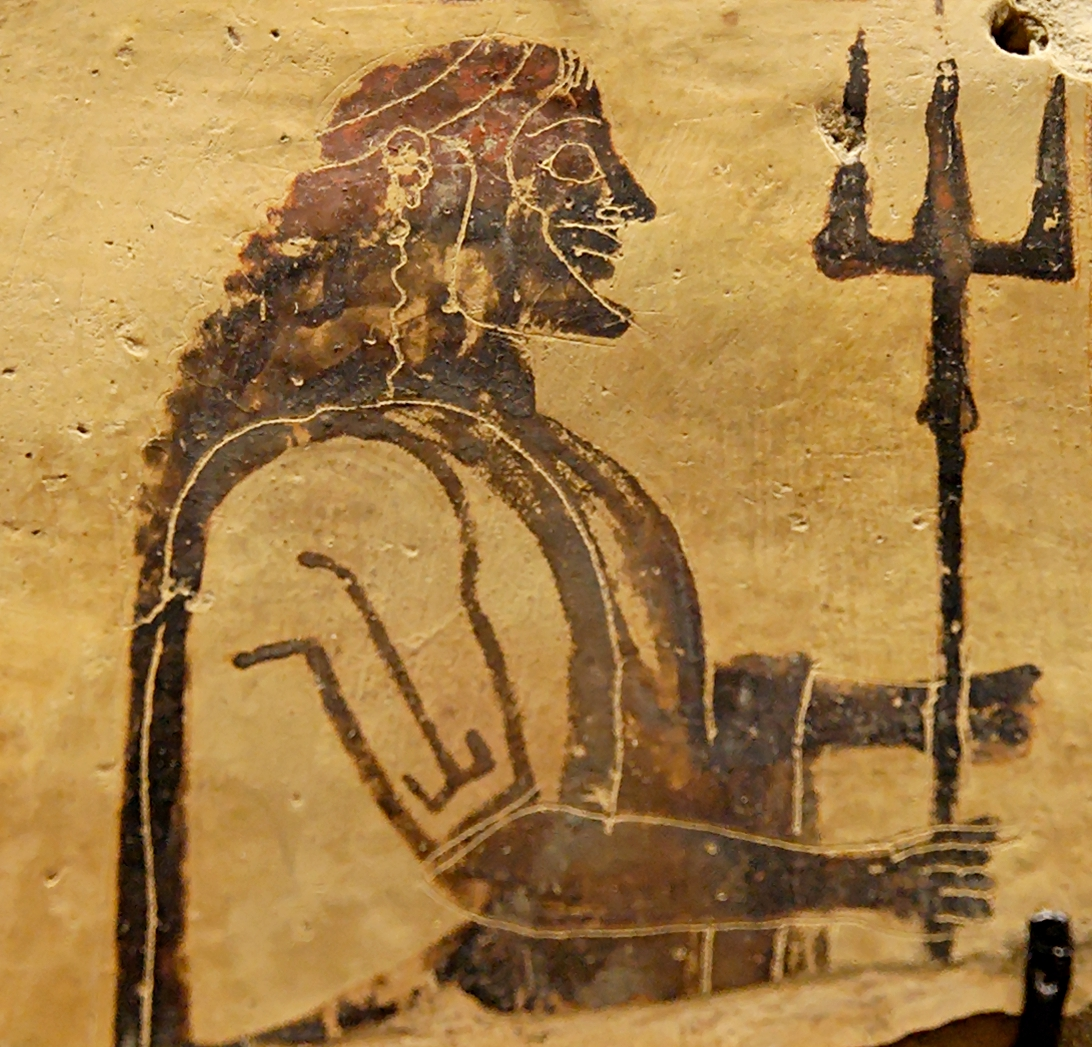
Poseidon
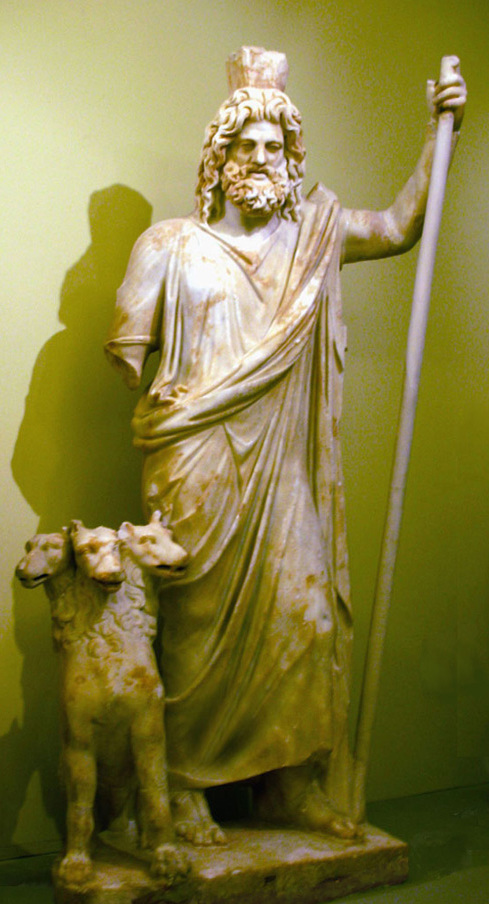
Hades
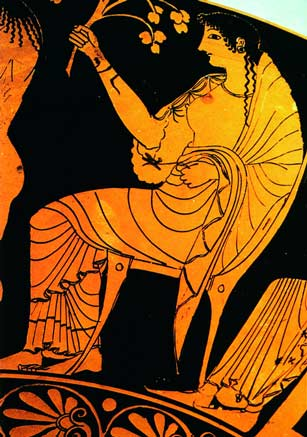
Hestia
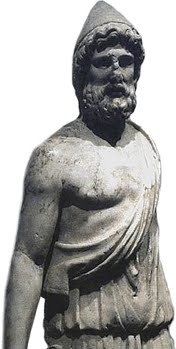
Hefesto
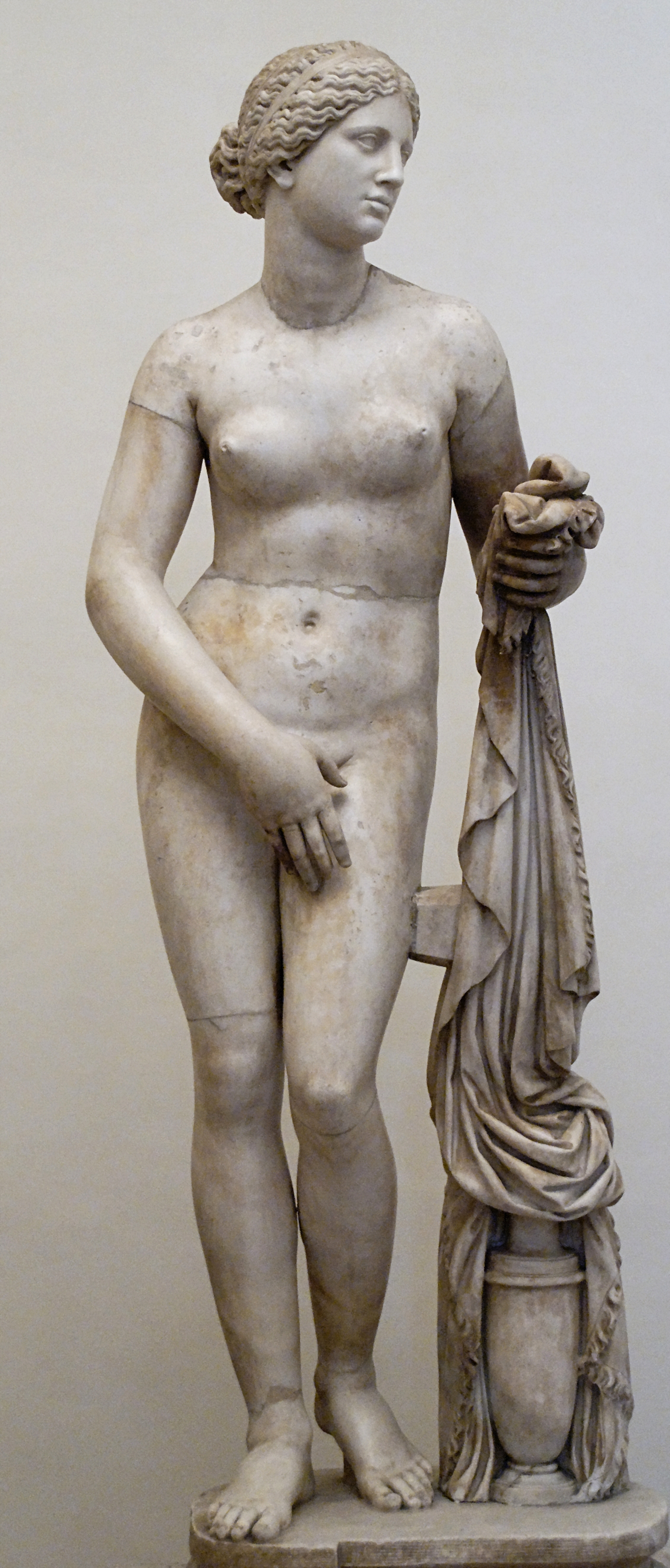
Afrodite

- Dioniso[74]
- Hermes[74]
- Ártemis[75]
- Deméter[76]
- Ares[77]
- Apolo[78]
- Atena[79]
- Zeus[80]
- Hera[81]
- Poseidon[82]
- Hades[83]
- Hestia[84]
- Hefesto[85]
- Afrodite[86]

#### Semideuses
Os heróis ou semideuses são homens mortais que se distinguem dos demais por serem maiores, mais fortes ou mais belos. Viveram no antigo tempo, quando os deuses se relacionavam com os humanos, partilhavam o pão e por vezes a cama, gerando assim, os semideuses. Relacionam-se com a religião por meio de seus cultos, que aproximava a humanidade dos deuses por seu caráter mestiço — humano e deus. Destacam-se por suas proezas e grandes feitos. Os semideuses conservavam parte das virtudes de seus pais, tanto da parte divina quanto da parte humana, o que lhes atribuía um poder superior e, ao mesmo tempo, a mortalidade. Durante o período clássico, houve certo repúdio ao seu culto, pois se igualar a um deus violava os valores morais e religiosos da sociedade na época.

### Termo e noção de politeísmo
O termo “politeísmo” foi inventado para definir um tipo de religião que cultuava várias divindades. Esse termo, na verdade, foi criado por monoteístas a fim de desenvolver uma oposição ao termo cristão de crença em um único deus. Ou seja, o politeísmo foi inventado como oposição ao monoteísmo.
A partir da crítica de Fílon de Alexandria, no século I, — que afirmava a superioridade monoteísta hebraica perante o politeísmo em seu discurso —, podemos melhor entender o termo “politeísmo”. Fílon defende esta superioridade hebraica devido à sua análise das culturas pagãs, alegando que toda a variedade politeísta de divindades pagãs seriam apenas fragmentações das qualidades de um deus monoteísta único e que os judeus já teriam reconhecido isso e divergiam-se dos outros Homens por serem fiéis a esse deus único. Já os pagãos caminhavam para um monoteísmo através de alguns pensamentos da escola estoica, que defendia a existência de deus como princípio único e as divindades como manifestações deste.
Quando tratados em um contexto de estudos sobre sociedades anteriores ao nascimento do judaísmo ambos os termos são anacrônicos, pois não existiam naquela época. Logo, a concepção que temos hoje por meio desses termos não se encaixa com a concepção de crença dos antigos gregos.

### Religião cívica e religião doméstica
O envolvimento da cidade com a religião, publicamente, caracteriza aquilo que se chama Religião Cívica, que, por meio da democracia na Grécia do século V a.C., tornou-se de grande notoriedade em Atenas. Com o surgimento das pólis na Grécia, inseriu-se entre a população uma característica peculiar: cada uma das cidades se voltava para o culto de um certo deus. Ainda assim, os ritos, festas e cerimônias eram presentes em qualquer uma delas. Nesse contexto, a religião fora usada como ferramenta de união. Aqueles que se encontravam fora de seu território continuavam ligados a este pela crença e adoração ao deus protetor do local. Funcionava como um ato de patriotismo inserido na sociedade. A piedade girava em torno dos ritos que faziam parte da vivência na Grécia antiga, tais como os ritos para os deuses celestes, para os quais cortava-se o pescoço de um animal e a carne era queimada. Já para os deuses subterrâneos, o sangue do animal era derramado em um buraco e todo o animal era queimado. Os animais sacrificados para os deuses e a morte eram impuros. Estes ritos possuíam um altar dentro e fora dos edifícios, fazendo parte de uma comemoração durante o ano ou apenas sendo parte de um cotidiano mais particular. A cidade exerce certo controle sobre a religião por meio das “leis sagradas”. A formação do calendário religioso, controle dos bens sagrados, as regras sacrificiais e dos templos e as acusações jurídicas de impiedade, são alguns meios de dominação que se podem exemplificar.
Religião Doméstica, caracteriza-se pela presença de ritos, festas e cerimônias que aconteciam na vida privada e cotidiana da população. Entre tais eventos, destacavam-se os rituais que consagravam o ciclo da vida, desde o nascimento até a morte. As cerimônias realizadas eram de caráter mais íntimo, constituídas por indivíduos próximos de parentesco.

#### Religião cívica
O advento da pólis na Grécia antiga transformou de forma significativa a concepção religiosa, as crenças e os cultos da região. De fato, a nova função da religião era unir a sociedade por meio de festas comemorativas, de colheitas e de expansão de território.
Durante o período arcaico, há a construção de templos dedicados aos deuses, que diferem dos particulares, pois eram abertos a todo público. Criam-se edifícios que fazem parte de um bem coletivo, de forma que somente a cidade que ergueu o templo teria a posse sobre ele e o território envolta, servindo como uma forma de afirmação do novo modelo de governo.
A religião cívica era tida como uma série de comemorações de boas plantações, boa colheita, relacionada também a vários cultos à Deméter, deusa da fecundidade e da boa safra, que fornece ao homem o trigo. Essas comemorações faziam parte das festas de Elêusis, que já possuíam em si um caráter cívico. Além dos mistérios eleusianos, havia também a exaltação ao deus Dioniso, que resultavam nas festas dionisíacas, evento realizado na cidade de Atenas em homenagem ao deus. Ambos os rituais exaltavam a fecundidade e eram símbolo de uma tradição que traria prosperidade e felicidade, nesta vida e após a morte.
O calendário grego se classifica como cívico religioso, variando de cidade para a cidade, pois cada uma possuía sua divindade padroeira. Além disso, também era comum existirem festas no início e final dos períodos de colheitas. Este costume objetivava que os deuses providenciassem que a safra fosse boa e que a colheita fosse produtiva.

##### As Panateneias

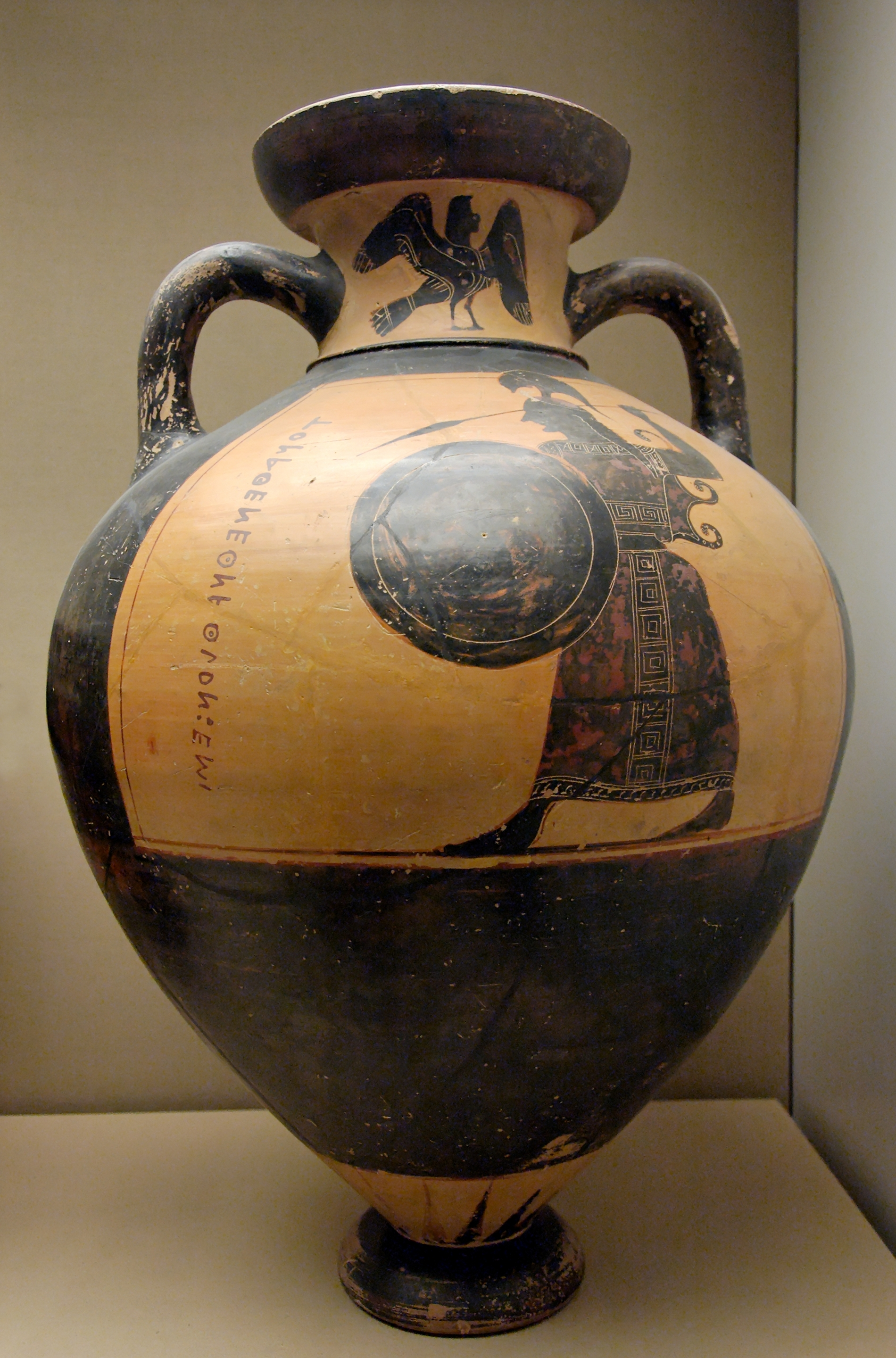
Ânfora Panatenaica

As Panateneias eram festivais que aconteciam na Grécia nos século VI a.C. e século V a.C. em homenagem à deusa Atena. Existiam dois tipos: as grandes Panateneias, que eram festivais quadrienais; e as pequenas Panateneias, que eram festivais anuais.
Acredita-se que as Panateneias surgiram por inspiração em um festival já existente em Atenas chamado Ateneias, realizadas em homenagem aos heróis Erictônio e Teseu Segundo estudiosos, as Panateneias são datadas de 560/566 a.C. pois foi nesse período que ocorreu uma reorganização do festival e o tornou uma celebração cívica. Antes se tinham Procissões, sacrifícios e banquetes.
As Panateneias se iniciavam com músicas no Odeão — anfiteatro grego — e eram compostas por: exercícios ginásticos, regatas de trirremes, lutas, corridas a pé, corridas a cavalo e também de carro. Os vencedores eram honrados com ânforas panatenaicas, coroas de oliveira e azeite proveniente das azeitonas de oliveiras. Estas eram consideradas sagradas pelos gregos. As ânforas panatenaicas eram vasos produzidos especialmente para o festival, ou seja, cada Panatenéia tinha sua ânfora, assim como nos dias de hoje cada edição de olimpíada tem sua medalha exclusiva. Nas ânforas eram pintadas imagens de atividades atenienses honrosas, que, de acordo com o período eram feitas com a técnica de figuras negras ou vermelhas
No último dia da festividade ocorria uma procissão, na qual os cidadãos percorriam toda a cidade partindo do bairro Cerâmico até a Acrópole carregando uma vestimenta que vestiria a estátua de madeira de Atena. No percurso, os participantes eram divididos como em uma marcha militar. À frente, estavam os magistrados, os sacerdotes e os sacrificadores. No meio, estava a multidão de jovens, velhos, cidadãos e metecos, todos com suas famílias. Na retaguarda, a cavalaria ateniense fechava o cortejo.

##### As Dionisias

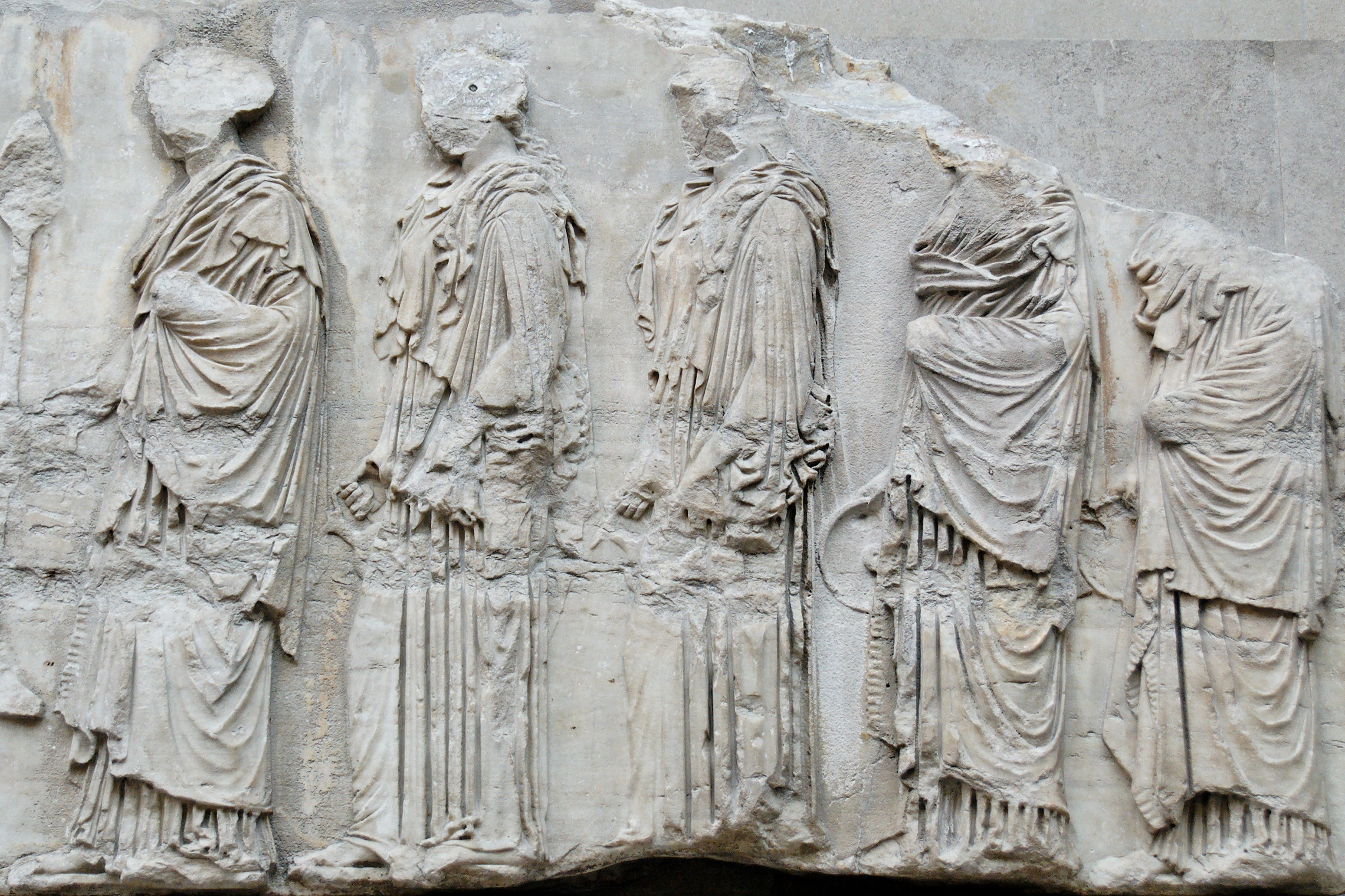
Parte do friso do Pártenon mostrando a procissão que acontecia nas Panatenéias

As Dionísias eram festividades que aconteciam na Grécia antiga em homenagem a Dioniso por volta do século V a.C.. Eram festividades religiosas importantes na Grécia e poderiam acontecer em dois períodos do ano: em Março, no final da primavera, chamadas de as Grandes Dionísias urbanas, realizadas na encosta da Acrópole — parte alta da cidade de Atenas e de alto valor na simbologia grega—; e em Dezembro, no inverno grego, chamadas de Dionísias rurais, realizadas em aldeias e vilarejos.
As Dionísias rurais eram compostas por coros e cortejos alegres, além de concursos. Esses cortejos tinham certa obscenidade e seus membros utilizavam máscaras. Existiam dois grandes momentos nos festivais, eram eles: o komos, em que se apresentava um cortejo que tinha por fundamento representar a fertilidade; e o askoliasmos, concurso que consistia em equilibrar um odre cheio de vinho em bases de pouca sustentação.
As grandes Dionísias incluíam: uma procissão, sacrifícios — cultos — e essencialmente as representações dramáticas chamadas de tragédias gregas. As tragédias eram representações artísticas, também consideradas instituição social. Faziam parte da trama a aristocracia grega e os deuses, que eram divididas em dois ambientes: no palco, atores representando os heróis falavam na forma de prosa e, no coro, um colégio de cidadãos narravam à história contada. A procissão iniciava em um templo onde uma antiga estátua de madeira de Dioniso era carregada até o teatro. Nos cultos incluíam: derramamento de alimentos, vinho, água lustral, mel e Leite. Esses derramamentos religiosos são chamados de libações. Os cultos que envolvem as crenças gregas antigas aconteciam em lugares considerados especiais, tais como bosques sagrados, templos e montanhas. Esses cultos aconteciam em dias comemorativos atenienses, como nas Dionisias, em casamentos e em nascimentos. Realizavam-se durante todo o ano, em vários eventos e oportunidades, pois era uma prática comum, assim como são, nos dias de hoje, algumas práticas cerimoniais de diferentes religiões.

#### Religião doméstica
O que denominamos como religião doméstica deve ser entendido como um conjunto de práticas realizadas na vida privada e sem o caráter político marcante da religião cívica. Mesmo assim, está estreitamente ligada à vida da comunidade. Os rituais que envolviam o nascimento, casamento e funerais são ritos considerados domésticos. Nas cerimônias domésticas tudo era feito com muito cuidado e dedicação. Pronunciavam-se palavras com o objetivo de se realizar pedidos. Antes do culto, os fiéis encaminhavam-se para a purificação com água salgada, realizando suas orações de pé, com as mãos erguidas para cima, para a contemplação dos deuses do céu, ou com as mãos para baixo, para os deuses infernais. Os cortejos eram realizados da seguinte forma: na linha de frente iam os sacerdotes, em seguida os magistrados, os anciões com ramos de oliveira, moças com cestas de alimentos, as famílias gregas, depois os metecos e suas esposas, ambos carregando pequenos navios e vasos com água como lembrança, e pôr fim, a cavalaria. 
A vida da comunidade grega era interligada, desde o nascimento até a morte. Havia vários ritos que aconteciam dentro de seus lares. Entre eles, o rito do nascimento, que era sempre anunciado com um ramo de oliveira em cima da porta de entrada da casa, quando se tratava de um bebê do sexo masculino, e um pedaço de lã, quando do feminino. Após dez dias de seu nascimento, a criança passava por uma cerimônia simbólica e ganhava um banquete na própria casa, ocasião em que receberia seu nome.
Já no funeral, o morto era limpo e preparado com roupas brancas. O velório se realizava na entrada de sua casa e durava entre um ou dois dias.  Além disso, enterrado eu cremado, o corpo era levado em procissão de sua casa ao cemitério. Se cremado, as cinzas eram depositadas em uma urna. Dependendo das condições financeiras da família, colocavam-se enfeites, flores, comidas e até lápides escritas no local demarcado em que o corpo estava inserido.

## Período Minoico-Micênico
O período minoico-micênico corresponde à Idade do Bronze na Grécia, mais precisamente a partir do século XX a.C., quando se desenvolve o sistema palacial. A cultura minoica, na ilha de Creta, florescia sem muito contato com outras culturas, ainda que estas não estivessem muito distantes, como o Egito e a Ásia Oriental. Tempos mais tarde, por volta de 1 500 a.C., com o declínio da civilização minoica, surge a civilização micênica. Ainda não se consegue definir uma separação completa entre as duas culturas, restringindo-se à distinção da escrita, como o Linear A – de Creta e o Linear B – de Micenas. Sabe-se que as culturas estiveram em contato direto e que os minoicos foram influenciadores em muitas práticas religiosas, como a introdução da deusa Potnia no continente grego, que se tornaria importante para a religião micênica. Pesquisadores destacam algumas características que diferenciavam minoicos e micênicos:
- Falavam línguas diferentes;[121]
- Minoicos, diferente dos micênicos, não praticavam a queima de oferendas aos deuses;[121]
- Estruturas em cumes e em grutas são mais presentes entre os minoicos, ao contrário dos micênicos, que preferiam construir dentro de seus centros habitacionais;[121]
- Micênicos utilizavam selos para representar a epifania de seus deuses, algo que não era comum com os minoicos.[122]

A arqueologia está descobrindo muitos outros vestígios, entre os quais se percebe uma organização religiosa desde a pré-história. Além disso, estátuas de barro e tábuas de argila foram encontradas e ainda são utilizadas como objetos de estudo aprofundado.

### Civilização Minoica

Creta Minoica

Passou-se a ser considerado o surgimento da civilização minoica a partir do século XX a.C.. Porém, as atividades religiosas na ilha de Creta são bem mais antigas, podendo-se constatar muitos objetos de barro desde o período paleolítico. Entre esses objetos, estavam estatuetas de mulheres nuas, muitas vezes com suas formas exageradas, caracterizando um culto a fertilidade feminina. Em Creta, desde o VII milênio a.C., essa divindade feminina era chamada de Reia, uma influência da religiosidade da Ásia Menor, onde a deusa Cibele era adorada.
A cidade de Cnossos, localizada em Creta, é uma das cidades mais importantes, tanto para a civilização minoica quanto para a cultura micênica. Entretanto é na civilização minoica que encontramos um grande desenvolvimento religioso, caracterizado por seus palácios, principais centros de culto. Acredita-se que a sala do trono de Cnossos possa ter sido um desses locais de adoração, onde o sacerdote que representava a deusa da montanha ficava durante o ritual de epifania. É importante destacar que os minoicos cultivavam o mito do Labirinto do Minotauro, que, juntamente com muitas cabeças de touro, destacam a adoração desse animal. Destacam-se também os santuários de Festo, Malia e Zakros, embora de menor importância. Essas localidades possuíam rituais de caráter mais públicos, porém não eram tão famosos quanto o Festival do Salto do Touro, de Cnossos.

#### Os Labirintos

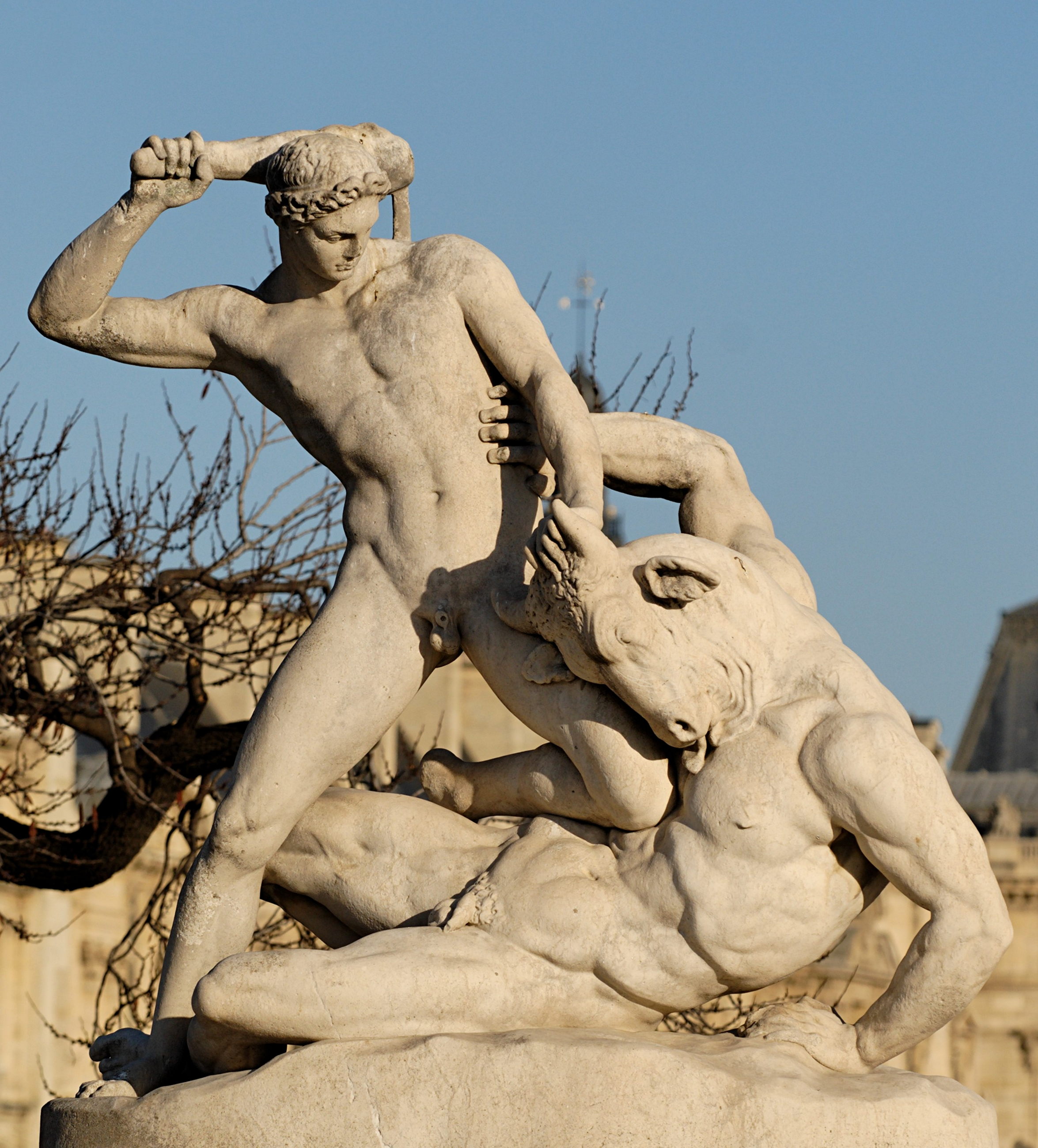
Teseu combatendo o Minotauro

Para a civilização minoica, a noção de labirinto poderia ser encontrada em mitos relacionados a cavernas e a grutas. O próprio termo pode ter vindo da Ásia Menor, derivando da palavra labral laura, que significa “pedra ou gruta”. Por esse significado se consegue ligar a noção de labirinto à de mundo subterrâneo, ou de inferno. Associa-se a vida após a morte, onde o indivíduo se encontra com o submundo e deve vencer os desafios nas entranhas da Mãe-Terra.
O mito do labirinto do Minotauro é umas das histórias mais famosas da ilha de Creta. Muito pouco se sabe sobre quem o escreveu ou o que poderia significar para a época. Outras culturas antigas celebravam mitos e rituais semelhantes, como os povos germânicos e os viquingues, nas histórias de Sigurdo e Varuna, respectivamente. A noção de sagrado nesse mito pode ser notada através da presença de personagens divinos como Afrodite e Posidão, assim como na importância da imagem do touro, um animal sagrado para os cretenses. Além disso, o sacrifício de jovens virgens que deveriam ser devorados pelo Minotauro chama a atenção, pois estes estavam mais próximos dos rituais de fertilidade. Essa oferenda pode estar associada à renovação do poder real em Cnossos no fim de cada reinado de oito anos. O símbolo da serpente, encontrada em muitas culturas, é representado aqui pelo fio de Ariadne, que ajuda a Teseu a sair do Labirinto. O próprio labirinto simboliza o submundo e o touro é o rei. A aventura de Teseu pode simbolizar a conquista deste mundo das profundezas, onde a ajuda de Ariadne — a serpente — com seu fio/corda — símbolo de magia —, o salva e ainda ajuda a matar o touro — sacrificar. Essa simbologia pode ser identificada como um ritual de fertilidade.

#### Cavernas sagradas
Assim como outros povos da antiguidade, os cretenses tinham as cavernas como locais sagrados. Isso pode ter ocorrido pelo fato de elas serem a primeira habitação do homem, assim como locais de sepultamento e, por fim, de moradia dos deuses. A grande experiência sensorial de se entrar em uma caverna poderia ter influenciado essa noção de sagrado. A escuridão total dava a sensação de caos, criava a impressão de lugar misterioso, podendo associar-se à morte, ao ventre de um monstro ou à noite cósmica.
Porém, era nesses lugares onde se encontrava a oposição entre a escuridão e a  luz divina. Foi assim que as cavernas se tornaram importantes como moradia dos deuses, depois se transformaram em locais de mitologia e tradição.
Um dos melhores exemplos de deuses que surgiram nesse contexto foi Zeus. Segundo a mitologia cretense, ele foi gerado na caverna do monte Dicteu, onde era cuidado por Terra e por dançarinos armados. Suas qualidades mágicas são demonstradas no “Hino dos Curetes”, onde o jovem deus, com seus saltos, exalta a fecundidade da terra. Sua adoração na caverna do monte Ida está associada à árvore. Ele também aparece na Teogonia de Hesíodo, onde Reia o esconde dentro de uma caverna de Creta para escapar de Cronos, seu pai. É interessante destacar a presença desse deus, pois ela se compara à história do deus Mir, o deus sol da mitologia armênia. Assim como Zeus, que era morador de uma caverna, Mir também possuía uma ligação celestial, mas um início no mundo subterrâneo. Isso demonstra a associação das cavernas como um lugar de nascimento e de moradia divina, onde o subterrâneo era o lugar onde tudo começava, inclusive a vida dos seres divinos. As principais divindades nasciam das profundezas, atravessavam os céus e depois retornavam para as profundezas novamente.
Foram confirmadas, no mínimo, quinze cavernas, remotas, escuras e de difícil acesso. Vestígios de oferendas, como vários tipos de alimentos, objetos de ouro, figuras de bronze e de barro, mesas de libação, além de machados, punhais ou facas, foram encontrados nas cavernas. Elas tinham como objetivo encontrar e falar com os deuses, além de ajudar no contato com os poderes misteriosos. Na Caverna de Ilítia podemos encontrar rituais secretos para a deusa Elêutia ou Ilítia, mencionada na Odisseia, onde se confirma a intenção de encontrar esses poderes. Ela é a deusa do parto, do nascimento. Por isso mulheres grávidas iam a essa caverna, pois lá estava a proteção de Eleutia e possivelmente o cordão umbilical de Zeus, dando a noção de segurança ao dar a luz.
Quando ligados a rituais de fertilidade, as cavernas eram associadas à deusa Mãe-Terra, onde havia a sensação de caverna-útero, uma ligação de nascimento do ser humano por intermédio dessa entidade. Assim como no nascimento, também havia a necessidade de voltar ao lugar de onde se foi gerado. Isso pode explicar a quantidade de sepulturas nesses locais, pois faziam parte do ritual de novo nascimento, um novo embrião dentro do seio da Mãe-Terra.

#### Montanhas sagradas

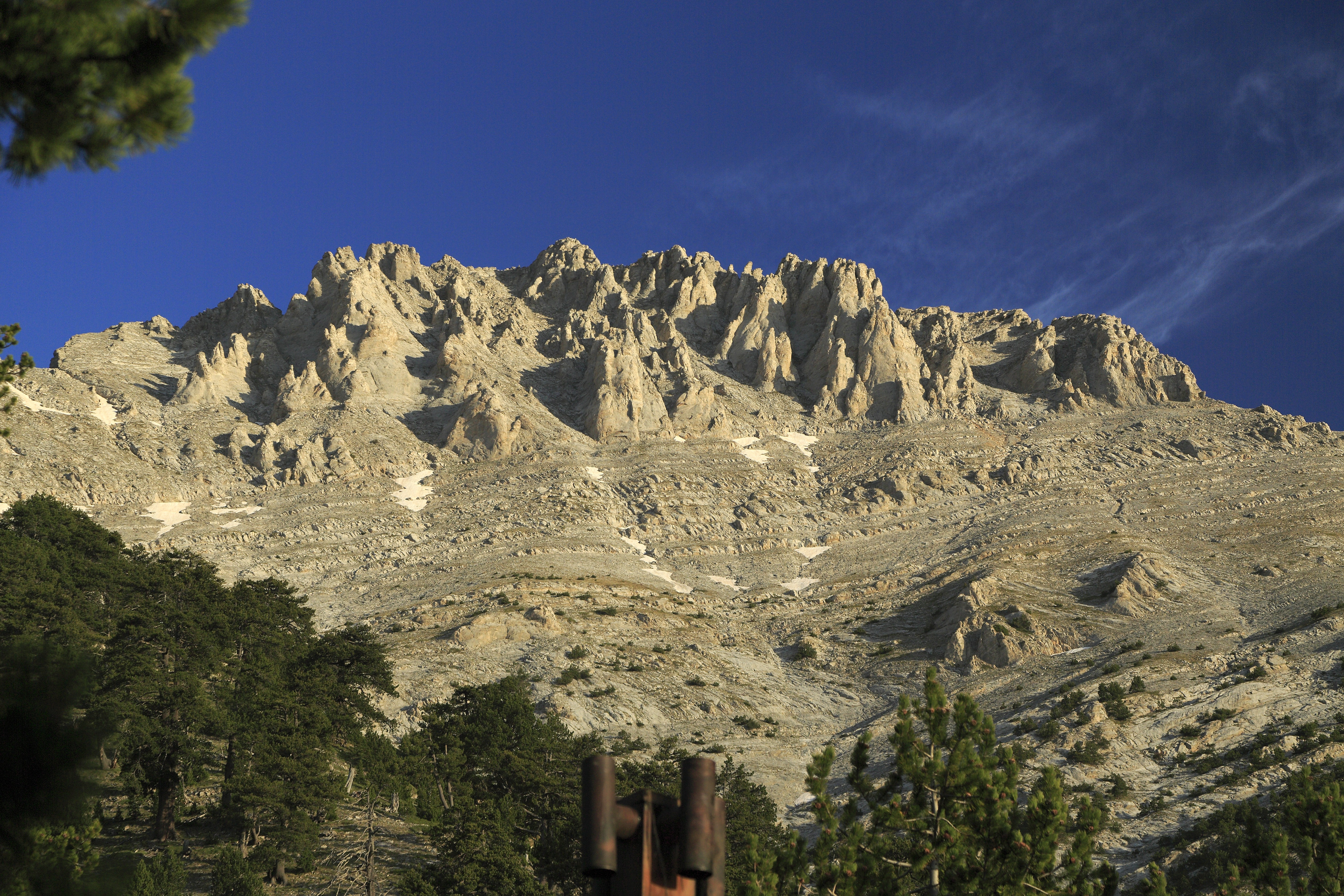
O Monte Olimpo, considerado a morada dos deuses olímpicos

Muitas culturas da antiguidade possuíam santuários ou altares em cumes ou em montanhas. No Oriente, principalmente na região cananeia, o deus Baal era venerado com sacrifícios. Na Suméria, a “senhora da montanha” Ninhursag era adorada desde os tempos remotos. Já para os cretenses, os montes eram importantes por serem pontos de referência de uma determinada região. De lá poderiam enxergar todo o território. Por isso, os altares nem sempre eram construídos nos pontos mais altos, mas sim nos pontos em que melhor se poderia enxergar a região servida por estes. A intenção do devoto deste culto era a busca pela fertilidade e pelo bem-estar, não só de si mesmo, mas também de seus animais. Isso é demonstrado nos objetos de argila encontrados perto desses altares, como: objetos de animais (vacas e ovelhas), de humanos em atitude de adoração, e peças relacionadas a partes do corpo humano. Vasilhas de pedra, machados duplos, joias, estátuas e outros objetos de bronze são encontrados nos santuários mais ricos. O santuário de Juctas merece destaque. Localizado perto de Cnossos, esse santuário possuía uma estrutura com três terraços, várias estâncias e um altar. Ao que parece, esses santuários eram locais frequentados principalmente por pastores.
Encontraram-se no anel de ouro de Pilos imagens de cabras selvagens sacrificadas, transportadas por sacerdotisas até o alto da montanha. Foram encontradas uma grande quantidade de estátuas de barro em formato de animais do campo. Elas eram incineradas numa grande fogueira e depois varridas para as fendas que existiam entre as rochas presentes na região. Além de objetos, animais vivos e até parte de seres humanos eram atirados no fogo. Essa cerimônia pode ter ligação direta com a adoração à Ninhursag, mas não foi encontrada nenhuma prova que realmente identificasse uma divindade específica.

#### Árvores sagradas
O culto de uma árvore sagrada, como uma figueira ou oliveira — árvores mais comuns na região —, era uma prática frequente no período minoico. Estava assim disposta: um muro cercava uma grande árvore sagrada, com sua entrada enfeitada e o chão de pedra. Acredita-se que essa espécie de culto era regular em campos abertos, afastados das cidades, por isso é difícil localizar com precisão tais estruturas.
A árvore era símbolo de serenidade. Em procissão, quando uma rainha estava presente, colocava seu trono abaixo dela. Este culto era caracterizado pelas danças, nas quais homens e mulheres esperavam a presença da divindade no local por meio desse ritual, apesar de que este encontro não era necessariamente pessoal. Foi encontrado no anel de ouro de Isopata, mulheres dançando, em certos momentos dobrando seu corpo e em outros levantando os braços, resultando no aparecimento da própria divindade. Assim, em vários objetos encontrados, principalmente em anéis — de Cnossos, Pilos, Micenas —, esses rituais e seus objetivos se tornaram evidentes. As dançarinas eram levadas ao êxtase.

#### Culto doméstico e práticas funerárias
Acredita-se na possibilidade de os cretenses utilizarem suas casas e palácios para seus cultos, pois nesses locais foram encontrados vários objetos de adoração. No palácio de Cnossos, vários santuários foram encontrados, assim como em outras estruturas de localidades como Festos, Hágia Triada e Mália. As principais características desses espaços são as mesas de três pernas localizadas ao centro, além de bancos feitos de pedra ou de argila. Esses móveis eram utilizados para colocar os objetos que seriam adorados, como chifres com machados duplos, ou estátuas de ídolos. No caso dos ídolos, sua aparição se dá apenas nesse ritual, o culto doméstico. Entre eles aparecem estátuas de “deusas cobras”, figuras femininas que surgem como guardiãs da casa, sugerindo uma ligação desse culto a atividade doméstica da mulher.
Os túmulos cretenses eram grandes construções circulares, onde geralmente se enterravam a família inteira. Esse costume era praticado desde a primeira época minoica. Eram comuns os “palácios de dança”, pois se acreditava que a vontade de viver era renovada com a dança ao redor dos mortos. Por outro lado, foram encontrados buracos cavados na rocha com acumulação de caveiras, o que indica uma menor importância ritualística nos tempos posteriores da civilização.

### Civilização Micênica

Mundo Micênico

As práticas religiosas no período micênico mudaram muito em relação às características do período anterior, o minoico, principalmente em Creta. As cavernas e os santuários nas montanhas tiveram sua importância diminuída. Em contrapartida, os santuários em lugares abertos ganharam forma. As divindades femininas continuaram a ser importantes. Porém, aparece nesse período a “deusa dos braços levantados”. Vários objetos aparecem com esse culto, como coroas decoradas com pássaros, serpentes ou chifres, ou com suportes em forma de tubo com serpentes ao redor. Essas características poderiam estar relacionadas com essa divindade específica ou com várias divindades da natureza.
Pode-se dizer que o sistema politeísta grego foi organizado a partir da civilização micênica. Isso é visualmente percebido na pluralidade de deuses, entre os quais estavam os que se tornariam as principais divindades da Grécia em períodos posteriores.
A civilização micênica se encontrava mais ao continente, tendo como base a cidade de Micenas. Esta era uma cidade grega peninsular, rica por seus vestígios arqueológicos e pela sua importância no período posterior à civilização minoica. Seus textos de “Linear B”, assim como seus vasos e tábuas de argila, são fontes aceitáveis do desenvolvimento da civilização que leva o nome dessa cidade. Chamados de “miniana”, os vasos micênicos eram marcados pelos oleiros para controlar a produção.
É importante dizer que o desenvolvimento dessa cultura, junto à criação de animais, estimulou o crescimento da população, tornando-a próspera. Os túmulos eram bem elaborados, muito embora seu interior fosse modesto. Possuíam forma de cúpula e uma falsa abóbada. Acredita-se que essas sepulturas foram usadas para a realeza.

#### Práticas religiosas e divindades micênicas
Foi no período micênicos que os conceitos de “sagrado” e “divino” começam a ser estruturados. As cerimônias da civilização micênica, de acordo com os textos encontrados, eram celebradas conforme as práticas e rituais da época. Algumas eram relacionadas a procissões, como a do “transporte dos deuses”, que unificava todos os elementos centrais de Micenas.
Os santuários nem sempre estavam localizados no meio da cidade. Havia os “lugares dos deuses”, onde funcionários eram divididos em: “senhores, vice-senhores, portadores da chave”, que interagiam com os representantes de cada distrito. Entre os santuários, o mais importante talvez seja o “Pakijane”, localizado em Pilos. Nele eram adorados vários deuses como: Poseidao e Posidaeja, Zeus e Diwia, Potnia, Hera e Hermes.
As principais divindades micênicas com santuários eram Zeus, Poseidon e Diwia. Outros deuses também tiveram lugar nesse período, como Dioniso, Hera, Hermes. Potnia e Ártemis. Em Cnossos é encontrado um santuário dessa época, dedicado a Dédalo. Diwia era uma divindade feminina ligada a Zeus, enquanto Potnia poderia ter sido uma divindade com o mesmo papel de Deméter. Zeus é um nome que merece destaque, tanto no continente, quanto em Creta. Em Cnossos — Creta — havia até um mês com seu nome. Em Pilos, era adorado em conjunto de sua esposa, Hera.

##### Potnia
Potnia é um nome ligado a uma das principais divindades femininas dos micênicos. A qualificação como divindade é objeto de questionamento, pois se procura saber se realmente era o nome de uma deusa ou de várias, já que o seu significado é “Senhora”. Em Pilos, por exemplo, havia o título de “Senhora dos cavalos” — Potinija igeja —, além de outros títulos, sempre agregada a alguma função, ainda incerta. A existência da “casa de Potnia” demonstra a dedicação da cidade para essa deusa ou para várias senhoras. É possível observar que Potnia sempre vem acompanhado de uma qualidade, o que dificulta identificar se esta era uma única deusa com várias qualidades, ou várias deusas que se designavam dessa forma.

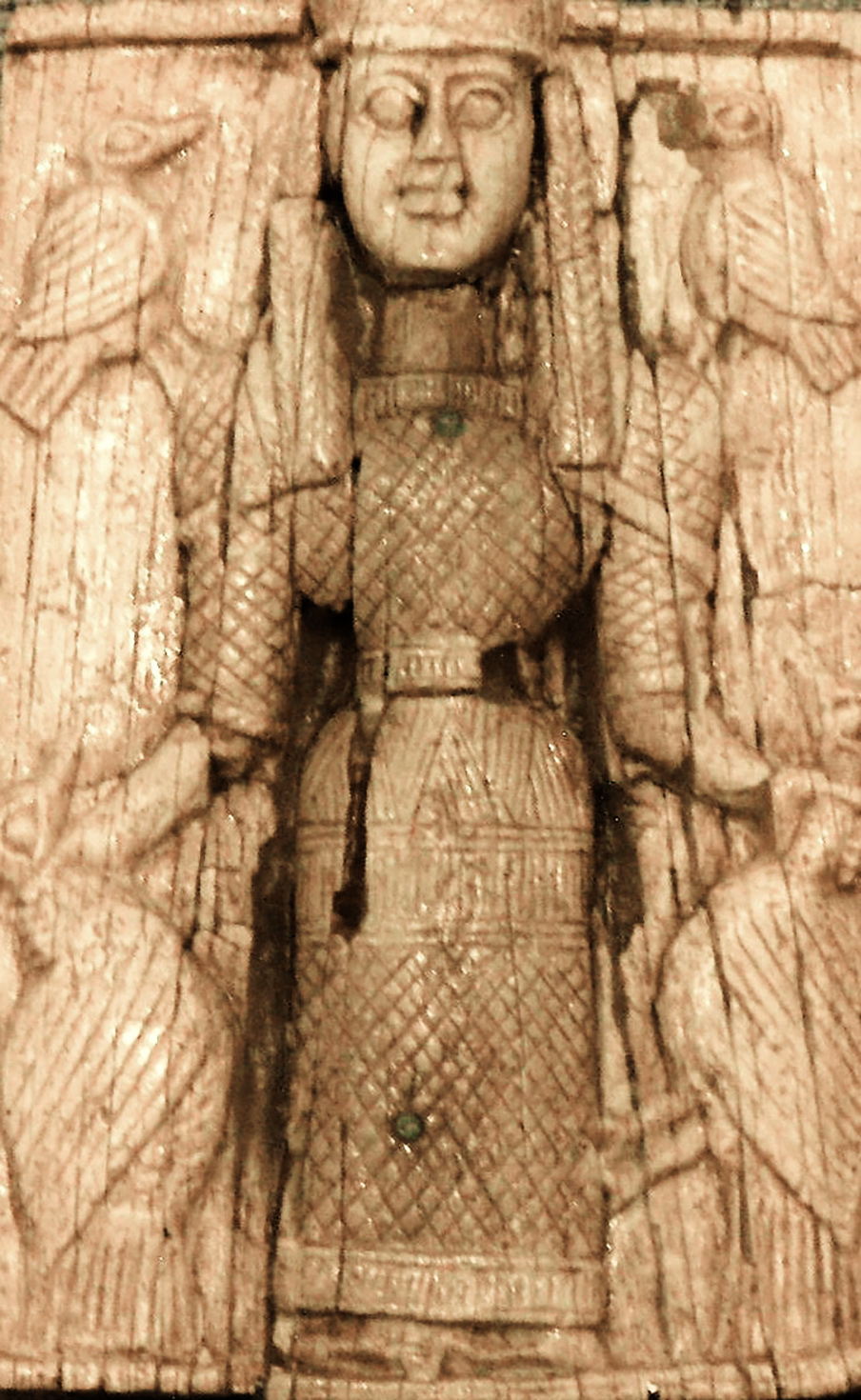
Potnia

É em Cnossos que Potnia aparece pela primeira vez, em 1 375 a.C., com o achado de cinco tábuas. Nelas estavam escritas oferendas à “Atana potinija” ou “Senhora de Atana”, que são atribuídos à deusa Atena em momentos posteriores. É percebido também nessas tábuas sua ligação com a “deusa das serpentes” dos minoicos, em razão da confirmação da presença de mel como oferenda, um intoxicante bastante usado nos rituais dessa civilização.
Ainda em Cnossos, a divindade Potnia é atribuída à criação de ovelhas. Os rebanhos eram usados como ingresso para o santuário dos seus adoradores. Atribui-se a ela tudo o que esses animais produzem.
A existência da atribuição de Potnia aos ferreiros, desde os tempos dos minoicos, é verificada em cavernas de Creta. Acredita-se que esses profissionais contribuíram com a dispersão do culto por toda a Grécia na passagem das duas civilizações. Em Micenas foi encontrada a existência de um objeto metalúrgico, no qual a figura feminina aparece, provavelmente a figura de Potnia. Aliás, nessa mesma cidade aparecem várias ligações diferentes atribuídas à deusa, como a “Senhora dos Meses” ou a “Senhora dos Grãos”, de forma que é difícil identificar se existiam várias “Potnias” ou se era uma só. Foram encontrados ainda artesanatos que poderiam estar associados a alguma festa religiosa. A principal acrópole de Micenas contribui para os achados arqueológicos, revelando partes do culto, restos de altares, e objetos de culto, todos relacionados a Potnia. Nesse local, descobriu-se a figura de três deusas que seguravam algum tipo de cereal, que talvez possa se associar ao caráter agrário da divindade.
A “Casa de Potnia” era um santuário de Tebas, cuja finalidade era a adoração associada às trabalhadoras têxteis ou decoradores. Poderia ter sido o próprio ateliê, onde as trabalhadoras serviam à deusa ou a uma responsável do grupo, pois Potinija poderia significar um adjetivo.

##### Poseidao e Posidaeja
O famoso “Senhor das águas”, Poseidon, é derivado do nome micênico “Poseidao” — o acréscimo do sufixo “on” veio mais tarde, no século V a.C. Seu santuário era chamado de “poseidajo”. Os sacrifícios a Poseidao se baseavam na utilização de porcos, ovelhas e vacas. Um ritual poderia conter refeições, que começavam com os vegetais — cereais ou bolos—, em seguida de libação, sacrifícios de animais, oferendas sem sangue, terminando com a purificação com líquido.
Em Pilos, Poseidao estava acima de Zeus. Para ele realizavam-se cerimônias especiais, como o “preparar da cama”, em que se utilizava o azeite em favor da divindade, em uma espécie de casamento sagrado. Seu grande número de dádivas poderia estar relacionado à guarda do tesouro da cidade em seu santuário.
Assim como Zeus, Poseidao tinha uma deusa relacionada a ele, de nome “Posidaeja”. Ela era adorada no “Pakijane”, que era recheado de tesouros, sacerdotes e escravos. Os sacerdotes tinham suas vestes purificadas, utilizavam perfumes e ofereciam azeite e óleo.

##### Dédalo, Querasija, Elêutia, Zeus e Diuia
Nas Cinco Tábuas de Cnossos, uma oferenda é realizada para Dédalo. Na realidade, não se sabe se Dédalo era o nome de um deus, ou uma homenagem à construção dele. Supõe-se que era venerado dentro do palácio de Cnossos, por causa da relação entre a mitologia e a cidade.
Querasija ou Terásia era o nome de uma deusa, que também fazia parte da esfera de Potinija, proveniente da ilha de Tera. Sua importância em Cnossos parece ter relação com a erupção do vulcão de Tera, na Idade do Bronze Tardia, como uma maneira de acalmá-la. Sua imagem de caçadora revela a possibilidade de ser uma deusa relativa à Ártemis, uma “Senhora das Feras”.
Já presente entre os minoicos, Elêutia era considerada a deusa dos partos, adorada na gruta de Amniso. Era a “Senhora do Labirinto”, aparecendo em documentos cretenses desde a época minoica, nos quais era conhecida como Ilícia. Seu nome pode estar ligado à raiz indo-europeia, que significa “livre de carga”, o que pode explicar a sua associação ao trabalho de parteira. Entre os micênicos, as oferendas de lã para a deusa eram comuns, exclusivamente para fins religiosos.
Diuia era considerada a esposa de Zeus, segundo tábuas de Cnossos, que futuramente seria substituída por Hera. Era uma deusa celeste, cujos adoradores poderiam ser tanto homens como mulheres.

## Período Homérico
O período homérico remete ao período arcaico na Grécia Antiga e é relacionado ao poeta Homero, devido às fontes utilizadas para a realização dos estudos dessa época, suas epopeias “a Ilíada” e “a Odisseia”. Tanto a Ilíada quanto a Odisseia relatam a vida social e religiosa dos gregos e sua concepção de mundo, sua visão antropomórfica dos deuses e a relação de hierofânia — revelação do divino por meios de árvores, templos e pedras — que tinham com eles.
A relação dos deuses com os homens, segundo as obras de Homero, possuíam um caráter estreito, em que os seres divinos tinham plena influência sobre os mortais em seu meio social. Em algumas situações, os deuses vinham à terra e tinham relações sexuais com mortais, gerando filhos que deram origem aos semideuses ou guerreiros e reis que alegavam ter proteção divina em guerras e prosperidade para seu reino. No período homérico, as pessoas tinham uma visão dos deuses em que estes eram mais próximos do seu cotidiano, podendo se apresentar por formas simples da natureza. Nas obras homéricas, podemos ter uma visão mais clara dessas revelações sagradas, na qual os deuses se apresentavam para algumas pessoas como inspiração. A concepção de religião ou mundo divino entendida pelos gregos vem de contos orais de seus avós e amas de Leite, por meio de fábulas, fazendo com que o mundo dos deuses torne-se bastante familiar para todos. Porém, é através dos poetas que os relatos, contos e saberes divinos são transportados e registrados para serem glorificados pela sociedade.

## Período Arcaico
O Período Arcaico na História da Grécia se refere ao período do século VIII a.C. ao século VI a.C.. A religião desse período se caracterizava pelo culto a ídolos, árvores, pedras, animais sagrados e pela busca da harmonização das forças invisíveis — e incompreensíveis à época — do mundo. Além disso, praticavam cerimônias com frequência. As crenças desse período não desapareceram e é possível perceber traços e vestígios delas por um período que dura até até à época clássica.
Um aspecto importante a respeito do período é a predominância da oralidade e ausência de escrita na transmissão do conhecimento, que ocorreu do desaparecimento da civilização micênica até o século VIII a.C. A partir de então, a escrita passou a dividir espaço com as técnicas mnemônicas na conservação e na transmissão do saber, como se percebe na produção de Homero, por exemplo.
Entre as características da religião da Grécia Antiga desse período estão: o panteão antropomórfico de Homero; a ênfase na prática de rituais e de cerimônias — frente a uma “doutrina religiosa”, baseada em costumes antepassados; o desenvolvimento do culto dos heróis; e o surgimento, a partir do século VI a.C., de um gosto pelas ciências e filosofia, a fim de satisfazer sua curiosidade intelectual.
Um aspecto que se destaca é que o antropomorfismo retratava os deuses tais como seres humanos, mas maiores, mais fortes, mais belos e eternamente jovens. Além disso, eles possuíam sentimentos humanos. Os deuses constituíam, dessa forma, uma imagem humana engrandecida, mas não purificada.
A respeito das inovações religiosas da época arcaica, é importante citar, por exemplo, o templo construído dissociadamente de outros contextos ou cômodos da casa. Este passa a ser um recinto delimitado, com uma área sagrada — témenos —, com altar exterior. Outra inovação foi a construção de uma rede urbana de santuários, que orientou procissões e reuniões religiosas da população.
O culto aos heróis promoveu uma maior classificação e organização dos fenômenos naturais. Isso porque houve entre as póleis a prática de representar individualmente — conforme, entre outras, as características de natureza, de profissão, de procedência, de localização — os heróis. Essa prática resultou na definição e na categorização, realizada primeiramente por Hesíodo, quem organizou os seres em deuses, demônios, heróis e mortos.

### As musas e a origem sagrada do canto
As Musas, na poesia de Homero, são deusas do Olimpo que vivem entre os imortais, consideradas filhas de Zeus. Não há menção à sua mãe na Ilíada ou na Odisseia, sobre seu número — salvo na Odisseia, em número de nove. Seus nomes não aparecem nenhuma vez nessas obras.

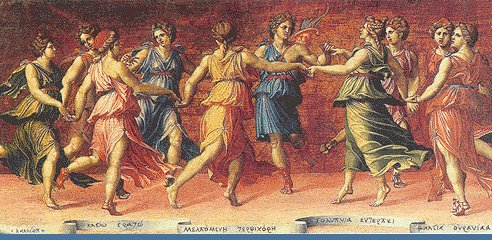
Musas dançam com Apolo, pintura de Baldassare Peruzzi

Acredita-se que a presença das Musas na religiosidade grega venha de um passado muito antigo. Há autores que afirmam que essa crença seja anterior até mesmo a Homero, quando associavam-nas a Gaia, em vez de a Apolo. Há relatos de historiadores e descobertas arqueológicas — até agora apenas em Delfos — sobre santuários dedicados às Musas, associados a Apolo. Na antiga Esparta, as Musas ocupavam um lugar importante e eram honradas pela música e por sacrifícios.
A arte das Musas residia na música. Os gregos consideravam-nas como algo transcendente e que empolgava os homens no canto e na dança. Sabe-se que há forte marca de oralidade nos poemas homéricos, por exemplo, que ocorre por meio da repetição de fórmulas “prontas”, uma técnica mnemônica. Nesse sentido, por conta dessa oralidade, o culto das Musas se relaciona à valorização da memória, uma noção complementar da Musa, que, combinadas, apresentam a Aleteia — verdade — poética. E a memória é inseparável da palavra cantada, que era realizada pelo Aedo.
Aedo vem do grego aoidós e significa cantor, que cantava acompanhado da cítara e improvisando. Há, na Ílíada e na Odisseia, várias referências ao canto dos aedos. O cantor atua como uma representação das Musas entre os homens apresentando, por meio de seus cantos, o conhecimento sagrado e profano em sua profundidade. Era um inspirado dos deuses.
Para os gregos, as Musas e sua arte revelavam uma dimensão nova e maior, uma imagem do cosmo diferente da vivência diária. Por esse motivo, o poeta invocava as Musas no início de um canto, para que ela proporcionasse o conhecimento passado. Esse chamado proporcionava um meio educacional às futuras gerações e transmitia a cultura, pois o canto entretinha as pessoas e celebrava o culto religioso, difundindo as tradições e exaltando deuses e heróis, os costumes e o aprendizado da areté, da política e da organização social. A manifestação sagrada das Musas não ocorre em qualquer lugar, pois a religiosidade do homem divide o mundo entre um espaço sagrado e um não-sagrado. Este, também chamado de profano, é sempre considerado como um espaço homogêneo e neutro.
Em relação a Delfos, sabe-se que a crença nas Musas era bem estabelecida, mas se desconhece, segundo autores, o tipo de reverências que se faziam. Sabe-se, no entanto, que os concursos musicais faziam parte da vida religiosa, demonstrando a forte relação entre as musas e as origens sagradas do canto.

### A Teogonia de Hesíodo
Teogonia vem da junção de dois termos gregos: theós — deus — e goné/gónos — ação de gerar, germe, raça, família. Dessa forma, teogonia se refere ao nascimento, à origem ou à genealogia dos deuses e se apresenta como um poema mitológico de caráter cosmogônico, cuja estrutura apresenta 1 022 versos hexâmetros.
Essa obra apresenta o surgimento do mundo predominado pela imaginação e apresenta uma síntese de lendas que descrevem a genealogia dos deuses, considerados como elementos estruturais e fundamentais do mundo. Esse conjunto narrativo permite constituir um conhecimento de mundo no qual há, de um lado, um conjunto articulado de núpcias e de gerações. E, de outro, um conjunto de rupturas e de conflitos.
O começo ocorre com o surgimento espontâneo do Caos. Depois, da Terra — Gaia —, onde habitam deuses, homens, Tártaro — deus inferior — e Eros — deusa do Amor ou Desejo. Isso permite a machos e fêmeas — humanos ou deuses — relacionarem-se sexualmente entre si. A explicação do mundo como um todo — desde as origens, do céus à terra, dos ventos aos impulsos humanos — ocorre, assim, por meio de gerações espontâneas ou de casamentos divinos.
Em relação à correspondência com a realidade, acredita-se que a Teogonia espelhe, por meio da representação do mundo dos deuses, o desenvolvimento da democracia e a luta entre plebe e a nobreza. Na obra, Hesíodo recebe das Musas um cetro — importante símbolo social usado por monarcas, com significado de portador da voz — e é, por isso, transformado em um aedo.
Nessa manifestação há um diálogo entre o plano divino e o plano humano. A revelação do sagrado ao aedo é feita pelas nove Musas Heliconíades — ou Heliconas —, Clio, Euterpe, Talia, Melpomene, Terpsicore, Erato, Polímnia, Urânia e Calíope. Essa confidência das Musas ocorre sobre o monte Hélicon, local tratado com grandeza e imponência sagrada por ser a morada delas. Essa construção espacial reflete a divisão do mundo pelo homem religioso entre um espaço sagrado e um não-sagrado, também chamado de profano e considerado como um espaço homogêneo e neutro, por ser habitado por homens.

## Período Clássico
A religião grega, essencialmente, consiste em um conjunto de práticas, em sua maioria de caráter coletivo, que trazem os indivíduos para um equilíbrio perante a natureza. Há um número significativo de rituais particulares que comemoram as evoluções e progressos da vida cotidiana, como o nascimento e a morte. Entretanto, reitera-se o caráter coletivo da religião grega atestando-se que esta é inseparável dos cultos cívicos da cidade, a qual é o centro da religiosidade, possuindo sempre um deus protetor que se destaca entre todos os outros. A crença na Grécia era vivida na prática, não elaborada por uma fé proeminente de determinada escritura.
As crenças existentes na Grécia antiga remetiam à existência dos deuses e da explicação mitológica sobre a criação do mundo e dos acontecimentos da natureza. Deve-se ficar claro que a visão dos gregos referentes ao mito é diferente da visão atual. Para eles, o mito era a verdade, era concreto e indiscutível. Entretanto, no período clássico, tal visão começa a ser questionada por diversos pensadores e filósofos, colocando o mito não como repositório de verdade, mas como uma história, fábula infantil feita para o divertimento ou ilusão. As lendas sobre os grandes heróis mitológicos e outras figuras, que no período arcaico eram transpassadas pelos poetas e creditadas fervorosamente pela população, perderam tal posto no período clássico, em que as pessoas se apegaram a crença tradicional das antigas divindades.

## Período Helenístico
Sabe-se muito pouco sobre a Macedônia antes do século IV a.C., porém, pode-se dizer que havia desde seu povoamento uma grande variedade entre os povos que ali habitavam, advindo de diversas regiões e se organizando de formas distintas, o que causava uma grande instabilidade política no território. Ainda assim, devido à língua falada, era um território que se considerava fazer parte do mundo grego.
O período helênico se caracterizou pelas constantes disputas durante os últimos séculos da história grega, com influências da Guerra do Peloponeso, e pela crescente aproximação de diversas culturas com a cultura grega. Todas essas mudanças geram consequências na sociedade, economia e principalmente na parte da religião. Em meio a um contexto de mudanças políticas, que se caracterizavam pela exclusão do poder das póleis independentes, os deuses que ali eram cultuados também perderam determinada força, dando lugar a um sincretismo religioso evidente, chegando ao ponto em que os templos gregos eram utilizados para a adoração de deuses estrangeiros, como Sarápis de Alexandria.
Desde o povoamento até o período clássico, as manifestações religiosas adoravam diversos deuses que representavam as forças da natureza e os sentimentos humanos, mas durante o período helenístico, existe uma grande mudança na adoração destes deuses, dando ênfase ao poder do rei, deixando de lado os deuses tradicionais. A perda do caráter cívico da religião, consequente da miscigenação dos diferentes povos que se encontraram sob o domínio do império helenístico, trouxe uma ideia individualista, tornando a religião uma responsabilidade característica de cada ser. Levando em conta a grande expansão do território helenístico, o deus estrangeiro de maior notoriedade era Dioniso. Porém, houve a tentativa, por parte de Alexandre, de se difundir a crença de um único deus, que poderia ser qualquer um que se declarasse “deus de todos”, com o objetivo de criar uma identidade cultural ao vasto império.
Adota-se a filosofia e a religião oriental como os dois fatores de mudança que se destacaram no período helenístico em relação às crenças e às ideias, que atingiram principalmente as classes mais influentes do período.

### Culto a Alexandre

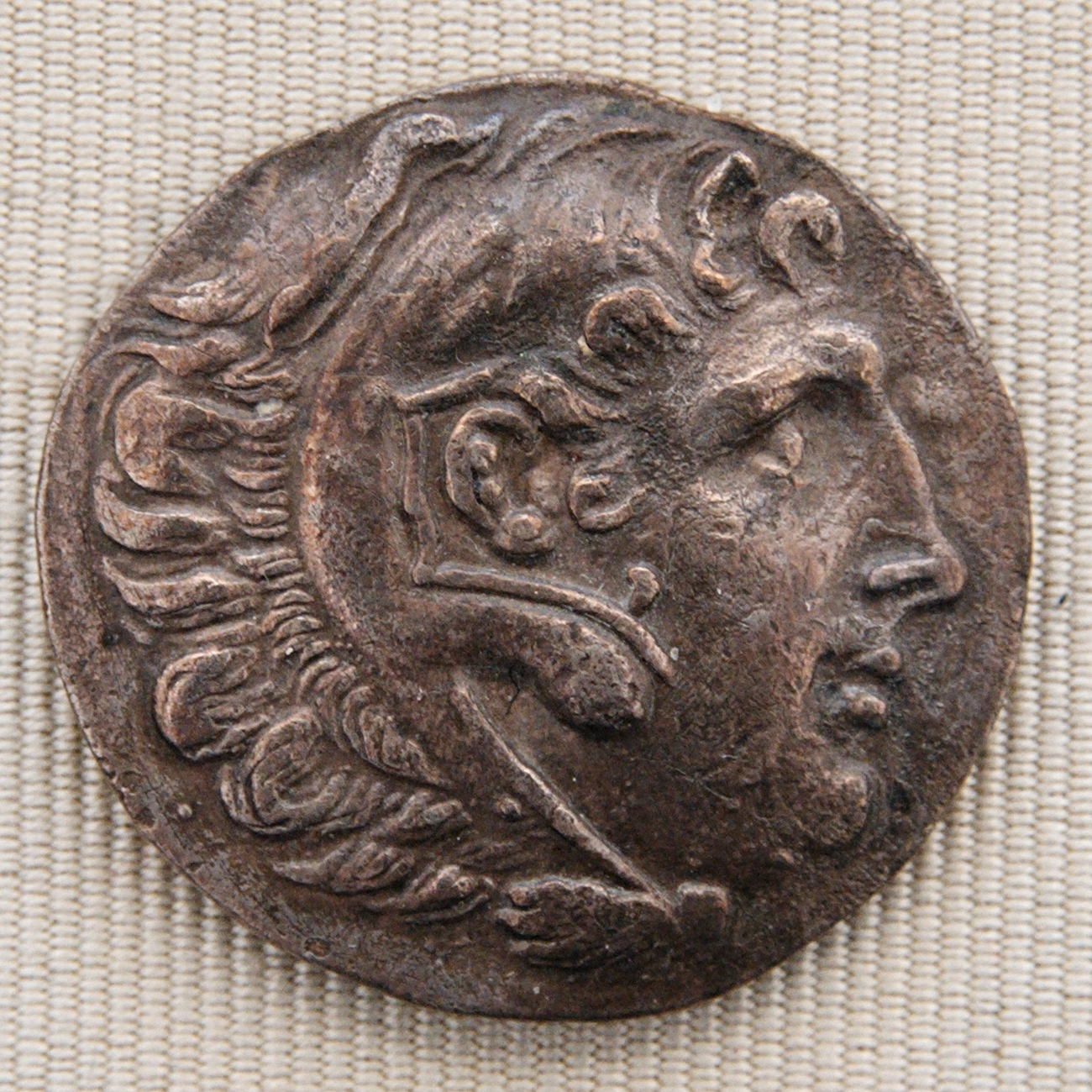
Tetradracma de prata com imagem de Alexandre, o grande, representado como Herácles vestindo pele de leão

Após a dominação macedônica na Grécia, Alexandre transformou o seu ambiente religioso. Seguindo o exemplo de seus antepassados no pequeno território da Macedônia, como Alexandre I, que reinou no início do século V a.C., Alexandre, o grande, com o objetivo de consolidar o poder real na antiga Grécia democrática, implanta os cultos régios nas cidades dominadas para tentar unir as diferentes culturas de seu império. O respeito que o novo líder possuía com as diversas religiões anexadas a seu império serviu de ferramenta para sua afirmação de poder.
Alexandre buscou justificar a sua divindade através da associação de seu nascimento com a deusa Ártemis. No dia de seu nascimento, diz a tradição, o templo de Ártemis teria pegado fogo, pois ela estaria ocupada trazendo o futuro rei à vida. Conta Plutarco, que alguns magos teriam inclusive se reunido neste templo, afirmando que “este dia trouxe ao mundo ao mesmo tempo para discutir um flagelo e um  grande mal para a Ásia”. Reforçando essa ligação com o divino, afirmava-se que seu pai, Felipe II, seria descendente do deus Hércules, e, por parte da mãe, Olímpia, os deuses Aquiles e Príamo.
Com as constantes mudanças religiosas e a proximidade de diversas culturas que tiveram lugar no período helenístico, os cultos tradicionais deram espaço aos régios. Os gregos costumavam criar certas honrarias para os heróis, criando festas e altares para homenageá-los. Por conta disso, Alexandre decretou uma lei que obrigava os cultos religiosos em homenagem ao rei. Houve resistências no começo desta mudança, mas logo alcançou grande fama entre os gregos. O que se observa é que, após a morte de Alexandre, os governos posteriores necessitam que o reino helenístico esteja  interligado ao antigo rei, para que sua suposta “divindade” dê legitimidade ao novo governante.

## Dodecateísmo

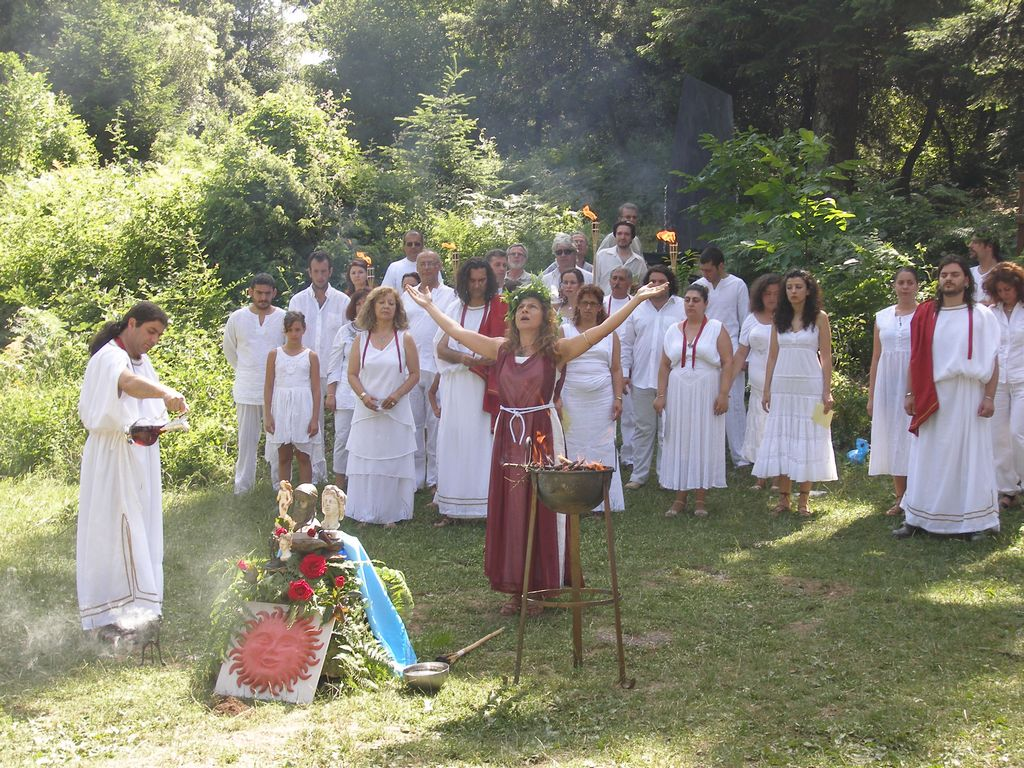
Ritual do dodecateísmo

O dodecateísmo ou helenismo é uma nova visão sobre o culto dos 12 grandes deuses na atualidade, considerado uma religião pagã, que reverencia deuses não católicos. Ela se diferencia de outras religiões pagãs e neopagãs pela sua relação com os deuses, já que alguns de seus praticantes acreditam que a relação neopagã — como a Wicca, por exemplo — é desrespeitosa e viola valores do helenismo. Sendo uma religião moderna, o dodecateísmo compreende que o mundo existe natural e cientificamente. Esta relação “ciência e natureza” demonstra que eles compreendem que as coisas acontecem naturalmente, podendo ou não ser explicadas.
As práticas religiosas atuais do dodecateísmo não são iguais às praticadas na Grécia Antiga, porém, é importante um conhecimento básico de grego antigo para a realização dos cultos. Os deuses Zeus, Hera, Poseidon, Ares, Hefesto, Afrodite, Hermes, Dioniso, Atena, Ártemis, Apolo, e Deméter são os deuses primários cultuados, mas também existem as deidades do mar, governados por Poseidon e os da terra, governados por Hades. Assim como a maioria das religiões, eles possuem um conjunto de mandamentos/máximas que devem ser seguidos. No dodecateísmo, as máximas de Delfos regem esses mandamentos. Consistem em um total de 147 máximas que incluem “08. Seja você mesmo.”, “14.Controle a si mesmo.”, “15.Ajude amigos.”, “24.Valorize o que é bom”. Eles possuem seus festivais e dias de adoração, estes são de vários tipos: mensais, ligado aos deuses, de acordo com as luas ou até seculares em comemoração a datas importantes.

## Mistérios
Além do tradicionalismo que abrange boa parte das crenças na Grécia antiga, outra forma de se relacionar com o sagrado era a participação em um dos mistérios. Tais religiões diferenciavam-se por terem um caráter mais enigmático, secreto, ainda que em alguns casos continuassem integradas a religião cívica costumeira. Em sua maioria, os mistérios compunham uma tarefa iniciatória para quem quisesse partilhar dos conhecimentos de determinada crença e subentendia que aqueles que entrassem como membro do grupo iriam guardar segredo sobre tais ensinamentos. Além disso, os mistérios traziam uma experiência espiritual mais íntima em relação aos deuses, à imortalidade e à vida após a morte.

### Mistérios de Elêusis

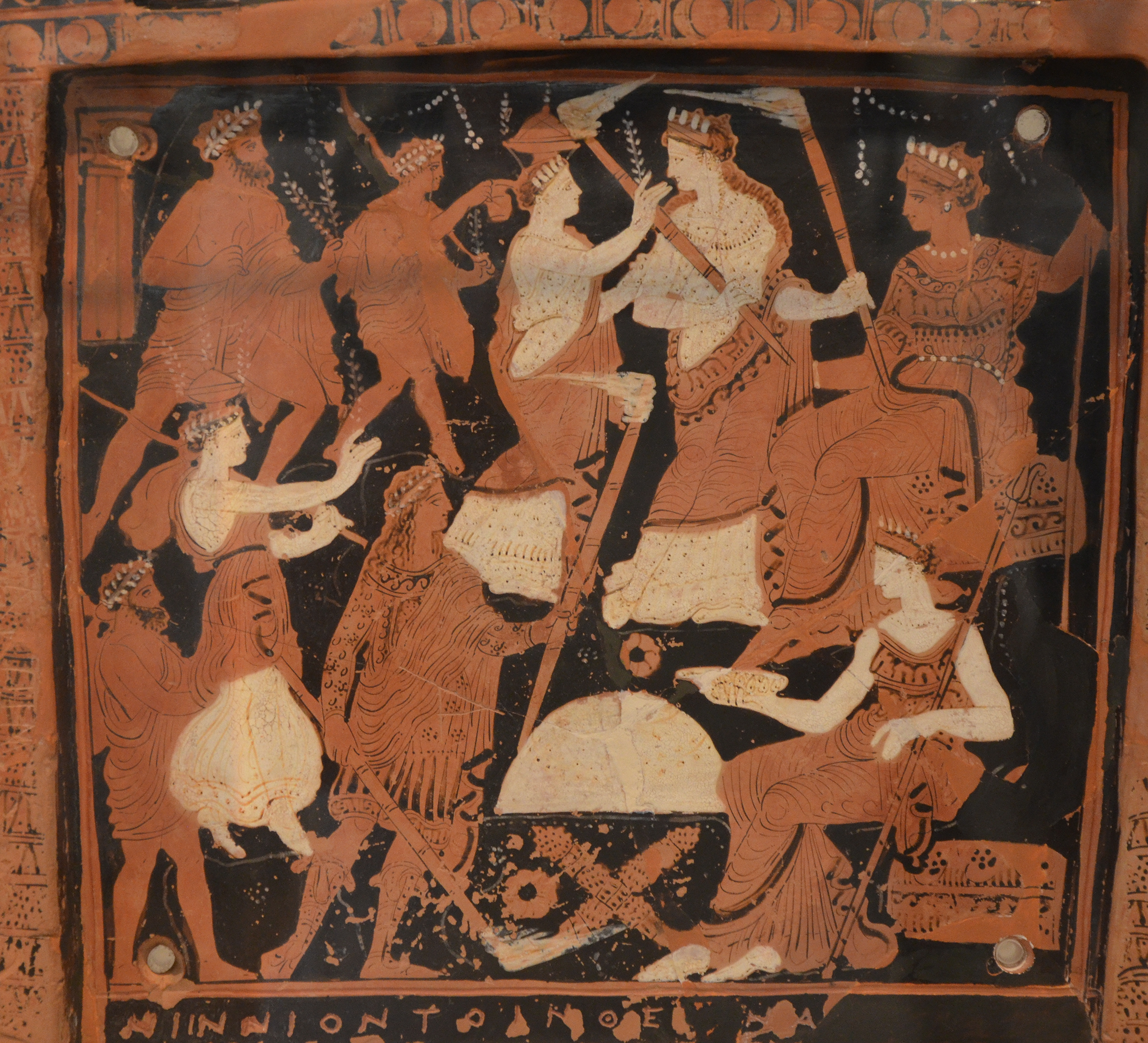
Placa votiva, que descreve elementos dos Mistérios de Elêusis, descoberta no santuário de Elêusis

Os Mistérios de Elêusis são um culto grego que tem suas cerimônias e ritos baseados no mito de Deméter. Atraiam homens e mulheres numa busca pela felicidade. A notoriedade de Elêusis se difundiu não só pela própria pureza de seu culto, mas também pela posição filosófica que crescia em Atenas, durante o século V a.C.. São muitas as documentações sobre suas celebrações, na qual fazem parte a iconografia, as leis sacras, a literatura, poesia, arqueologia e etc.
Não se sabe ao certo a origem da palavra “Elêusis”, podendo ter dois significados: a “chegada” da deusa Deméter na cidade; ou associado a “Elysion”, o lugar especial, chamado Campos Elíseos, onde os grandes heróis ficavam no Hades. A palavra mistério, do grego mystérion, significa “culto secreto” ou “ensinamento secreto”, isso porque seus iniciantes eram obrigados a guardar segredo sobre os rituais realizados, porém esses eram muitas vezes profanados.
Esse mistério permaneceu por séculos celebrado da mesma forma, entre os dias 21 e 23 do mês de Bõedromíon, de 15 de setembro a 15 de outubro, com a preparação no mês de Metageitnión. Duas famílias eram responsáveis pela celebração: os Eumólpidas, de onde vinham os hierofantes, sacerdotes que mostravam aos iniciados os objetos sagrados; e os Cérices, de onde saiam o portador do archote — um tipo de tocha — e o arauto do sacrifício. Além deles, havia uma sacerdotisa de Deméter, que residia no santuário de Elêusis.
Os Mistérios de Elêusis faziam seus participantes recordarem as dádivas agrárias, como o milho, representadas por Deméter e Perséfone. Diferente de outras práticas de mistérios, era permitido o culto a mulheres, escravos e bárbaros, sem importar sua idade ou família, desde que antes todos passassem pelos pequenos Mistérios de Agra, realizados na cidade de mesmo nome, no interior da Ática, durante a primavera, que consistiam no mesmo culto iniciático, mas que não era realizado em Êleusis, mas na outra cidade.
Para as cerimônias ocultas, no templo de Elêusis, era utilizado o Telestérion, um grande templo com espaço suficiente para abrigar mais de 3 mil pessoas, com dois pisos. No seu interior ficavam o megáron, uma espécie de grande salão, e o Anactóron, centralizado, retangular, alongado, com uma porta por onde só hierofante podia passar. No topo do Anactóron, havia uma fogueira sobre o controle do hierofante, da qual se pode sugerir o motivo do Telestérion ter uma abertura no teto.
Muitos os consideram como uma representação popular e aristocrática, sendo o culto protegido pelo Estado ateniense e pela Liga Pan-Helênica, com seu apogeu entre as leis de Sólon e de Péricles. No período Romano, os Mistérios voltaram a ser valorizados com a renovação de suas construções, além de serem estendidos os direitos de iniciante a todos os cidadãos do Império. Somente com o crescimento do Cristianismo e com a destruição dos godos é que se dá por finalizada as celebrações.

#### O Hino a Deméter
O hino a Deméter é datado entre os século VII a.C. e século VI a.C., com 495 versos em sua narrativa. Por ser parte de uma época onde a oralidade, a imaginação e a diversidade dos locais de culto eram constantes, é necessário pensar na possibilidade dos textos literários possuírem alterações. Isso porque o início das crenças religiosas ocorria entre ambientes domésticos, numa forma de proteção familiar, onde só depois se difundiam para o imaginário coletivo, geralmente com aumento de prestígio de uma família específica, como no caso de Deméter, a deusa dos Eumólpidas.
O hino começa com a história de Perséfone, que colhe flores na planície, até surgir da terra a figura de Hades, que a rapta. Deméter, a mãe de Perséfone, sai à procura de sua filha por nove dias, até que no décimo encontra Hécate, que relata ter ouvido gritos da vítima, mas desconhece quem seja o seu agressor. Ambas foram, então, ao encontro de Hélios, que revela o nome do raptor e o consentimento de Zeus com o ato de Hades. É por meio desse rapto que surge a instituição dos Mistérios de Elêusis.

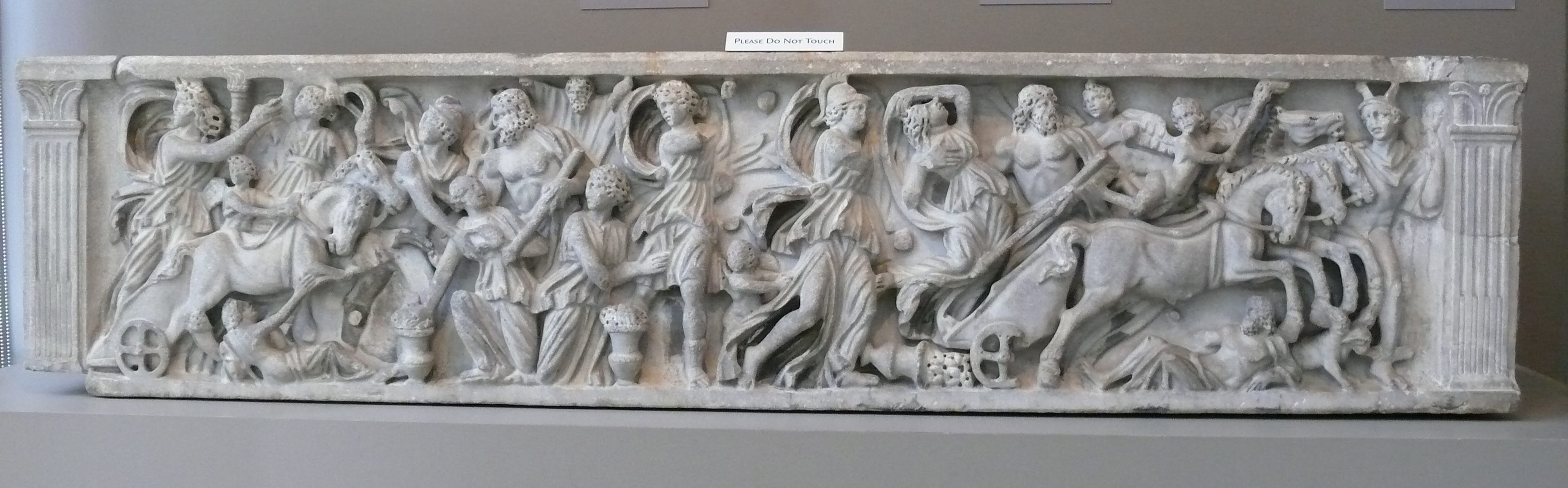
Sarcófago que mostra o roubo de Perséfone por Hades

Frustrada, Deméter vaga pela terra na figura de uma velha, até chegar à Elêusis, onde fica cuidando do filho do rei Céleo, chamado Demofonte. Ao entrar no palácio, sentou num banco, cobrindo o rosto com véu, até Iambe, uma criada, a fazer rir com gracejos. Para ela, Deméter pediu uma bebida preparada com cevada, o kykeón.
Todos os dias, Deméter esfregava ambrósia em Demofonte, além de colocá-lo no fogo a noite, com a intenção de fazê-lo se parecer como um deus. Se propõe a hipótese de que essa atitude da deusa, de transformar o menino em um ser imortal, pudesse ser um sentimento de substituição pela carência da filha. A mãe do menino, Metanira, descobre e se lamenta, fazendo com que a deusa, decepcionada, desista do seu trabalho, revelando-se como deusa. Com essa interrupção, o ritual não poderia ser continuado, pois havia uma separação entre os dois mundos, o dos deuses e dos mortais, ao qual um leigo que entrasse em contato com o sagrado transgrediria as regras, desrespeitando a vontade dos deuses, ou no caso da própria Deméter. Por essa transgressão, Metanira estava se contaminando, descumprindo com sua obrigação diante dos deuses.
Com a intenção de ensinar aos homens o seu rito, Deméter pede que lhe seja dedicado um templo. Com o término da construção, a deusa se recolhe no interior do santuário, e por sua decepção com todos, manda uma grande seca a Terra. Zeus implora para que Deméter volte ao Olimpo, e como há recusa, pede para Hades que devolva a filha da deusa. Hades concede o pedido, porém arruma uma maneira de fazer Perséfone voltar todos os anos: a faz comer uma semente de romã, pela qual se acreditava que não se podia comer no Mundo Subterrâneo. Desta forma, Perséfone ficaria um terço do ano com Hades e dois terços com Deméter. Quando ocorre o reencontro de mãe e filha, os campos florescem e as árvores dão frutos. Antes de voltar ao Olimpo com a filha, Deméter ensina Triptólemo, o primeiro iniciado, que passa adiante os Mistérios, encerrando o mito. Com a volta de Perséfone a tríade está completa: os Mistérios de Elêusis estão instituídos.

#### Mýesis: A cerimônia de iniciação
Depois de, pelo menos, um ano de experiências ascéticas nos Mistérios, o indivíduo poderia chegar ao máximo do grau de iniciação, que era chamado de “Epoptia”. De início, os objetos sagrados saiam de Elêusis até Atenas para a procissão. No dia 15, ouviam a “proclamação” do hierofante, para a exclusão dos indignos. No dia seguinte havia a purificação no porto de Kantaros, na cidade de Pireu, onde os iniciantes se lavavam junto a seus porcos. O porco era o animal dedicado à Deméter, sendo que seu sacrifício significava o desaparecimento de Perséfone no interior da terra.
A saída se dava de Atenas até Elêusis, uma caminhada de mais de 30 quilômetros, onde os objetos sagrados iam à frente. Na fronteira entre as regiões, os participantes eram interrompidos por figuras mascaradas, que por meio de uma peça, zombavam do ritual.
Ao pôr-do-sol, os iniciados eram levados até o Telestério, salão dos iniciados dentro do templo de Elêusis, onde ficavam reclusos com os sacerdotes e sacerdotisas para o ritual. Nesse lugar ficava o hierofante com seus objetos sagrados em exposição. No local entravam os próprios iniciantes, ou mýstes; acompanhados por seus mistagogos, que os escoltavam até o santuário; e os epóptai, espectadores, que lá estavam pela segunda vez, ao menos. Lá pronunciavam o sýntema, palavras de uma fórmula que representava o entendimento do iniciado aos requisitos cerimoniais. Esse pronunciamento fornece nomes de objetos sagrados que eram manipulados durante o culto. É possível que entre os objetos sagrados estariam o pilão e almofariz, além de kykeón. Durante a celebração, os iniciantes eram proibidos de ver certas coisas, que só os mistagogos e os espectadores viam.
Depois os participantes iam ao mégaron, uma grande sala no interior do templo, onde assistiam uma peça representativa do mito de Perséfone, que continha ainda cenas do casamento de Zeus e Deméter, além de uma cerimônia com uma fogueira e uma espiga de milho. Nessa última parte do ritual, a representação do milho poderia significar a união espiritual entre os iniciantes e Deméter, além da renovação da fecundidade. O certo é que representava a figura de uma criança, de acordo com o mito, onde Deméter lançava o filho do rei de Elêusis na fogueira, numa espécie de divinização da criança, numa busca pela imortalidade dela. O hierofante, enfim, corta a espiga ao meio, representando a castração, onde contém a nova vida.
O festival continua com danças, sacrifício de um touro e um grande banquete. Por fim, com o derramamento de duas vasilhas, os iniciantes cantavam uma rima mágica, onde olhavam para o céu e gritavam “chove”; e para a terra, aos gritos de “recebe”. Esse último ritual, realizado no Campo Rhário, significava, segundo o mito, o nascimento do primeiro cereal.

### Mistérios da Samotrácia

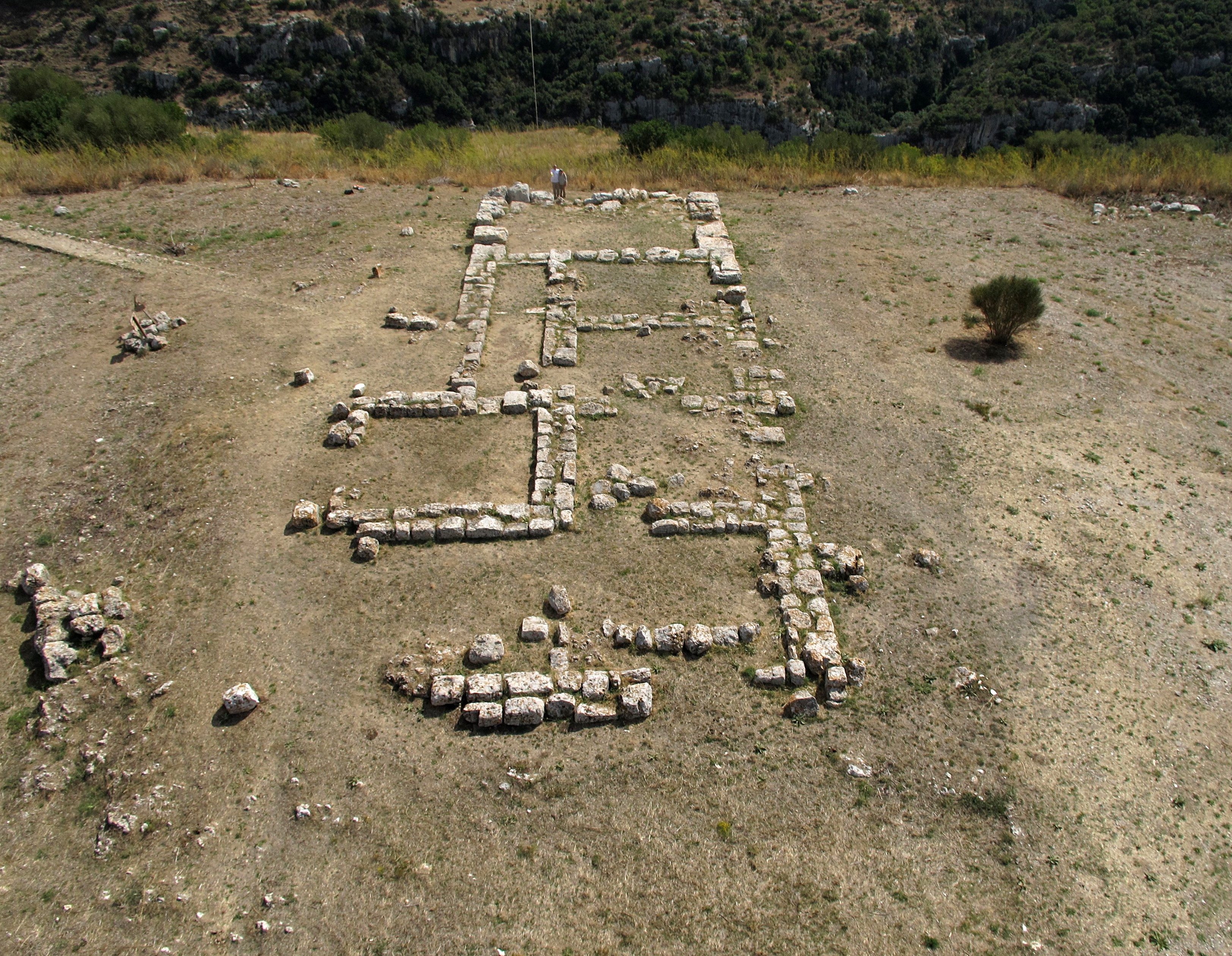
Anaktoron, pátio utilizado para os rituais de iniciação

Os mistérios da Samotrácia é uma das principais religiões de mistério do período clássico junto ao culto de Elêusis. Tinha como base o Santuário dos Grandes Deuses, localizado na Ilha de Samotrácia, no mar Egeu, a poucos quilômetros da costa da Turquia e da Grécia.
Grande parte do que se sabe sobre os mistérios da Samotrácia se deve às várias escavações de um sítio arqueológico na Ilha, que desvendaram, pouco a pouco, objetos e ruínas de um santuário. Em 1953, as escavações revelaram grande parte das ruínas do Santuário dos Grandes Deuses e, entre elas, o Anaktoron, pátio utilizado para os rituais de iniciação.
Nem todos os deuses samotrácios são conhecidos. Entretanto, nos sítios arqueológicos do santuário foram encontrados dois bustos de argila. Estudiosos acreditam que um deles representaria Axioquerso, identificado por escritores gregos como Hades. Quanto à outra imagem, seria de sua esposa Axiokersa, identificada como Perséfone. Encontrou-se também outro busto de argila de uma figura feminina usando um véu, que seria de uma iniciada ao culto.
Uma característica bastante peculiar dos mistérios da Samotrácia é a sua acessibilidade. Para ser iniciado nos mistérios a única exigência era a peregrinação ao Santuário da ilha, onde aconteciam os rituais de iniciação e festivais. Escravos, homens comuns, escravos libertos, e até mesmo reis, poderiam ser iniciados no culto de igual maneira, independente da classe social ou condições financeiras. O principal benefício da prática do culto seria a felicidade na vida após a morte.
Haveria ao menos dois estágios de iniciação nos mistérios da Samotrácia. O primeiro deles seria o estágio de mystae e o segundo, o epoptai. Em algum momento, haveria a purificação inicial e a confissão de pecados. Passando por todo o processo, o iniciado tornar-se-ia theoroi, uma espécie de embaixador sagrado da religião.
Pouco se sabe sobre os rituais, mas as escavações da Universidade de Nova York encontraram e revelaram as ruínas do que seriam as instalações de um ritual de iniciação. Duas pedras polidas dispostas ao redor de uma terceira pedra com um buraco central onde seriam colocadas uma tocha ou um candelabro. As pedras seriam plataformas para “juramentos de fidelidade ou promessas de segredo”, assim como em outras cerimônias documentadas no período clássico. Como é sabido que poucos dos iniciados atingiam o estágio Theoroi, assume-se que essas cerimônias não seriam apenas rituais, mas também julgamentos ou uma espécie de evento de seleção. Acredita-se, também, que os rituais possuíam símbolos de iniciação, como os anéis de ferro encontrados nas ruínas do santuário.

### Mistérios Órficos

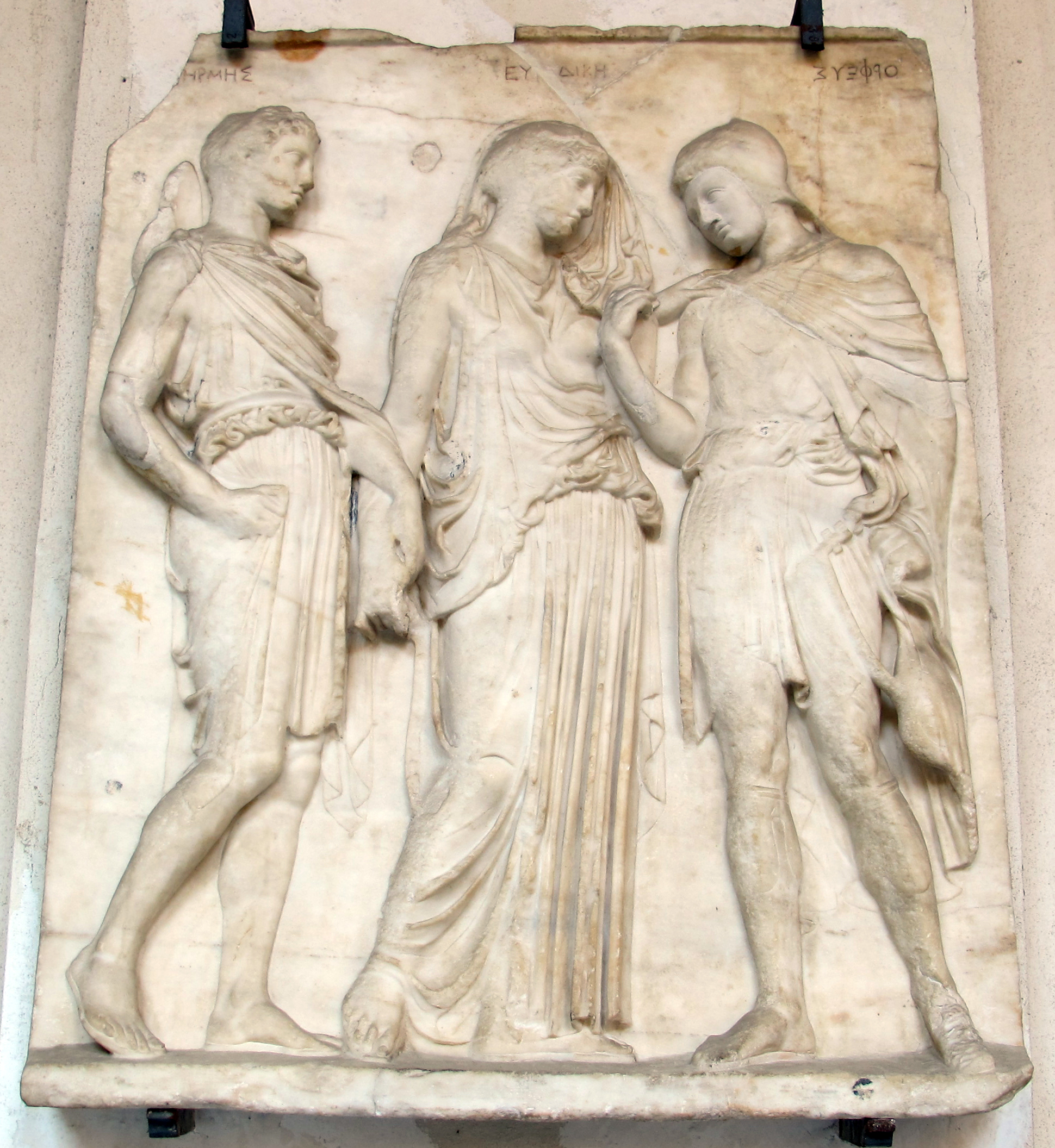
Relevo com Orfeu, Eurídice e Hermes

Os mistérios órficos nasceram da associação de crenças já existentes na Grécia antiga com a figura de Orfeu, filho da musa Calíope e Apolo ou, em algumas versões do mito, com Éagro, rei da Trácia. Orfeu fora presenteado com uma lira por Apolo e dedicou-se à música, encantando qualquer ser que o escutasse. Seu maior esplendor foi o casamento com a ninfa Eurídice, que morre mordida por uma serpente. Orfeu, inconformado com a morte de sua amada, viaja  até o inferno para resgatá-la, mas não consegue realizar seu objetivo, pois descumpre o acordo feito com Hades.
Em razão dessa sua viagem ao Inferno, Orfeu se torna possuidor dos conhecimentos do mundo inferior e trabalha para acabar com o ciclo de reencarnações, purificando os seres. Quando a alma não era liberta, esta iria para um novo corpo, melhor ou pior que o anterior, dependendo das boas e más ações que o indivíduo realizara durante sua vida. Alguns autores, inclusive, acreditam que o Inferno é uma invenção órfica, o local de passagem para onde as almas iriam quando não purificadas, até o período de voltar a uma nova reencarnação.
O orfismo possuía, como todos os mistérios, um ritual de iniciação e a necessidade entre os iniciados de jurar segredo sobre suas práticas. Já existia durante a época Clássica. Contudo, possuiu maior notoriedade no período helenístico. A morte de Orfeu possui várias versões, sendo que em uma destas se assemelha à morte do deus Dioniso, pois é devorado por mulheres — Dioniso é devorado pelos Titãs — que após o “banquete” tem sua alma libertada das reencarnações.
Até a década de 1950, havia diversas oposições sobre a existência do orfismo — principalmente em relação às épocas Arcaica e Clássica — que se depararam com a devida comprovação, durante o século XX, de achados de plaquetas e documentos escritos, como o Papiro de Derveni, que foram datadas do século VIII a.C. ao século V a.C..
Outras documentações importantes sobre o orfismo são os poemas atribuídos a Orfeu por autores que escondiam sua verdadeira identificação com a intenção de dar maior significância às práticas órficas. Diferente de outros mistérios, o Orfismo possui relatos de seus costumes e crenças predominantemente em material escrito, fator que possibilitou uma maior interação desta prática com a filosofia grega.
O orfismo propunha um sistema de crenças diverso do tradicional proposto por Hesíodo, que construía o imaginário coletivo da Grécia antiga. Em vez de pensar que o mundo se iniciava do Caos e seria regido por Zeus, como posto na Teogonia, os mistérios órficos exaltavam Zagreu, o primeiro Dioniso, popularmente conhecido como deus do vinho, que representa a tendência do ser humano entre o bem e o mal. O lado bom é a alma — o lado de Dioniso — e o lado mal é o corpo, proveniente de seus inimigos. Entre eles, os titãs, que provocaram a morte de Dioniso e se encontravam no centro de oposição da mitologia grega.
Orfeu também possuía certas crenças particulares, decorrente das duas religiões mais influentes na Grécia: a de Deméter e a de Apolo. A crença em Apolo era vista como oficial e possuía um caráter cívico, enquanto a de Deméter era considerada um mistério.
Devido à mistura entre a crença de Apolo e a de Dioniso, havia na Grécia duas religiões que envolvem o deus do vinho: o Dionisismo e o Orfismo. A primeira era pública e suas festas tomaram grande proporção em Atenas. Já a segunda era secreta. Outra diferença marcante era que no Orfismo o contato com os deuses era desnecessário, pois cada ser já possuía em si uma parte sagrada, enquanto no Dionisismo aconteciam sacrifícios de animais, pois se acreditava que aqueles que comiam sua carne crua poderiam comunicar-se com os deuses.
Em suma, as práticas órficas eram ensinadas pelos orfeotelestaí, peregrinos que viviam percorrendo diversas cidades e realizando os preceitos órficos. Um deles era a aceitação do vegetarianismo, opondo-se à significação de que o sacrifício trazia: a submissão e inferioridade dos homens perante os deuses. Além disso, o orfismo propunha que o divino estava presente no homem e que este poderia alcançar a imortalidade através da alma.
Alguns filósofos posteriores foram influenciados pelo Orfismo, como os Pitagóricos e Platão. Quanto a este último, há estudos mais detalhados sobre até onde o orfismo teve parte na criação do mito da caverna, envolvendo a relação da libertação da mente de suas prisões e a introdução da concepção de alma.

### Mistérios dionisíacos

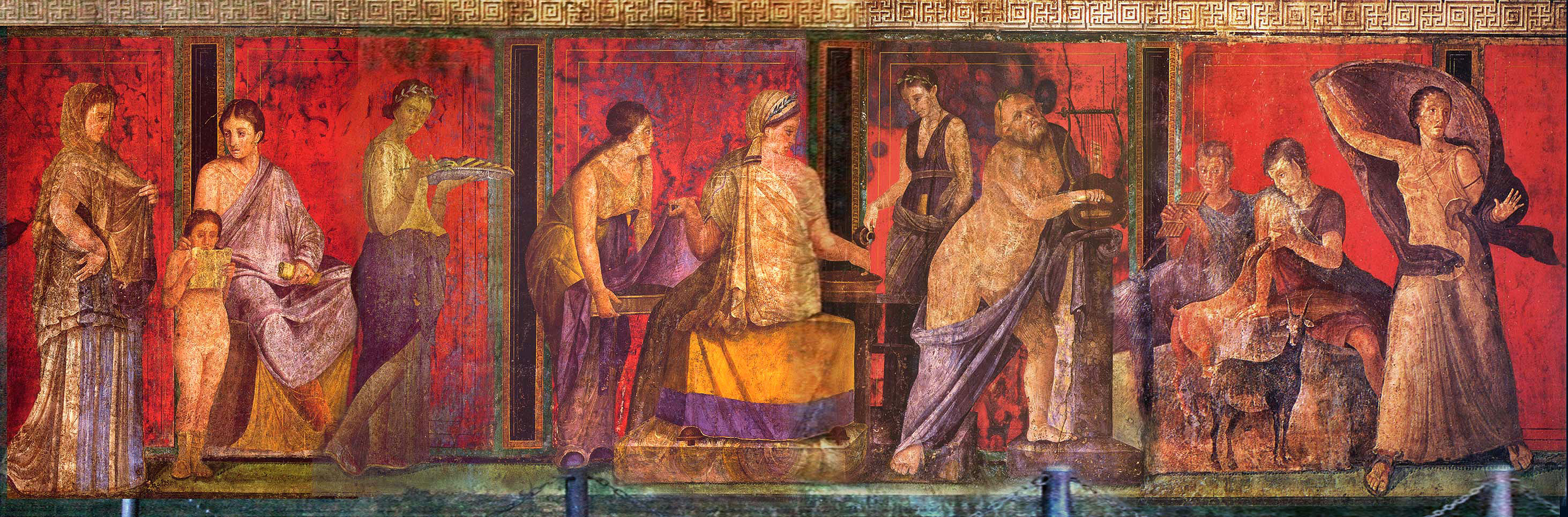
Cena de celebração dos mistérios dionísicos em afresco na Vila dos Mistérios, Pompéia

Mistérios dionisíacos — ou culto a Dioniso —, correspondem a um conjunto de ritos religiosos dedicados a Dioniso. Há autores que defendem que os Mistérios seriam ritos de comemoração a aventuras dos deuses e que expressariam uma crença de união entre homens, animais e natureza.
Dioniso é considerado o deus do êxtase, do vinho — o próprio nome Dionísio significaria “lorde do vinho”  — , do renascimento, da manía, da loucura divina e da fertilidade. Os cultos dionisíacos eram parte da religião cívica e eram celebradas periodicamente conforme o calendário sagrado.
Pouco se sabe sobre os Mistérios Dionisíacos, mas os poucos registros datam do período helenístico e romano. Em razão da continuidade observada entre os Mistérios, há autores que supõem um grau de sequência entre os Mistérios do período clássico e entre os posteriores. Há defesa de que a prática Dioniso teria estabelecido seus Mistérios em Tebas. O deus se apossaria dos fiéis por meio do transe coletivo, um ritual praticado por seus tíasos, como uma revelação epifânica do mundo, que constituiria a experiência do estranho sobrenatural — opostamente ao culto oficial — por meio de uma peça.
Acredita-se que ocorriam em palcos, que se associaria à cura de Asclépio e que envolviam encenações de tragédias associadas a um estado de embriaguez em busca de um reencontro emocional do indivíduo consigo e de uma experiência extasiada com o mundo. Há também uma conexão de crenças e rituais entre os Mistérios Dionisíacos e os Mistérios Órficos, mas estes não se associaram a nenhum santuário público. A prática ritualística envolveria rituais de iniciação e conhecimentos místicos imprecisamente conhecidos. Relatos dão conta que o festival Haloa seria celebrado exclusivamente em honra a Dioniso e incluiria oferendas de alimentos e bebidas, características de fertilidade. Alguns autores acreditam que esse festival teria derivado de uma cultura agrária arcaica.
Há histórias sobre Dioniso que se repetem em diferentes culturas — o que indica familiaridade na origem. Destaca-se o relato órfico no qual a oposição dos Titãs às regras de Dioniso teria gerado forte violência e conflito, que terminou com o despedaçamento do corpo de Dioniso. Posteriormente, suas partes teriam sido reorganizadas e enterradas em Delphi. A prática dos Mistérios Dionisíacos garantiria aos iniciados um destino feliz após a morte. Há argumentos de que envolveria sacrifícios, todavia, a interpretação mais adequada parece descrever uma experiência espiritual no submundo pelo iniciado.

#### As Bacantes de Eurípides e a representação dos mistérios

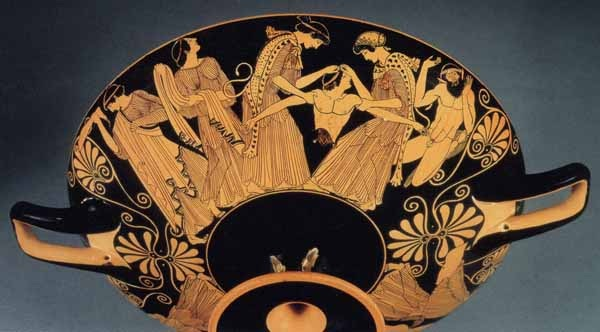
Penteu sendo dilacerado pelas bacantes

As Bacantes de Eurípides é uma peça teatral que aborda a dualidade do deus Dioniso, que se expressa pelos delírios que levam à felicidade ou ao declínio, caracterizado pela loucura.
Dioniso é um deus estrangeiro, que chega a cidade de Tebas comunicando as pessoas de sua divindade. Entretanto, tal característica não é aceita pelo rei Penteu. Para contrariar o rei, Dioniso seduz com seu poder subversivo as mulheres da cidade.
É apenas a exuberância do menadismo que irá convencer o rei dos poderes dionisíacos. Como castigo pela negação de sua filiação a Zeus, Dioniso amaldiçoa Penteu com características femininas, associando-o às Bacantes e ridicularizando-o diante do povo. E para mostrar a parte obscura de Dioniso, relata-se a possessão de Penteu, que se torna fisicamente dissolúvel, ou seja, que padece a morte.
A Bacantes — também chamadas Mênades ou Tíades — eram quem representava a cidade de Atenas no monte Parnaso, onde acontecia, a cada três anos, o culto ao deus Dioniso. Por meio de seu poder diante o embaralhamento de conceitos opostos, como homem e mulher, jovem e velho, entre outros exemplos; Dioniso faz com que essa influência chegue ao limite quando expõe as Mênades sobre seu domínio, fazendo-as sentir o desprendimento da vida humana, o delírio de um deus, enquanto este incorpora o ser, inspirando-lhe a alma.
Típicas de um ambiente urbano, quando se encontram fora dele as Mênades adotam características animalescas, como brincar com animais peçonhentos, alimentar seres que não são de sua espécie e perseguir, dilacerar e devorar outros animais. Essa característica de não possuir nenhum elemento norteador além dos sentidos naturais do ser, faz com que exista uma visão dupla sobre o comportamento das bacantes perante as demais pessoas que possuem o conhecimento do culto. Para os fiéis a crença dionisíaca, o desprendimento da vida terrena trazia um espírito de paz e comunhão. Porém, àqueles que se oponham ao deus, consideravam seu efeito sobre as bacantes como um grande terror, selvagem e descontrolado, que não traria benefícios à sociedade.

## Adivinhação e Oráculos
A religião na Grécia arcaica e clássica teve papel relevante no cotidiano das pólis, mas é preciso, inicialmente, esquecer o modelo religioso contemporâneo que busca em uma igreja — ou livro — o perdão e a salvação pessoal na passagem para a outra vida. Os gregos não idolatravam ou seguiam nenhum profeta ou messias. Não havia organização sacerdotal centralizada, livros sagrados, imposição de conjunto de crenças uniformes e determinadas e de caráter dogmático.
Nota-se que uma das principais características da religião grega era a liberdade e a tolerância de compreensão, mas, apesar dessa liberdade de pensar e interpretar a religião — assim como em outros povos —, os gregos buscavam nos deuses e em suas potências, a explicação para fatos e acontecimentos que não podiam, racionalmente, explicar.
Para os gregos, homens e deuses eram filhos da terra e possuíam, além das feições, comportamentos, ações, qualidades e defeitos humanos. A imortalidade e o poder de conhecer as respostas para as quais os humanos possuíam questionamentos eram o que diferenciava os deuses dos humanos. Esse poder que os deuses detêm faz com que os homens se remetam a eles por diversos motivos, transformando-os em seus melhores conselheiros.
Além de orações, os gregos davam grande importância às adivinhações. Acreditavam que os deuses manifestavam o futuro e profetizavam acontecimentos deliberadamente por meio de sonhos, sinais e presságios. Nas interpretações religiosas das culturas antigas, os sinais são vistos como enviados pelos deuses para fornecer orientações e instruções aos seres humanos.
Os oráculos são instituições de culto constituídas por três elementos básicos, quais sejam: um deus inspirador, um sacerdote — que transmite o pensamento da divindade — e um lugar específico — espécie de santuário — para que sejam feitas as revelações. Os gregos denominavam de chrestérion ou mantêion os lugares onde os deuses aconselhavam os seres humanos de oraculum.
Não havia restrição quanto ao teor das perguntas. Alguns procuravam o oráculo por questões particulares e outros, como emissários oficiais — theoprópoi. Os consulentes precisavam passar por rituais de purificação e oferecer sacrifícios para terem direito à consulta. Havia vários oráculos espalhados pela Grécia e a maioria eram ligados a Zeus e Apolo, como o oráculo de Delfos. Os oráculos, via de regra, pertenciam às famílias sacerdotais, clãs antigos e dotados de grandes riquezas, em parte vindas do próprio oráculo, pois possuíam o dízimo de tudo que era ofertado.

### Oráculo de Delfos

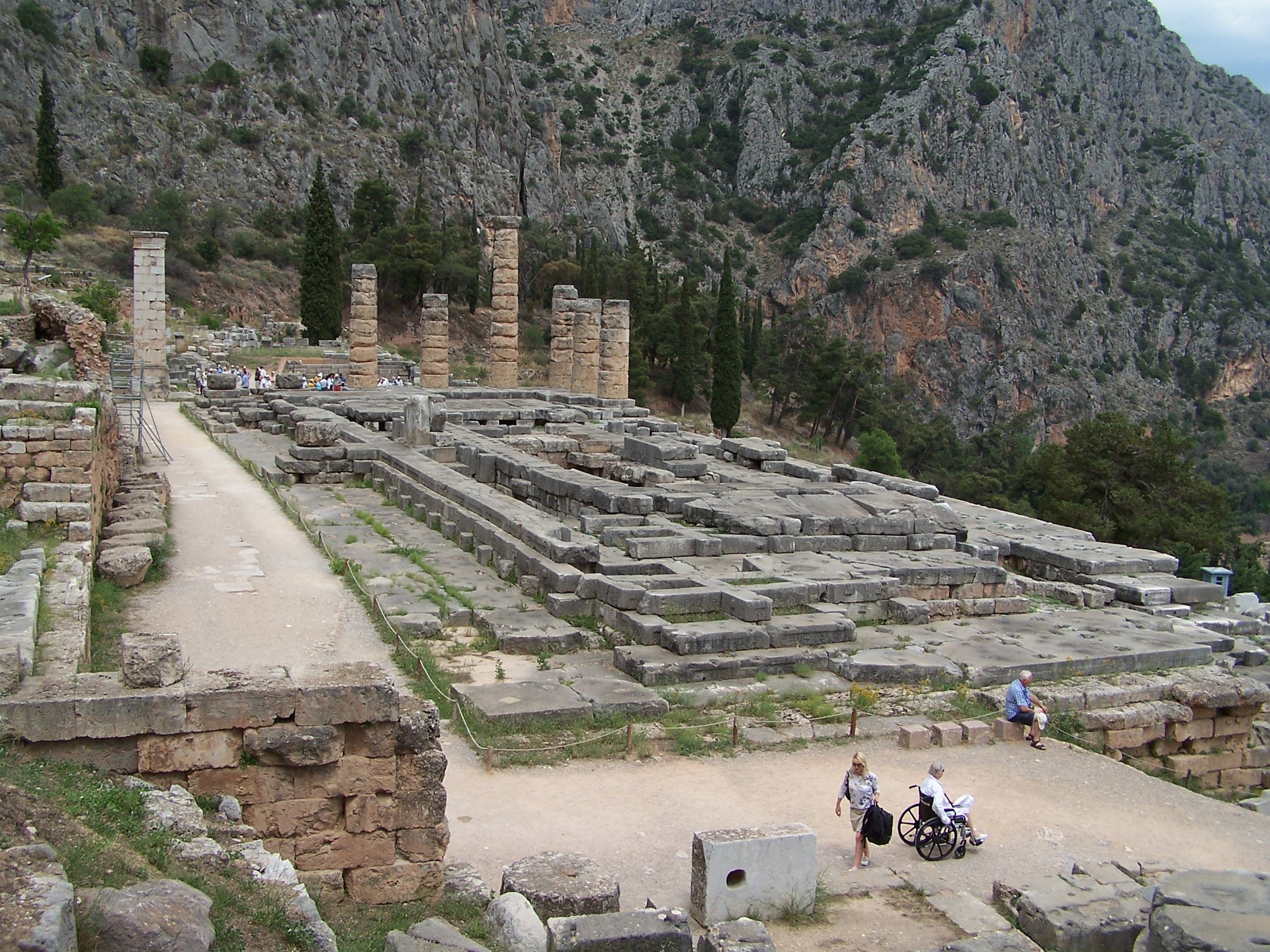
Panorama do Templo de Apolo, em Delfos

O surgimento do Templo de Apolo, localizado no sopé de Monte Parnas, possui sua história envolta pela própria mitologia que ele alimentou. Uma das versões mitológicas do nascimento do santuário conta que o local era protegido por Píton, deus cobra-dragão, derrotado por Apolo. Por ter derrotado um deus, Apolo, foi punido e banido do Olimpo por nove anos e após o cumprimento da punição, voltou ao local sob a forma de delfim, que teria originado o nome Delfi ou Delfoi, e criou um templo para culto da própria personalidade e de seus feitos. Ao local, Apolo, chamou de Templo de Píton e às sacerdotisas de pítias — pitonisas.
O oráculo de Delfos, ligado à família dos Tráquidas e dedicado ao deus Apolo, foi o mais importante da Antiguidade e destacou-se entre 700 e 450 a.C. Delfos é o oráculo sobre o qual se tem mais conhecimento. Em relação às consultas, inicialmente, eram realizadas uma vez por ano. Porém, o sucesso alcançado pelo oráculo de Delfos fez com que os encontros passassem a ser realizados de forma mais regular, não havendo um consenso sobre quais as datas específicas em que as consulta ocorriam.
Para alguns autores, os oráculos, o que inclui Delfos, possuem duas formas de dar uma resposta; uma escrita e detalhada, mais cara e que necessitava de oferenda de carneiros e cabritos para sacrifício; outra curta e barata, em que o consulente — aleatoriamente — escolhe um feijão que significa o “sim” para sua pergunta ou outro, que significa o “não”. Embora possuíssem preços diferentes, o valor das respostas não variava muito por causa do método.
Devido à sua fama, Delfos chegou a contar com o atendimento de três pítias, simultaneamente. Em Delfos, a pítia era uma mulher que se estava à serviço da divindade, de forma vitalícia e que, após um ritual específico, sentava-se sobre uma abertura redonda em forma de poço tapado, onde se encontra o trípode, e entrava em transe para transmitir os conselhos do deus. Sob o trípode ou tripé saiam gases, tomados como fumaça do cadáver do deus cobra dragão Píton, derrotado por Apolo e enterrado ali.
Em outra obra colhe a informação de que as pitonisas “eram virgens reclusas” e com vida curta, devido a inalação de gases de rochas vulcânicas — substâncias tóxicas — para que alcançassem o transe necessário para transmitir as mensagens do deus.

### Oráculo de Dodona
Os primeiros vestígios encontrados relacionados à atividade oracular remetem ao século VII a.C. e sugerem a existência de um suposto santuário a Gaia — conhecida como Dione —, mas que fora esquecido antes do Período Arcaico. O Oráculo de Dodona corresponde, dessa forma, ao santuário mais antigo de que se tem conhecimento.
O Oráculo de Dodona pertencia a Zeus e ficava localizado em Dodona, no Epiro. Não há certeza se sua origem vem de um assentamento, de um santuário a uma árvore ou de um oráculo propriamente. Para Heródoto, o Oráculo de Dodona seria o mais antigo da Grécia e teria origem no Egito ou no período dos Pelasgos.
Contam as profetisas de Dodona que os habitantes construíram o oráculo em obediência à mensagem de uma pomba negra, que teria pousado em um carvalho e falado, com voz humana, que naquele local deveria haver o oráculo de Zeus.
Para Heródoto, seria um relato das sacerdotisas em que, no qual a pomba dessa história seria uma sacerdotisa egípcia de Tebas supostamente raptada por fenícios e vendida a Dodona que, por ser bárbara e por falar uma língua estranha, teria recebido essa designação pela população. Segundo relatos, os egípcios teriam buscado as sacerdotisas, mas sem sucesso.

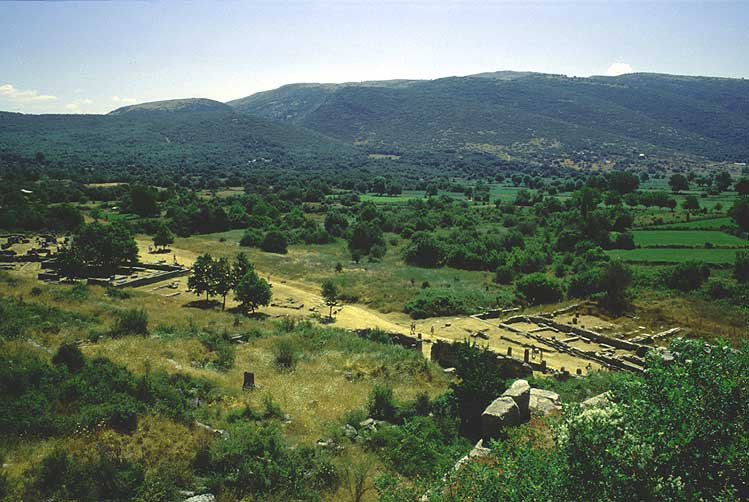
Ruínas do santuário de Dodona

A presença feminina no Oráculo de Dodona como sacerdotisa é um aspecto importante da religião na Grécia Antiga e, acredita-se, teve origem no Egito. Ao descrevê-lo, Heródoto apresenta uma união entre a função ritualística com a  função particular da linguagem feminina em uma espécie de diálogo ritualístico.
Há relatos de que a linguagem dessas mulheres não era entendida pelos homens. Outros autores argumentam, no entanto, que não se tratava de um idioma completo, mas a expressão de se falar em línguas, um hábito conhecido entre cristãos. Esse comportamento linguístico foi atribuído às mulheres de Dodona e representaria uma oposição entre o sacro e o profano; o masculino e o feminino; o grego e o estrangeiro.
O oráculo seria, por volta do século VIII a.C., um santuário dedicado a Zeus com um carvalho considerado sagrado e possivelmente rodeado de trípodes de bronze. Por outro lado, alguns autores ressaltam a singularidade desse santuário de não dispor de construções para a realização do culto. O primeiro templo dedicado a Zeus data do século V a.C. e os demais datam do século IV a.C. e incluem um buleutério, um pritaneu — local de convivência dos sacerdotes —, uma acrópole, um estádio e um teatro de 18 000 lugares, um dos maiores da Grécia à época.
A localização original do carvalho é conhecida e sugere que, em razão de a espécie — Quercus trojana  — não viver mais de 700 anos, é provável que a árvore tenha sido reposta ao longo do tempo. O local passou por saques e ataques, mas se manteve até 391 d.C., quando Teodósio decretou seu fechamento e somente a partir de 1875 foi revista por meio de escavações.
No santuário, os desejos e vontades do deus eram interpretadas pelos sacerdotes locais, que respondiam a perguntas feitas, no século VI a.C., por meio de placas de chumbo. Na obra Odisseia há menções sobre as consultas oraculares. As revelações ocorriam pela interpretação do voo dos pássaros, do ruído de uma fonte supostamente milagrosa e do som das folhas dos carvalhos e gozavam de importância na predição do futuro.
Nas descrições de Heródoto, do século V a.C. o santuário do Oráculo de Dodona fora administrado por três sacerdotisas, ligados à família dos Hellas.
Segundo as fontes, a Pítia falava de maneira ininteligível quando em transe. O profeta deveria transmitir as suas palavras, como se fosse um tradutor da língua feminina, que é descrita como uma inspiração incapaz de ser compreendida sem a mediação masculina e dividem-se em dois tipos: contextos ritualísticos — lamentos fúnebres, coros de jovens mulheres — e não-ritualísticos, privados e públicos  — persuasão.

## Vida além-túmulo
A população indo-europeia grega, do período neolítico e da Idade do Bronze, acreditava que a vida não terminaria com a morte. Estudos mostram que possuíam zelo e cuidado com os mortos visíveis em ritos funerários bem delimitados. A partir desse comportamento, criou-se a visão de que, após a morte, a alma se libertava do corpo e prosseguia sua vida terrena em outro plano. Por isso, os mortos eram enterrados com seus bens mais preciosos e rotineiros: armas de guerra, suas riquezas e, muitas vezes, esposas e crianças eram sacrificadas para se inserirem neste conjunto.
Além disso, no período minoico, ao lado das práticas típicas do enterro, havia também o costume da prática da dança. Quanto ao cadáver, este poderia ser enterrado ou cremado. Neste último caso, os restos remanescentes do corpo incinerado eram colocados em urnas funerárias, que exerciam função tumular: a casa eterna dos mortos.
Na Grécia antiga, a sepultura era fundamental. Acreditava-se que aquele que não fosse enterrado seria condenado a diversos tipos de sofrimentos e destinado a assombrar os vivos pela terra.
Na noção religiosa da época, banquetes e festas públicas eram eventos que permitiam a comunhão entre os deuses e as pessoas vivas. Nos cultos de mistérios, quando uma pessoa deixava a vida, o corpo tinha de ser purificado para garantir a coexistência harmoniosa com as divindades.
Alguns estudiosos, apoiados na filosofia de Platão, afirmam que a verdade para os gregos se revelava a partir do momento que o corpo se livrava da necessidade material. A imortalidade seria uma prerrogativa dos deuses e a imortalidade do cadáver significaria a participação na existência divina.

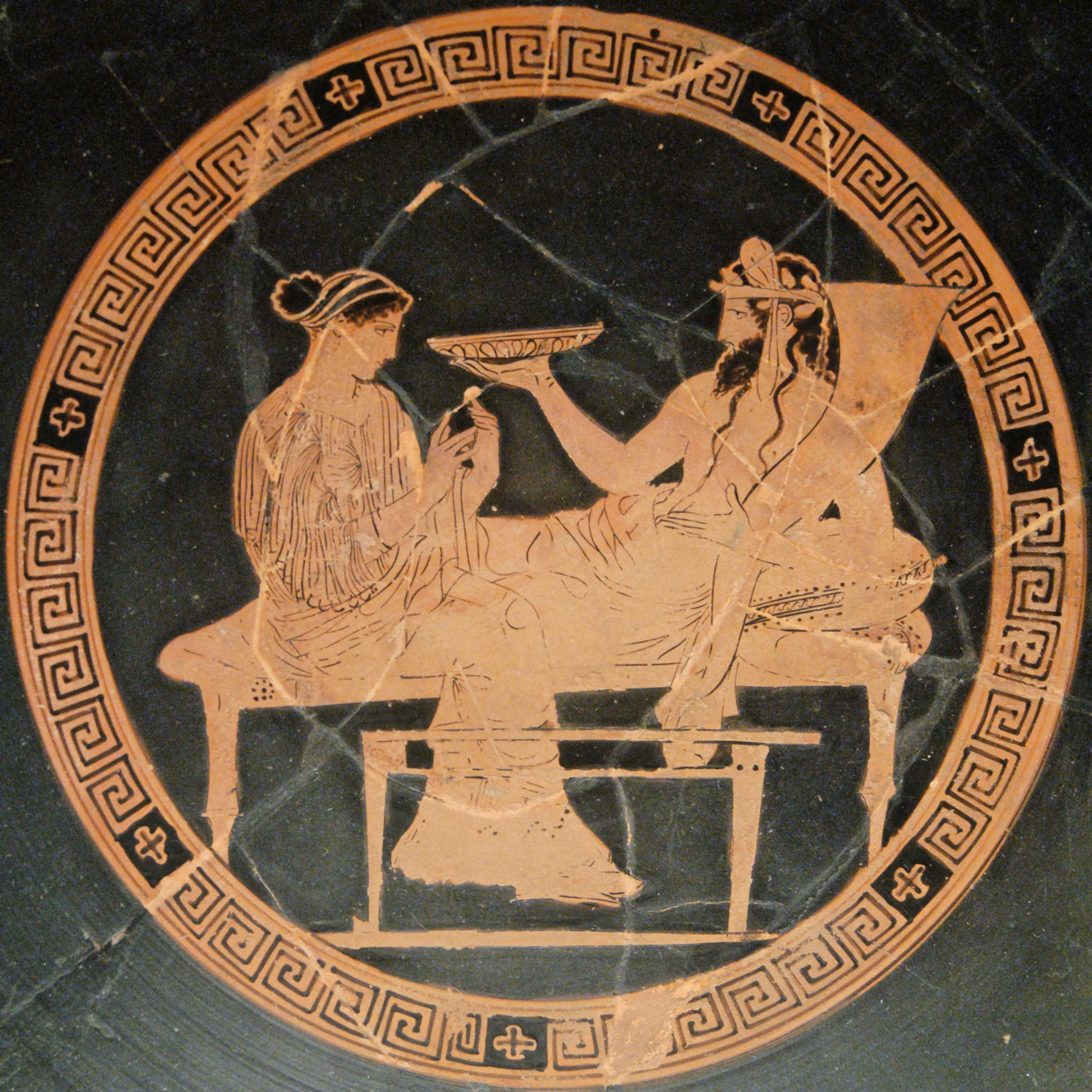
Pintura em vaso retratando Perséfone e Hades

Na época clássica, entre o século V a.C. e século IV a.C., acreditava-se que a alma do falecido chegava ao lado de baixo, onde Hades vivia com sua esposa Perséfone. O casal representava a morte — Hades — e a reencarnação — Perséfone —, as duas fases do destino humano. Perséfone viva no subsolo durante os meses de inverno e subia à superfície na primavera para se juntar a sua mãe Deméter, deusa da colheita.  A alma do morto, após ser liberada do corpo através do ritual de cremação, seria transportada ao submundo por Hermes. Depois do julgamento, as almas tomariam um destino específico de acordo com a conduta da pessoa em vida. As que não fossem virtuosas nem más iriam para a estrada que conduz ao Tártaro, lugar de punição. As boas almas iriam colher o bem realizado quando na Terra nos pomares de Elísio.
A etimologia de Elísio relaciona-se a “país das macieiras”. Trata-se de um jardim semelhante ao que os cristãos e muçulmanos consideram o paraíso. É governado por Crono e sua entrada está perto da fonte da lembrança. É um local feliz, sempre com luz do dia e nunca há frio. As pessoas que vivem lá podem escolher quanto tempo ficarão e há jogos e festas.
Em um dado momento após a morte, as almas eram chamadas a beber de uma fonte, que poderia ser a do esquecimento ou da recordação. Acredita-se que as pessoas que bebiam na fonte do esquecimento, aquelas de conduta não virtuosa, viveriam, na vida celestial, com poucas memórias de sua vida terrestre. Essas memórias eram apenas as não baseadas em condutas egoístas. De outro lado, aqueles que se portaram de forma nobre e altruísta quando vivos beberiam da fonte da recordação da vida, teriam, na vida celestial, uma grande memória da experiência terrestre.

### A noção de psiquê
O conceito de Psiquê teve grandes transformações desde Homero até o entendimento pré-socrático. É difícil ter uma visão completa sobre a temática, pois os conceitos mudam ao longo do tempo seguindo a historicidade própria de capa época.
Psiquê é compreendida como uma pluralidade de significados. Homero, por exemplo, não compreende a Psykhé como parte do homem, ao contrário de Platão, mas como algo que se soma a ele. Acreditava, além disso, na ideia de pós-morte ligada a Hades. Em comum, no entanto, de Homero a Aristófanes, é a referência de psiquê como ligada à ideia de sombra. Na concepção grega, portanto, o termo que melhor traduz para o português a palavra grega Psiquê é sombra apesar de ser mais comum vermos traduzida como alma.
Para Platão, a alma é o lugar em que o conhecimento do indivíduo é armazenado. De acordo com seu pensamento, as almas viajariam em presença umas das outras, seriam purificadas, e logo após, escolheriam um novo rumo a seguir. Os deuses não são responsáveis pelas escolhas humanas. O homem é responsável por sua própria trajetória. Em sua obra A República, Platão diz-nos que os deuses nunca são a origem dos males, são os homens que ultrapassam os limites do equilíbrio de seu próprio destino. Assim, para Platão, a psyché é o movimento, a transformação contínua e rotativa do conhecimento. Esta é imortal e divina.

### Teses, dissertações e monografias
- DUARTE, Cláudio Walter Gomez (2015). “Elegância” e “sutileza” na concepção dos templos dóricos gregos (sécs V-II a. C.). (Dissertação). São Paulo: Universidade de São Paulo
- DUARTE, Cláudio Walter Gomez (2010). Geometria e aritmética na concepção dos templos dóricos gregos. (Dissertação). São Paulo: Universidade de São Paulo
- FRANCISCO, Gilberto da Silva (2012). Panatenaicas: tradição, permanência e derivação. (Tese). São Paulo: Universidade de São Paulo
- GABRECHT, Ana Penha (2006). O Poder e o Sagrado na Sociedade das Trevas: A configuração simbólica da realeza homérica. (Dissertação). Vitória: Universidade Federal do Espírito Santo
- HECKO, Leandro (2006). O sagrado na paisagem em Heródoto. (PDF) (Dissertação). Porto Alegre: Universidade Federal do Rio Grande do Sul
- LEMOS, Gláucia Gajardoni de (2016). Formas políticas e urbanismo grego: a arquitetura monumental como representação do poder entre os séculos VI e IV a.C. (Dissertação). São Paulo: Universidade de São Paulo
- MACIEL, Ananda Maria (2015). Da energia estético-formativa do canto e da poesia na Grécia Antiga. (PDF) (Dissertação). Florianópolis: Universidade Federal de Santa Catarina
- MARTINS, Camilla Miranda (2014). A iconografia dos vasos panatenaicos de Atenas: Entre 566 e 320 a.C. (Dissertação). Curitiba: Universidade Federal do Paraná
- MELO, Luiz Fernando Bandeira (2012). A noção de Religiosidade em Sócrates segundo alguns registros de Platão e Xenofonte. (Monografia). Coimbra: Faculdade de Letras da Universidade de Coimbra
- Monterrubio, Marina Fernández (2014). Testimonios de divinidades no griegas en las inscripciones micénicas. (PDF) (Monografia). Barcelona: Universidad Autónoma de Barcelona
- PEREIRA, Daniela Nunes Pego; ARAÚJO, Gabriel da Silva (2013). Religião e política: Alexandre, o grande e sua legitimação religiosa no Egito sob o olhar da iconografia monetária. (Monografia). São Paulo: Universidade de Santo Amaro
- ROCHA, Alexandro Santos da (2007). A formação do homem grego na perspectiva da trilogia tebana de Sófocles. (PDF) (Dissertação). Maringá: Universidade Estadual de Maringá
- Ruppenthal Neto, Willibaldo (2014). A Psykhé entre os gregos: Do mito Homérico às concepções pré-Socráticas. (Monografia). Curitiba: Universidade Federal do Paraná
- SILVA, Mário Alves de Araújo (1995). Hierós: O Sagrado a Grécia. (Dissertação). Campinas: Universidade Estadual de Campinas

### Trabalhos apresentados em congressos
- ALBUQUERQUE, Mariana (2010). O Rapto de Perséfone, a busca de Deméter, o infortúnio de Demofonte e os Mistérios de Elêusis na Ática Arcaica. (PDF). I Congresso Internacional Religião, Mito e Magia no mundo antigo & IX Fórum de debates em História Antiga. Rio de Janeiro: Anais. p. 212-226

### Artigos científicos
- BARNABÉ, Alberto (1995). «Tendencias Recientes en el estudio del Orfismo.». Madrid. 'Ilu: Revista de ciencias de las religiones
- CEBRIÁN, Reyes Bertolín (2002). «El oráculo de Dodona y la lengua de las mujeres.» (PDF). Huelva. ARYS: Antigüedad, Religiones y Sociedades. 5: 31-38[ligação inativa]
- DOSUNA, Julián Víctor Méndez (2008). «Novedades en el oráculo de Dodona: a propósito de una reciente monografía de Éric Lhote.». Valladolid. Minerva: Revista de filología clásica. 21 (1): 51-79
- FLORES, Macyr (2010). «Heródoto e a construção da História.». Rio Grande. Historiae. 1 (3): 9-16 OBS: Substitui, a partir de 1984, a Revista do Departamento de Biblioteconomia e História, publicada de 1978, vol. 1, n. 1, até o ano de 1983, vol. 4, n. 1-2, e dá continuidade à BIBLOS – Revista do Departamento de Biblioteconomia e História, publicada de 1985, vol. 1, n. único até o ano de 2009, v. 23, n. 2.. ISSN: 1519-8502.
- JARESKI, Krishnamurti (2007). «Os Paradoxos de Dioniso n'As Bacantes de Eurípides.». Vitória. Contexto. 14: 215-236
- LEHMANN, Karl (1954). «The mystery cult of Samothrace: excavations in 1953.». Archaeology. 7 (2): 91-95
- Leite, Priscilla Gontijo. (2014). «Os Processos de Impiedade contra os Filósofos na Atenas Clássica.». Alétheia: Revista de Estudos sobre Antiguidade e Medievo. 9 (1)
- Leite, Priscilla Gontijo. (2013). «Aspectos da religiosidade em Platão: eusébeia, asébeia, hósios e anósios.». Juiz de Fora. Ronai: Revista de estudos clássicos e tradutórios.: 1-6
- LIMA, Alexandre Carneiro Cerqueira (2003). «O Ritual da prostituição sagrada e a economia em Corinto Arcaica.». Rio de Janeiro. Phoînix (9): 15-24
- LIMA, Idelbrando Alves de (2014). «A manifestação do sagrado na narrativa épica da Teogonia.». Recife. Revista Eletrônica em Ciências da Religião. 10 (5): 223-232
- Maretto, Jacqueline Bergamini (2014). «Theòs Anaítios: um comentário sobre a Teodiceia de Platão à luz do Timeu.». Archai: Revista de Estudos sobre as Origens do Pensamento Ocidental. (12): 31-40
- MONEDERO, Adolfo J. Domínguez (2001). «Las Esclavas Sagradas de Afrodita.». Madrid. Arys (4): 111-140
- Neto, Ivan Vieira (2010). «A religião funerária na Grécia antiga: concepções a respeito da alma e da vida no além.». Alétheia: Revista de estudos sobre Antiguidade e Medievo. 1
- OLIVEIRA, Anselmo Carvalho (2004). «Orfismo, uma nova dimensão do homem grego.». Recife. Ágora Filosófica. 4 (2): 7-19
- PONTIN, Patrícia Boreggio do Valle (2009). «O Oráculo de Delfos e a Colonização Grega.». Cultura e Comunidade. 4 (5): 165-180
- PORTO, Vagner Carvalheiro (1999). «A Grécia antiga em revista.». São Paulo. Revista do Museu de Arqueologia e Museologia. (9): 282-287
- SANTOS, Fernando Brandão dos (2013). «O canto dos helenos: poesia e performance.». Clássica. 25 (1/2): 231-249
- SANTOS, Rita de Cássia Codá dos (2014). «Os mistérios órficos e eleusinos: seus significados e representações no mundo antigo.». Rio de Janeiro. Coletânea. 13 (26): 335-350
- SEAFORD, Richard (1982). «Dionysiac Drama and the Dionysiac Mysteries.». The Classical Quarterly. 31 (2): 252-275
- SILVA, Diogo dos Santos (2007). «A questão do sagrado no labirinto de Creta.». Rio de Janeiro. Revista Garrafa (131): 1-12
- SILVA, Eliane Moura da. «Entre religião, cultura e história: a escola italiana das religiões.» (PDF). Campinas. Revista de Ciências Humanas. 2 (11): 225-234
- SMOLKA, Neide Cupertino de Castro (1972). «O papel do oráculo na vida grega.». São Paulo. Língua e Literatura (1): 173-184
- Verlindo, Jorge (2002). «As cavernas sagradas de Creta: suas relações com a Grande Deusa mãe e com os aspectos xamânicos dos religiosidade minoica.». Caxias do Sul. Métis: História e Cultura. 2 (2): 229-260

### Livros
- Alexander, Timothy Jay (2007). Hellenismos Today. [S.l.]: Lulu press
- BRANDÃO, Junito de Souza (1997). Mitologia Grega (PDF). Petrópolis: Vozes. ISBN 8532600727
- BURKERT, Walter (1993). Religião grega na época clássica e arcaica. Lisboa: Fundação Calouste Gulbenkian. p. 638
- CASTIAJO, Isabel (2012). O teatro grego em contexto de representação. Coimbra: Cech. p. 148
- CHAUÍ, Marilena (2002). O Século de Péricles. Introdução à História da Filosofia. São Paulo: Cia das Letras. p. 136-177
- COSMOPOULOS, Michael B. (2003). Greek Mysteries: The Archaelogy and Ritual of Ancient Greek Secret Cults. London: Routledge. p. 289
- COSMOPOULOS, Michael B. (2015). Bronze Age Eleusis and the Origins of the Eleusinian Mysteries. Nova York: Cambridge University Press. p. 248
- DETIENNE, Marcel (2013). Mestres da verdade na Grécia Arcaica: como abertura de volta à boca da verdade. São Paulo: WMF Martins Fontes. p. 174. ISBN 9788578277086
- DIETERLE, Martina (2012). The Encyclopedia Of Ancient History. [S.l.]: John Wiley & Sons. p. 1-3
- DIMITROVA, Nora M. (2008). Theoroi and Initiates in Samothrace. Princeton: The American School Of Classical Studies At Athens
- DURVILLE, Henri (1991). Ciência Secreta. São Paulo: Pensamento. p. 264
- ELIADE, Mircea (1992). O sagrado e o profano: a essência das religiões. (PDF). São Paulo: Martins Fontes. p. 180. ISBN 85 336 0053 4. Consultado em 12 de novembro de 2017. Arquivado do original (PDF) em 13 de dezembro de 2016
- EYLER, Flavia Schlee (2014). História antiga: Grécia e Roma: A formação do Ocidente. Rio de Janeiro: PUC Rio. p. 232
- FARIA, Estela de Melo (2016). A perpetuação da divindade de Alexandre o Grande através dos textos. Rio de Janeiro: UFRJ. p. 15
- FINLEY, M.I. (1991). Aspectos da Antiguidade. São Paulo: Martins Fontes. p. 248
- FUNARI, Pedro Paulo (2001). Grécia e Roma. São Paulo: Contextos. p. 142
- FUNARI, Pedro Paulo (2009). As religiões que o mundo esqueceu: Como egípcios, gregos, celtas, astecas, e outros povos cultuavam seus deuses. (PDF). [S.l.]: Contexto. 245 páginas. Consultado em 21 de outubro de 2017
- GAZZINELLI, Gabriela Guimarães (2007). Fragmentos órficos. Belo Horizonte: UFMG. p. 117
- GHIRALDELLI JUNIOR, Paulo (2009). História Essencial da Filosofia. São Paulo: Universo dos Livros. p. 96
- GIORDANI, Mario Curtis (1972). Historia da Grécia 2 ed. Petrópolis: Vozes. 518 páginas
- GRILLO, J.G.C.; FUNARI, P.P.A. (2010). Antiguidade Clássica: Grécia. VENTURINI, R.L.B. (org). História Antiga I: fontes e métodos. Maringá: UEM. p. 49-72
- GRIMAL, Pierre (2013). Mitologia Grega. Porto Alegre: L&PM. p. 71
- HOMERO (2006). Odisséia. São Paulo: Ed. Martin Claret Ltda
- JARDÉ, Augusto (1997). A Grécia antiga e a vida grega. São Paulo: EDUSP
- KRAUSZ, Luis S. (2007). As musas: poesia e divindade na Grécia arcaica. São Paulo: EDUSP. p. 190. ISBN 9788531410024
- LEÃO, Delfim F. (2004). Matéria religiosa: processos de impiedade (asebeia). LEÃO, Delfim F.; ROSSETTI, Livio; FIALHO, Maria do Céu G.Z. Nomos: Direito e sociedade na Antiguidade Clássica. Madrid: Ediciones Clásicas Madrid e Imprensa da Universidade de Coimbra. p. 201-226[ligação inativa]
- Lefèvre, François (2013). História do Mundo Grego Antigo. São Paulo: Martins Fontes. p. 485
- MALTA, André (2009). Mito, razão e enigma. Antigos e Modernos. São Paulo: Alameda Casa Editorial. pp. 335–337
- MORAES, Dax (2017). O logos em Fílon de Alexandria: a fronteira entre o pensamento grego e o pensamento cristão nas origens da teologia bíblica. (PDF). Natal: EDUFRN. Consultado em 12 de novembro de 2017. Arquivado do original (PDF) em 1 de novembro de 2018
- MOSSÉ, Claude (2004). Dicionário da civilização grega. Rio de Janeiro: J. Zahar Editor. p. 303
- MOSSÉ, Claude (1990). O Processo de Sócrates. Rio de Janeiro: J. Zahar Editor
- Neto, João Angelo Oliva (2006). Falo no Jardim: Priapéia Grega, Priapéia Latina. São Paulo: UNICAMP. p. 432
- PLATÃO (2014). Apologia de Sócrates precedido de Êutifron (Sobre a Piedade) e seguido de Críton (Sobre o dever). Porto Alegre: L&PM
- PLATÃO (1972). Apologia de Sócrates (PDF). Lisboa: Verbo
- PLATÃO (2007). Êutifron, Apologia de Sócrates e Críton. Lisboa: Imprensa Nacional
- PLUTARCO (2005). Vidas Comparadas: Alexandre e César. Porto Alegre: L&MP
- RIBEIRO, Tatiana Oliveira (2006). O deus de dentro: a poesia inspirada na Grécia antiga. Calíope, presença clássica. Campinas: 7 Letras. pp. 110–114
- SUMMERSON, John (2013). A essência do classicismo. A linguagem clássica da arquitetura. São Paulo: Martins Fontes
- TAYLOR-PERRY, Rosemarie (2003). The god who comes: Dionysian Mysteries Revisited. New York: Algora Publishing. p. 220
- TEIXEIRA, Lyra (2011). Os deuses e a piedade – o excerto 6 e 7-8 a 9 do Eutífron de Platão. Insólito, mitos, lendas, crença. Coletânea Simpósio 5. Rio de Janeiro: Dialogarts. p. 244-250
- TICK, Edward (2001). The practice of dream healing: bringing ancient Greek mysteries into modern medicine. Wheaton: Theosophical Publishing House. p. 356
- TORRANO, Jaa (1997). O conceito de mito em Homero e Hesíodo. Campinas: Boletim do Cpa
- TORRANO, J.A.A. (1995). O mundo como função de musas. (PDF). HESÍODO. Teogonia. São Paulo: Iluminuras. p. 13-100. Consultado em 12 de novembro de 2017. Arquivado do original (PDF) em 15 de fevereiro de 2017
- TORRANO, J.A.A. (2013). O pensamento mítico do horizonte de Platão. São Paulo: Annablume. p. 172
- VERNANT, Jean Pierre (2009). Entre Mito e Política. São Paulo: EDUSP
- VERNANT, Jean Pierre (1992). Mito e religião na Grécia antiga. Campinas: Papirus. 98 páginas. ISBN 8530801466

### Disponíveis na web
- CAMPOS, Sávio Laet de Barros. «Deus na Filosofia Grega: A aporia entre religião e Filosofia.» (PDF). Filosofante. pp. 1–5. Cópia arquivada (PDF) em 9 de maio de 2016
- HECHT, H. van der (2010). «L'Aldilà e la Reincarnazione secondo gli antichi greci.». Società Teosofica Italiana. Cópia arquivada em 25 de junho de 2018
- MONTIEL, Juan Francisco Martos (2002). «Sexo y ritual: la prostitución sagrada en la antigua Grecia.». Dialnet, La Rioja. pp. 1–18. Cópia arquivada em 15 de dezembro de 2017
- NIKAIOS, Alexandra (2017). «Reconstrucionismo Helênico no Brasil: Festivais.». Cópia arquivada em 8 de dezembro de 2017
- PAGNI, Pedro Ângelo. «A Filosofia da Educação Platônica: o desejo de sabedoria e a paideia justa.». Cópia arquivada em 25 de junho de 2018
- RIBEIRO JÚNIOR, W.A. (2003). «O oráculo de Zeus em Dodona.». Portal Graecia Antiqua. Cópia arquivada em 17 de janeiro de 2017